# ウォーキング・デッドの登場人物
ウォーキング・デッドの登場人物（ウォーキング・デッドのとうじょうじんぶつ）では、アメリカ合衆国で制作された海外ドラマ『ウォーキング・デッド』に登場する人物について解説する。
以下の内容はシリーズ完結時点のものである。
原作のコミック版の登場人物については「en:List of The Walki1ng Dead (comics) characters」を参照。
登場人物の日本語表記については、角川ホームページと、FOX番組ホームページおよびAmazonビデオホームページ、最新の字幕(S11E23)の間で相違がある。特に主役のRick Grimesの姓については角川がグライムス、FOXがグリムス、Amazonがグリム、DVD1巻の字幕がグライムス、DVDの最新刊の字幕ではグライムズに変更されている。以下においてDVD1巻の字幕表記「グライムス」で統一するものとする。

## アトランタの生存者（メイン）
リック・グライムス（Rick Grimes）（生存）
演 - アンドリュー・リンカーン、日本語吹替 - 土田大
主人公。ジョージア州在住の保安官代理。拳銃はコルト・パイソンの6インチを愛用し、銃器の扱いに長けている。正義感と倫理感が強く、グループのリーダー的役割を負う。血液型はA型（Season2 第2話）。
Season1
職務中に逃走犯に射撃され、病院で昏睡状態となる。崩壊した世界で目を覚ましモーガンと出会い、彼の話から妻ローリと息子カールを探しに向かったアトランタで、ウォーカーの集団に遭遇し窮地に陥った所をグレンに助けられる。その後、グレン達のグループの中にいたローリとカールと再会しグループに加入する。加入後は誠実で正義感が強い人柄から徐々に皆の信頼を得るようになり、実質的なグループのリーダーとなる。
Season2
人道的な行動をとることが多く、元同僚で高校以来の親友でもあり、ローリと関係を持っていた現実主義者のシェーンとの間に次第に確執が生まれるようになる。リックが助けた無法者集団の少年の処遇を巡って遂に決定的なものとなり、シェーンによる殺害計画を察知したリックは逆にシェーンを返り討ちにするが、これが彼に大きな心の傷を負わせることとなる。自分勝手なメンバー達に対して苛立ちが募り、自分が絶対的リーダーになることを宣言する。
Season3
グループ全員の安全のため、常に神経を尖らせ、ローリとはすれ違ったままとなる。Tドッグやローリを死なせてしまい、助けられなかった自分を責めるようになる。生まれたばかりの娘ジュディスを前に途方にくれ、ローリやシェーンの幻と会話してしまうほど精神的に衰弱してしまう。グレンとマギーを奪還するためウッドベリーを襲撃し交戦した際、シェーンの幻覚が見えて動揺し、一時動きが止まってしまいオスカーを死なせてしまう。
タイリース達を刑務所に受け入れるかどうか決断を下す時も不安にかられ、ローリの幻覚が現れると錯乱状態に陥り、誰にともなく怒号を浴びせてしまう。
一時はミショーンをガバナーに引き渡そうとするなど自分を見失うが、仲間の思いに触れ立ち直り、ガバナーを迎え撃つ決断を下す。
ウッドベリーの住人達を刑務所に仲間として受け入れるときには、もうローリの幻覚が姿を現すことはなくなっている。
Season4
刑務所グループのリーダーの地位から下り、運営を委員会に任せて自らは畑を耕し豚を飼い、銃を手にすることが無くなっている。
だがウォーカー達がフェンスに殺到した時にはカールと協力して守り、再び積極的な関与をし始める。疫病が流行った時、感染したタイリースの恋人を殺したのがキャロルであることを突き止め、タイリースに殺されないようにグループから追放する。
ガバナーのグループがミショーンとハーシェルを人質として刑務所の明け渡しを求めた時、平和的共存を提案するが受け入れられず戦闘となり、刑務所からカールと逃げるが、まだ幼児の娘ジュディスを見失う。
思うように父親としての自分を示すことができず、カールとは衝突してしまう。極度の疲労と怪我から長時間昏睡し、目覚めた際にカールからウォーカーに転化したと勘違いされる。
ミショーンと合流後、ミショーンとカールが物資調達中、滞在していた家に侵入者がやってきたことに気付く。ベッドの下に隠れ、トイレで居合わせた侵入者と組み合いになり、絞殺して窮地を脱する。
カールとミショーンが上手くコミュニケーションを取れている様子を見て、安堵する一方で自身の無力さも覚える。終着駅へ向かう途中、ダリルを仲間とする侵入者の男達とに遭遇。仲間を殺された報復を受けそうになるが、リーダー格の男の首を噛み千切って危機を脱し、何とか終着駅に到着するが、そこにいた人物達の異変に気付き抵抗。貨車に閉じ込められる、グレン一行と合流する。
Season5
ギャレスによって食用にされそうになるが、キャロルの奇襲によって脱出に成功、終着駅のメンバーに追跡されるが裏をかいて全員殺害する。ダリルとキャロルの帰りを待つためにグレンやマギー、エイブラハム達と一時別れることになる。戻ってきたダリルからベスとキャロルが病院に囚われていると聞き、病院の関係者である巡回警官を捕えて人質交渉を進めるが、病院側のリーダーであるドーンの土壇場での脅迫によりベスを失う。
ユージーンの嘘が発覚しエイブラハム達が戻ってきた後、ベスがノアを家に送り届けようとしていたことを尊重し、ノアの実家を訪れるが、町はすでに壊滅している。当初のユージーンの目的地だったワシントンD.C.を目指している最中、アレクサンドリア共同体のスカウトマンのアーロンに出会う。
警戒しながら共同体と接触し、平穏な生活に戸惑いを感じると同時に、彼らの弱さや仮初の平穏のために現実から目を逸らす姿勢に反感を覚える。共同体で出会ったジェシーに淡い気持ちが芽生えるも、彼女が夫ピートのDV被害に遭っていることを知り、ピートと乱闘騒ぎを起こす。
集会で責任追及を受けるはずだったが、神父の不手際で侵入した複数のウォーカーを一人で退治し、逆上してレジを殺したピートを、ディアナの命もあって射殺する。
Season6
アレクサンドリア付近で大量のウォーカーが閉じ込められているのを発見、近いうちに溢れ出す事がわかった為、ウォーカー誘導作戦を立てる。
しかし再度下見に訪れた際、ウォーカーが一斉に溢れ出てきてしまい、急遽誘導作戦を実行に移すも、同時に町がウルブズの襲撃を受けてしまう。
何とか単身でウォーカーを誘導するもモーガンが見逃したウルブズに奇襲を受け、殺さなかったモーガンと衝突する。襲撃から何とか町を守り切るが、町の外にあった監視塔が倒壊して壁を破壊、そこからウォーカーが町に雪崩れ込む。
危機を脱する為にウォーカーの血肉を纏ってジェシー達と脱出するが、ジェシー一家は全滅、カールが右目を失う。
ダリルと物資調達中に、怪しい男ジーザスに出会い、貴重な大量の物資をトラックごと失う。しかしジーザスはヒルトップという共同体の人間で、リック達に取引を持ちかける。
彼らがダリル達も襲われた「救世主」という連中に脅されている事を知り、救世主達を全滅させる事を条件にヒルトップの物資の半分を譲り受け、救世主に捕まったヒルトップの住人を助け出してアジトも壊滅させる。
だが、救世主の規模は想像を遥かに超えており、体調を崩したマギーをヒルトップの医者に診てもらおうとした先で仲間達と共に捕まってしまう。
Season7
目の前でニーガンにグレンとエイブラハムを殴り殺され、自分は強制されてカールの腕を切り落とす寸前まで追い込まれて屈服する。
アレクサンドリアを救世主の支配下に置かれ、自信を失いリーダーの座から降りる。だがミショーンに諭されて立ち上がり、「ヒルトップ」、「王国」、「清掃人」と同盟して救世主と戦うが、清掃人に裏切られて事態は予想しない方向に動き出す。
Season8
ヒルトップ、王国、アレクサンドリアの同盟を率いて〈救世主〉の基地のサンクチュアリーを攻撃し、ウォーカーに包囲させる。サンクチュアリー内に捕らわれた労働者を犠牲にしないため、爆破を主張するダリルと対立する。〈救世主〉の降伏を得るため、清掃人に再び同盟を申し出て、監禁されたうえで説得に成功する。清掃人を連れてサンクチュアリーに来ると〈救世主〉たちは脱出した後であり、清掃人は去る。アレクサンドリアに戻って〈救世主〉に襲撃されたことを知り、下水管に隠れる仲間たちに再会する。だがウォーカーに噛まれていたカールを失う。清掃人に警告しに行くが、全滅させられているのを見る。ヒルトップに合流した後、〈救世主〉が攻め寄せるのを見てニーガンの乗った車を襲うが逃げられる。ヒルトップに戻り、〈救世主〉を撃退する。逃げ出した〈救世主〉の捕虜をモーガンと共に皆殺しにする。カールが残したリックへの手紙を涙ながらに読む。ドワイトからの偽の地図で罠にかかるが、ユージーンとオーシャンサイドのおかげで勝利を収める。〈救世主〉達を投降させ、自らの手でニーガンの首を傷つける。だが命を助け、未来について皆に語る。そして今は亡きカールに自分の想いを告げる。
Season9
髪型が変わり、髭も生やした姿になる。ミショーンと暮らし子どもをもうける。ニーガンを幽閉し、〈救世主〉を含むすべての共同体の和解を図る。共同してキャンプを張り、橋の補修に取り組む。ニーガンを殺そうとするマギーを阻止するためにアレクサンドリアに向かうが、ダリルに妨害される。キャンプ場の銃撃戦に誘われたウォーカーの大群をそらそうとする途中で馬に投げ出され鉄柱が脇腹に突き刺さる。逃げる途中意識が混濁し、死んだ仲間たちの夢を見る。仲間たちの目の前で、ウォーカーの群れとともに橋を爆破し、死んだと思われる。その後、川の近くで倒れていたがアン(ジェイディス)に助けられ、ヘリコプターで何処かに連れていかれる。
Season11
シーズンの最後、生存し逃亡するもヘリコプターに乗る何者かに見つけられる姿が見られる。
ウォーキング・デッド: ザ・ワンズ・フー・リブ
こちらを参照。
ローリ・グライムス（Lori Grimes）（死亡）
演 - サラ・ウェイン・キャリーズ、日本語吹替 - 沢田泉
リックの妻。
Season1
怪異発生の混乱時にシェーンに「リックは死亡した」と報告され絶望し、自分とカールを守ってくれたシェーンと共に過ごすうちに深い関係となる。リックと再会した後は、彼が死んだと思いこんでいたシェーンを一方的に責め、拒絶するようになる。
Season2
夫であるリックにシェーンとの関係を隠していたが、やがて妊娠が発覚すると真実を彼に告白する。リックとシェーンどちらの子供か分からず葛藤する。夫であるリックを信頼しており、危険を顧みない彼の行動を心配しながらも常に彼の判断に賛成する立場をとるが、リックがシェーンを刺し殺した時は、拒絶する様な態度をとる。
Season3
シェーンとの不貞や妊娠が公になってからは、息子のカールが遠ざかり、夫のリックからは距離を置かれている。その為に、しばしば自身の事を『最低の妻、母親失格』と言っている。最後までリックに許されていないと思い込んでいた。臨月を迎え何とか安全に出産できる場所を刑務所内に見つけるが、囚人の企みによりウォーカーの襲撃に遭ってしまい、ボイラー室にて出産を試みる。カールも帝王切開で出産しており、一緒に避難していたマギーに開腹して赤ん坊を取り出すように頼む。開腹後の処置ができないために死を覚悟し、カールに別れの言葉を告げる。切開の痛みにより気絶した後、ウォーカーとして復活しないようにカールの銃弾によって頭を貫かれる。その後、リックの幻聴、幻覚として登場する。

カール・グライムス (Carl Grimes)　(死亡)
演 - チャンドラー・リッグス、日本語吹替 - 中嶋アキ（〜Season5）→岩端卓也（Season6〜）
リックとローリの息子。12歳（S1）。血液型はA型（Season2 第2話）。
Season1
父親であるリックに憧れており、彼が死んだと聞かされた時は酷く落ち込む。その際、父親代わりであったシェーンのことは、リック復帰後も代わらず信頼を置く。
Season2
当初は子供らしい純粋で素直な性格で、行方不明になったソフィアの探索に積極的に加わろうとするなど、父親譲りの正義感を見せる。しかし、両親とシェーンとの間に生まれたわだかまりを敏感に感じ取り、徐々に大人たちへの信頼を失って行く。また、大人たちから蚊帳の外にされることに苛立ちを感じ、反抗心が芽生え始める。ソフィアの死後、ダリルの拳銃を盗み、森の中で泥に足を取られて動けないウォーカーを見つけて撃とうとするも失敗。倒さず逃げ帰ってきた夜、そのウォーカーが農場まで入り込んでデールが殺されたことにショックを受け責任を感じる。リックに殺されてウォーカー化したシェーンを迷わず撃ち殺す。
Season3
冬の間に銃の扱い方を覚え、腕前も上がっている。シーズン2の頃とは違い、見張りを頼まれるなど大人と同等に扱われるようになる。母の死を受け入れて精神的にも大きく成長し、リックたちが仲間の奪還のために刑務所を留守にする間も率先して行動する。また、年齢も近いベスとは互いに意識し合うようになる。
ガバナーが刑務所に襲撃した際に投降した青年を「生かせばいつか報復される」との理由で躊躇無く撃ち殺したり、リックがウッドベリーの人々を刑務所に受け入れたことに不満げな顔をするなど、かつてのシェーンのような現実主義的な面を見せ始める。
Season4
厳しい体験をして来たため、刑務所の他の子供たちとは上手く交わることが出来ない。ウォーカー達がフェンスに殺到した時や、ガバナーのグループが刑務所を奪おうとした時にはリックを助けて共に戦うなど頼もしい成長を見せるが、次第に冷淡さや酷薄な面も見え始める。
ガバナーの襲撃後、リックと共に刑務所を脱出。銃を捨てて畑を耕した結果、妹も守れず仲間達も失った満身創痍のリックに苛立ちを募らせる。一向に目覚めないリックを置いて一人で行動するが、幾度とウォーカーに襲われ、意気消沈し不安から自暴自棄になる。ミショーンと合流後は、二人で良く会話をする。
終着駅へ向かう途中に侵入者の男達に襲われる、リックの必死の抵抗により助かるが、その鬼のような姿にショックを受ける。またミショーンの身の上話からリックが「誇れる父親らしくあろう」としているのも理解しており、自分も「誇れる息子」であろうと努力しているが、内なる狂気もまた自覚している。終着駅へ到着するも、リックと一緒に貨車に閉じ込められることになる。
Season5
キャロルの奇襲によって終着駅の貨車から脱出に成功、終着駅のメンバーに追跡されるがリックの機転で助かる。リック達がベスとキャロルの奪還に向かう際は、神父やミショーンと共に教会に残る。神父に戦い方を教えようとするが拒絶される。
アーロンと出会い、彼の言葉に耳を傾けるが、共同体の弱さに気づく。
子供達の中では、共同体に来てまだ日が浅く、同じように外の現実を忘れないようにしている女の子、イーニッドと仲良くなる。
Season6
リックがピートを殺したせいで、ロンとの仲が険悪になり、よく衝突するようになる。ウルブズの襲撃時、町の中でイーニッドと共にジュディスを守り抜く。
ウォーカーの血肉を纏っての脱出時に、ロンが怒りに任せて撃った弾丸に右目を撃ち抜かれて重傷を負う（この件で失明する）。
イーニッドの事を特に気にかけ、彼女を守りたいと思い危険から遠ざけようとする。
体調を崩したマギーを医者に診てもらおうとヒルトップに向かっている最中に、仲間達と共に捕まってしまう。
Season7
目の前でニーガンに仲間を殺され、リックが屈服させられるのを見る。救世主の基地「サンクチュアリ」に忍び込んでニーガンを殺そうとするが果たせずに捕えられる。
Season8
「聖域」包囲戦には加わらない。森の中でセディクを仲間にする（このときウォーカーに噛まれる）。「救世主」がアレクサンドリアを襲撃した時、仲間を指揮して脱出し下水管に隠れる。父と友人たちに別れを告げ、リックとニーガンに和解を求める手紙を残して自殺する。

ジュディス・グライムス (Judith Grimes)　(生存)
演 - クロエ&ソフィア・ガルシア=フリッジ(幼児時代) ケイリー・フレミング(少女時代)、日本語吹替 - 木村涼香(少女時代)
シェーンとローリの娘（リック自身がミショーンとの会話の中で認めていた）。カールの妹(異父兄妹)。
Season3
帝王切開により生まれる。食欲旺盛で睡眠もしっかりとっているため、元気に育っている。最初はダリルによって「おてんば娘」と呼ばれていたが、後にカールが数ある候補（今まで死んでいった仲間達の名前など）から「ジュディス」と名付けた。なお、この名前は死んだ仲間ではなく、カールが3年生の時の担任だったミューラー先生の下の名前からとったもの。
Season4
基本的に取り外し式の取っ手付きベビーシートに納まっている。ガバナーの襲撃の際に行方不明となっていたが、タイリース一行に保護されていたことが判明。泣き声などによりウォーカーに気付かれてしまうこともあり、リジーに口と鼻を塞がれて窒息死しそうになる場面もある。タイリースとキャロルと共に終着駅へ向かった。
Season5
タイリースと一緒にいたが、マーティンに人質にされてしまう。ギャレス達が教会に残されたメンバーを奇襲した際、その泣き声でギャレス達に気付かれてしまう。
Season9
ミショーンやリックと普通に話せるまで成長する。
リックが姿を消して間もない頃、ミショーンのかつての友人のジョスリンにより攫われてしまうが、救出される。
6年後、カールの帽子を被り、ミショーンの刀とリックの愛銃のマグナムを持った姿でマグナ達を助ける。牢の中のニーガンと親しくなり、逃げたニーガンを見逃してやる。ジョスリンの件以来孤立主義をとっていたミショーンを説得し、ダリル達と共に会議の行われる王国へ向かう。数ヶ月が経ち、冬の嵐の中でダリルの犬を捜しに向かい低体温症になるがニーガンに助けられる。
Season10
オーシャンサイドで、RJとともに皮のマスクを見つける。ヒルトップ陥落後、噛まれたアールを始末する。離島から帰る途中のミショーンと無線で連絡し、父が生きていると聞き探索するようミショーンに頼む。
Season11
コモンウェルスに迎えられて住む。仲間たちがコモンウェルスに対して反乱した際に撃たれて負傷する。ダリルに輸血されトミに治療されて回復する。
ウォーキング・デッド: ザ・ワンズ・フー・リブ
こちらを参照。
RJ・グライムズ (Rick Junior Grimes)　(生存)
演 - Anthony Azor、日本語吹替 - 不明
リックとミショーンの息子。カールの弟(異母兄弟)。
Season9
リックの失踪後に生まれる。
Season10
ジュディスとともに皮のマスクを見つける。
Season11
コモンウェルスに迎えられて住む。
ウォーキング・デッド: ザ・ワンズ・フー・リブ
こちらを参照。

シェーン・ウォルシュ（Shane Walsh）(死亡)
演 - ジョン・バーンサル、日本語吹替 - 坂詰貴之
リックの元同僚の保安官代理で親友。生存主義者。文明崩壊後はアトランタ郊外のキャンプを仕切る。グループ内ではリックと並んで銃器の扱いに長け、シューティング・インストラクターの資格を持つことから他のメンバーへ銃の指導を行う他、戦闘では常に中心的な存在で、BLACKHAWK社製NRSストックを取り付けたモスバーグM590（恐らく官給品）を常に携行している。
Season1
ウォーカー出現直後はローリやカールを含むアトランタ郊外の生存者キャンプのリーダー的地位にある。リックが大怪我を負い、意識不明となる中でローリを支え深い関係となる。リックとは異なり生存を第一に考える持ち主であり危険を冒すことは好まないが、結局はリックの決定に従うことが多い。リックが実質的なリーダーになってからは、ローリへの想いを持ちながらも、表向きは一歩退いてサブリーダーとしてグループを支えていく。
Season2
荒廃した世界に最も適応している人物であり、グループ内では危険視されている面もある。生き残ることが全てで、多数の生存のためには少数を犠牲にしても構わないという冷徹さが徐々に表面化し、良心的なリックとの間に摩擦が生じる場面が徐々に増えていく。
オーティスが誤ってカールを撃ったため、治療に必要な医療器具をオーティスと取りに行く。その際足を挫いてしまい、大量のウォーカーに囲まれ絶体絶命の状態になるが、オーティスの足を撃ち抜いてウォーカーの囮にし、自分ひとり農場へと戻り、口を閉ざす。
ローリへの想いを捨てられず、ついにリックの殺害計画を企てるが、返り討ちに遭い刺し殺される。その直後に転化するがカールによって始末される。
Season3
ウッドベリーを襲撃する際、リックの幻覚として登場する。
Season9
リックの幻覚として保安官姿で登場する。

モーガン・ジョーンズ（Morgan Jones）（生存）
演 - レニー・ジェームズ、日本語吹替 - 最上嗣生
リックが目覚めて初めて出会った生存者の男性。棒術の達人。生きている人間を殺さない人道主義と容赦なく敵を殺す現実主義の間を揺れ動く。
Season1
息子のデュエインと共に、リックの家の近所に立てこもっている。ジェニーという妻がいたが、転化しても撃つことができなかった。リックにウォーカーの存在と倒し方、アトランタ都市部に軍が生存者を保護していることを教える。妻との決着をつけるために残り、リックが別れ際に無線機を渡し、夜明けと同時に電源を入れ続ける約束をする。
Season3
リックの元の家があった田舎町で数々のブービートラップを張って立て籠もり、警告を無視して侵入してきた者はウォーカーも人間も無差別に襲う。妻を撃つことが出来ず、そのせいで息子を失ったことで錯乱しリックが誰かも分からなかったが、リックの必死の呼びかけで正気を取り戻す。
リックにこれまでなぜ無線に出なかったと問われると、「約束通り毎朝無線機の電源を入れたが応答はなかった」と逆にリックを責めている。リックは仲間を守るため郊外に逃げたためだと説明する。リックに一緒に行こうと誘われるが断り、一匹でも多くのウォーカーを駆除するためにトラップを仕掛けた町に残ることを決める。
Season5
線路を歩いてきたモーガンは、リックが残した『NO SANCTUARY（避難所ではない）』と書いた案内板に辿り着き、木に刻まれた目印を追っていく。ギャレス達がボブの足を食べた学校を通り、ゲイブリエルの教会に辿り着き、教会でお祈りの真似事をして寝転がる。その時、エイブラハムがリックのために残した地図に気付いて拾い上げ、ワシントンDCを目指して進む。
ワシントンでキャンプ中、額にWの刻印を刻んだ狼を名乗る男達に襲われるが、棒一本で軽々と撃退する。男達を車に閉じ込めた後、彼らの作った罠にかかったダリルとアーロンを助け、ダリル達と共にアレクサンドリア共同体を訪れ、リックと再会する。
Season6
ウルブズの襲撃を受けた際、彼らを殺さずに追い払う。更には、町に来る以前に出会ったウルブズの一人を殺さず地下室に閉じ込め治療までした事でキャロルと衝突し、隙を突かれてデニースを人質に取られてしまう。
彼が人を殺さないと心に決めたのは、リックと別れた後に出会ったイーストマンという精神科医の影響で、棒術や合気道も彼に習ったもの。彼のおかげでモーガンは正気を取り戻せた。
自分がウルブズを生かした事でキャロルとはすれ違うようになる。キャロルがアレクサンドリアを出て行ってしまった際、全てをリックに打ち明けて彼女を探し、彼女を救う為に救世主の仲間を撃ち殺す。
Season7
キャロルと共に「王国」に身を寄せる。仲間たちがニーガンに殺されたことを知るが、キャロルには隠す。救世主に対して王国を立ち上がらせようとしてベンジャミンの死を招いたリチャードを殺す。キャロルに、ニーガンが仲間たちを殺したことを告白して立ち上がらせる。
Season8
救世主の基地「聖域」の包囲戦に加わる。捕虜の処刑を主張し、ヒルトップに連れ帰ろうとするジーザスと争う。「聖域」の壁を破ってウォーカーを招き入れようとするダリルを援護する。キャロルとともに、「救世主」に捕えられたエゼキエル王を救出する。ヒルトップで「救世主」を撃退する。しだいに死者の幻を見るようになる。リックと共に、逃げ出した「救世主」の捕虜を追いかけて皆殺しにする。未だに幻覚を見ていたがジーザスの助言で我に帰る。戦いの後はゴミ置き場に行き新しい旅の支度をする。
フィアー・ザ・ウォーキング・デッド
こちらを参照。

グレン・リー（Glenn Rhee）（死亡）
演 - スティーヴン・ユァン、日本語吹替 - 寸石和弘
韓国系アメリカ人の青年。両親はミシガン出身。非常に身軽で物資調達の他、囮や偵察など色々活躍する。嘘が下手で、真っ直ぐな性格をしている。
Season1
アトランタでウォーカーの群れに襲われるリックを助け共に脱出しキャンプメンバーに合流させる。「誰かを助ければいつか誰かに助けてもらえる」がモットー。フットワークが軽く主に街での物資調達を受け持つが、その身軽さ故か囮役となることも多い。また、デールから車の整備を教えてもらう。嘘がつけない真っすぐな性格だがメンタルが弱かったり、酒に弱かったりとグループの中ではコミックリリーフを演じることも多い。ウォーカー出現前はピザの配達人および窃盗犯だったため、アトランタの市街地についてはメンバーの中で一番詳しい。
Season2
身軽さを買われ、引き続き物資調達役として近くの街へ出掛けることが多い。童貞であったがハーシェルの娘マギーと物資調達の最中、成り行きで深い関係になる。農場の納屋にウォーカーが匿われていることをメンバーの中で最初に発見するが、マギーに黙っているように言われ、ローリの妊娠も薬を頼まれたことで知ってしまい秘密にしているように頼まれる。しかし、根っからの嘘をつけない性格のせいで重大な問題を抱えきれず、相談したデールに口を割ってしまう。危険な仕事を任されることが多く、それについてマギーに不満を漏らされることもある。
Season3
物資調達中、マギーと共にメルルに拉致される。仲間の場所を聴き出そうとするメルルから激しい拷問を受けるが決して口を割らない。
椅子に拘束された状態からでもウォーカーを倒すなど高い生存能力を身につけている。
監禁された際にマギーがガバナー達から辱めを受けたと思い込み、守れなかった自分と拉致をしたメルルを責め続ける。そのため、刑務所に戻ってきてからは仲間を守るためにリックの代わりに率先してリーダーを務めようと努力するようになるが逆に周りを心配させたり、マギーとの接し方が分からずギクシャクすることが多々ある。その後、ハーシェルの承諾を得てマギーに求婚し、正式に婚約する。
Season4
刑務所の運営委員会の一員となっている。疫病で重篤となるが、ダリルらの持ち帰った薬品で回復する。ガバナーのグループが刑務所を襲った時にも回復途上であり、マギーに助けられて間一髪脱出するが、刑務所の渡り廊下の上で気を失ってしまう。
1人取り残され目を覚ましてマギーを探すために刑務所を脱出する際、タラを発見し行動を共にすることになる。しかし脱出直後再度気を失い、タラによりエイブラハム達のトラックに乗せられ、目を覚ますとマギーを探すためにトラックを降りる。その後線路で「終着駅」の看板とマギーのメッセージを見つけ後を追う。終着駅手前のトンネルでエイブラハム達と別れウォーカーに囲まれるも、先回りしたエイブラハム達と合流したマギー達により助けられる。その後「終着駅」に到着するが、貨車に閉じ込められてしまう。
Season5
ギャレスによって食用にされそうになるが、キャロルの奇襲によって脱出に成功する。リックと別れ、マギーと共にエイブラハム達と一緒にワシントンを目指すが、ユージーンの嘘が発覚し教会に戻る。ベスが生きていると知り喜びも束の間、再会は叶わずベスは死亡する。
その後、ベスがノアを家に送り届けようとしていたことを尊重し、ノアの実家を訪れるが、町はすでに壊滅している。当初のユージーンの目的地だったワシントンD.C.を目指している最中、アーロンに出会い、アレクサンドリア共同体に合流する。
今までの経験を買われ物資調達の仕事を受けるが、ディアナの息子のエイデンとニコラスの軽率な行動に反感を覚える。彼らのせいで窮地に陥り、さらに目の前でノアを食い殺される。
謹慎を命じられたニコラスが壁をよじ登って外に出たのを見つけて追いかけるが、森の中でリックが隠しておいた拳銃を奪ったニコラスに肩を撃たれる。ウォーカーにも襲われ、ぼろぼろになりながらもニコラスを素手で倒し、命乞いするニコラスを引きずり共同体へ戻る。
Season6
ウォーカー誘導作戦でニコラスと一緒に行動する。ウルブズの襲撃を受け町へ戻ろうとするが、途中でウォーカーに囲まれてしまう。仲間達の退路を確保する為にニコラスと囮の火事を起こそうとしたが追い詰められてしまい、諦めたニコラスが自殺した為、巻き込まれる形でウォーカーの集団の中に落ちてしまう。しかしニコラスの死体が貪られている隙にダストコンテナの下に逃れる事に成功し、一命を取り留める。その後、外を放浪していたイーニッドに助けられ、彼女を説得して町へと戻る。ウォーカーに囲まれた仲間達を助ける為、再度自ら囮になりウォーカー達を引きつけ、間一髪のところでエイブラハムにより助けられる。
ヒルトップとの取引で「救世主」達の掃討作戦にも参加。初めて生きた人間を殺す。しかし他の仲間にマギー達を捕えられてしまう。
ドワイトを殺そうと出ていくダリルをミショーンやロジータと共に追うが、救世主を率いるニーガンに捕えられてしまう。
Season7
ダリルがニーガンに歯向かったことに端を発し、エイブラハムに続いてニーガンに頭を何度も殴打され撲殺される。

ダリル・ディクソン（Daryl Dixon）（生存）
演 - ノーマン・リーダス、日本語吹替 - 小山力也
メルルの弟で兄同様のタフガイ。アメリカ南部出身。元ドラッグディーラー。血の気は多いが兄ほど支配的な性格ではなくお人好しな面もあり、口が悪いながらも仲間を気遣う場面もある。戦闘能力は高く、武器はクロスボウを愛用している。その他銃器にも一通り精通しており、ウォーカーの襲撃に対してはリック、シェーンと共に先陣を切って対応する場面が多い。移動はチョッパーハンドルのトライアンフ。
ファンや原作者に人気が高く、ゲーム版『The Walking Dead:Survival Instinct』では主人公を務めている。
Season1
最初のキャンプ場でリック達と出会い、行動を共にする。ボウガンを使った狩りで、食糧調達役をする。当初はメルルを置き去りにしたことでキャンプメンバーに反発する態度を見せ、グループからは一歩引いた立ち位置を取る。
Season2
ソフィアが行方不明になった際、キャロルを励ましつつ最後まで捜索を諦めないなどの優しい一面も見せ、徐々にメンバーに対しても仲間意識を持つようになる。それ以降もグループに対して一定の距離を置きながらも、シェーンに対しては不信を抱く一方、ソフィアの生存を最後まで信じ、またメルルを助けようとしたリックに対しては「誠実な男」と評するなど信頼を抱きはじめ、彼をリーダーとして尊重する様な行動も多く見られるようになる。仲間を守る気持ちは人一倍強く、頼もしい用心棒として信頼されている。狩猟やサバイバルに長けており、足跡から獲物や人を追跡するなどの特技を持つ。農場で生活するようになってからも一人離れた場所でキャンプを張り、鼠、リス等を食べて生活している描写もある。一人でソフィアの捜索に出て彼女の人形を見つけるが事故に遭い、メルルの幻覚を見る。なんとか自力で戻りアンドレアにウォーカーと間違えられて撃たれるも、擦り傷で済む。少年時代に山で遭難したが、誰も探しに来る人はおらず9日後に自力で帰ったという逸話を持つ。
Season3
シェーンに代わり、リックの良き相棒になっている。リックがローリの死によって錯乱していた時は、リックに代わって仲間達を守り、新しく生まれた赤ん坊の面倒も看て、まだ名前の無かった頃に「じゃじゃ馬娘」と名付けていた。
グレンとマギー救出の際にガバナー達に捕らえられ、群集の前でメルルと再会し、ともに処刑されそうになる。メルルとウッドベリーを脱出するもメルルを受け入れられないリック達と離れ、メルルと行動を共にするが、刑務所がガバナーに襲撃された時には駆けつけ、間一髪のリック達を助けた後はメルルと共に刑務所で暮らすようになる。しかしメルルのことが原因で、仲間と衝突することも多くなる。また、愛用のクロスボウをミショーンがモーガンの隠れ家で入手した物に持ち替える。
メルルがミショーンを連れ出したと知り追いかけるが、メルルが単身でガバナーを暗殺しに行ったことを知り、急いで駆けつける。ウォーカーに転化した兄を見つけ、慟哭とともに自らの手で刺殺する。
Season4
刑務所を運営する委員会の一員となり、リックが殻に閉じこもる間グループの指導的役割を果たす。
刑務所内で致死性の疫病が流行ったときには、グループを率いて大学の獣医学部から薬品を持ち帰り、多くの人間の命を救う。その間にリックがキャロルを追放したと知り、強く抗議してキャロルを再び迎え入れようとする。
ガバナーのグループが刑務所を襲撃した時には奮闘し、手榴弾を投げ入れて戦車を撃退する。
その後ベスと2人で刑務所を脱出に成功するが、ハーシェルや仲間達を助けられなかったことから深く後悔し塞ぎ込んでしまい、ベスとも衝突してしまう。しかしベスと本音で語り合うことで自分を取り戻すも、葬儀場でウォーカーの襲撃に遭い、何者かにベスを連れ去られてしまう。
茫然自失になっているところをジョー率いる生存者集団と出会い、彼らと行動を共にするも、彼らがリック達を殺そうとしていることを知り、解放を訴えたことでリンチに遭う。リックのおかげで助かると、4人で「終着駅」を目指す。しかし「終着駅」の人間の不審な動きに抵抗し、リック達と共に貨車に閉じ込められてしまう。
Season5
ギャレスによって食用にされそうになるが、キャロルの奇襲によって脱出に成功する。その日の夜にベスをさらった白十字の車を見つけ、そのままキャロルと共に追跡する。アトランタ市街地で病院を発見、逃げてきたノアからベスの行方を知り、リック達と共に人質奪還に出る。しかしドーンの身勝手な主張によりベスが死に、ドーンを射殺する。
その後、ベスがノアを家に送り届けようとしていたことを尊重し、ノアの実家を訪れるが、町はすでに壊滅している。当初のユージーンの目的地だったワシントンD.C.を目指している最中、アーロンに出会い、アレクサンドリア共同体に合流する。
しかし共同体の人々の現実から目をそらすような振る舞いに馴染めず、リック達のように馴染んだフリをすることもできなかったため、一人で過ごすことが多くなる。そんなダリルをアーロンは「善人と悪人を見分けられる」と言い、スカウトの仕事に誘い、ダリルも承諾する。
ある日アーロンと共にスカウトのために外に出て、赤いパーカーポンチョを着た男を発見するが見失ってしまう。捜索中に缶詰工場を見つけた際、アーロンが男の捜索を諦めようと言ったのに対し、Wの文字が描かれ惨殺された死体をいくつも発見したことから「あの危険な連中と先に出会ったらまずい」とパーカーの男を探した方がいいと主張する。その後、缶詰工場はその危険な連中の罠であり、ウォーカーに襲われて車に閉じ込められてしまう。決死の覚悟で外に出ようとしたところを、モーガンに助けられ、彼の持っていた地図から共同体へと案内する。
Season6
ウォーカー誘導作戦でサシャ、エイブラハムと共にバイクで誘導するが、途中で謎の連中に襲われてしまい単独行動になる。森の中でドワイト達と出会い、彼らに誤解を受けて拘束されるが、何とか逃げ出し逆に彼らを手助けする。しかし銃を渡し、アレクサンドリアの事も話した後でドワイトに裏切られ、バイクとボウガンを奪われて取り残される。給油車を見つけエイブラハム達と合流、町に帰る途中でニーガンの部下を名乗る連中に脅され殺されかけるが、エイブラハムが見つけたグレネードランチャーで全員を木端微塵に吹っ飛ばす。
リックと物資調達中にジーザスに物資を奪われるが、揉み合いの際に気絶した彼を見捨てずに連れ帰った事で、彼のいるヒルトップと取引する事になる。「救世主」達の掃討作戦にも参加。
その後、デニースの強引な頼みで彼女を薬局へ調達に連れて行くが、その帰り道に以前裏切られたドワイトにデニースを殺されてしまう。ユージーンを人質に取られて殺されかけるが、エイブラハムのおかげで助かる。
しかし怒りはおさまらず、自分がドワイトを助けてしまった為にデニースが死んだと責任を感じ、ドワイトを殺す為にアレクサンドリアを単身飛び出すが、待ち伏せしていた救世主達に捕まってしまう。
Season7
目の前でエイブラハムが殺されたのに逆上してニーガンに殴りかかり、見せしめにグレンを殺され、自分はニーガンに連れ去られて救世主の基地「聖域」に幽閉される。ニーガンとドワイトに繰り返し拷問を受け、屈服するよう強いられるが堪える。やがてジーザスとシェリーの助けで脱走し、ヒルトップに行って仲間たちと合流する。
「王国」で静かに暮らすキャロルに再会するが、グレンとエイブラハムが殺されたことを秘密にする。リックら仲間と合流して、救世主との戦いを始める。
Season8
「救世主」の基地「聖域」の包囲戦に加わる。リックに銃を突きつけたモラレスを殺す。「聖域」内の労働者を犠牲にしないために「救世主」の降伏を求めるリックと対立し、早期の決着を求めて「聖域」の壁を破り、ウォーカーを招き入れる。その結果、「救世主」たちは脱出し、逆襲することになる。「救世主」に襲撃されて炎上したアレキサンドリアから住民を率いてヒルトップに逃げる。ヒルトップで「救世主」を撃退する。ロジータと共に、「救世主」のために弾薬を製造するユージーンを捕えるが逃げられる。「救世主」が敗れた後、ニーガンを助命したリックの決断には納得しない。
Season9
サンクチュアリーの指導者になっているが、キャロルにその地位を譲る。オーシャンサイド住民が「救世主」を殺して復讐していたことをマギーとともに見つけて見逃す。マギーと組んでニーガンを殺そうとし、阻止しようとするリックを妨害する。キャンプ場の銃撃戦を聞きつけたウォーカーの大軍が向かう中、キャンプ場に向かう。目の前でリックが橋を爆破するのを見て、リックは死んだと思う。
リックが姿を消した後、ジュディスらアレクサンドリアの子供たちを攫ったミショーンのかつての友人のジョスリンのグループを追跡する。途中捕らわれてしまい背中にＸ印の焼印を押されてしまう。
6年後、アレクサンドリアから離れ森の中で一人で暮らしリックを探す。キャロルとともにヒルトップを訪れ、ユージーンが行方不明になったことを知って救出に向かう。墓地で〈囁く者〉に囲まれるが脱出してその一員のリディアを捕えヒルトップに連れ帰る。リディアが虐待を受けて育ったことを聞き出し、自身もまた虐待されて育ったことがわかる。ルークおよびアルデンと交換に、アルファにリディアを渡す。その夜消えたヘンリーをコニーと共に捜しに行き、ヘンリーとリディアを助け出す。高層ビルでベータら追跡者を待ち伏せして倒し、アレクサンドリアで手当てを受けた後に王国へ向かう。途中でミショーン、ジュディスと合流する。ヒルトップの襲撃を恐れ、王国を去る。道中アルファに捕まり、恐ろしい数のウォーカーの大群を目にする。帰り道、串刺しにされたイーニッド達の頭を目撃する。数ヶ月が経ち冬が訪れ、リディア、キャロル達と共にアレクサンドリアに来る。
Season10
コニーと親しくなる。ミショーンとともに共同体を指導し、境界を越えて山火事を消火した罰として、共同体の領域を狭めるアルファの命令を受け入れる。アルファを襲ったキャロルを抑える。ニーガンがリディアを守るためにマーゴを殺してしまった事件では、アルファに対抗してリディアを守るため、ヒルトップにいるミショーンの代理でニーガン助命に票を投ずる。マグナ達がヒルトップの物資を盗んでいたことを知るが秘密を守る。キャロルに利用されたと知って逃げたリディアを探すが、仲間たちとウォーカーに囲まれ洞窟に閉じ込められも脱出する。アルファと闘って重傷を負い、リディアに救われる。ヒルトップで〈囁く者〉の率いるウォーカーの大群と闘う。ニーガンを見つけ、アルファを殺したとの主張を疑うが、〈囁く者〉から救われて納得する。仲間たちと逃げ病院に避難するが〈囁く者〉の導くウォーカーの大群に囲まれる。ニーガンと協力して仲間を脱出させベータを殺す。
マギーの仲間を襲った収穫者（リーパー）を追ってのち殺し、マギーを連れてアレキサンドリアに戻る。
Season11
アレキサンドリアで食料が不足したため、マギーに率いられてワシントンに調達に行く。犬の元飼い主でリーパーの一員となっていたリアに再会し捕らえられ、その一員となるふりをしてマギーら仲間を守る。コモンウェルスに迎えられ、兵士となる。ロジータとともに、知事パメラ・ミルトンの息子セバスチャンに強制されて現金を回収に行く。同じ任務で何人もの兵士が死んだことを知る。ホーンズビー率いる軍に加わり、高層アパートの共同体を追ってヒルトップに行く。マギーを説得して中に入り、調査する。アーロン、ゲイブリエルとともにホーンズビーに抹殺されそうになるも生き延びる。マギーを殺そうとしたリアを殺す。マギーや共同体らに加わり、ホーンズビー率いるコモンウェルス軍と戦い、キャロルとニーガンが結んだ取引で休戦する。知事がユージーンに続き仲間たちを捕らえたため、内情を知るホーンズビーをキャロルとともに脱獄させ仲間たちの場所に案内させたのちに殺す。仲間たちを解放してコモンウェルスに戻る。戦いの中で撃たれたジュディスに自分の血を輸血する。コモンウェルスでの蜂起を生き延びた後、1年後にリックとミショーンを探す旅に出る。
ウォーキング・デッド: ダリル・ディクソン
こちらを参照。

デール・ホーヴァス（Dale Horvath）（死亡）
演 - ジェフリー・デマン、日本語吹替 - 板取政明
グループ最年長の老人。グループ内の良きアドバイザー。最初のキャンプのキャンピングカーの所有者で、妻はすでに他界。エイミー姉妹のことを我が子のように思っている。車は1973年式D-27Cウィネベーゴのチーフテン。
Season1
どんな危機的な状況でも人間性を失わず、人の道を外れてしまいそうなメンバーを説得する、ただ説得できず逆に孤立する場面もある。常にメンバーの様子を気にかけており、特にアンドレアとエイミー姉妹には特別な思い入れを持つ。キャンピングカーを所有しており、キャンプ時にはその上で見張り役をすることが多い。車の整備や銃の管理も受け持つ。CDCでアンドレアが爆発による死を受け入れようとした際、共に残って死ぬことを選ぶ。
Season2
CDCの件から、不本意ながらアンドレアに恨まれてしまっている。シェーンの危険な行動にいち早く気付き、不信感からシェーンとしばしば対立する。また、アンドレアに銃を扱わせないようにする。捕虜の少年（ランダル）の処刑に反対し、賛成多数のメンバー達に失望して家を出たところで農場に進入したウォーカーに襲われ腹を裂かれる。助かる見込みが無いと判断され、ダリルにとどめをさされる。

アンドレア・ハリソン（Andrea Harrison）（死亡）
演 - ローリー・ホールデン、日本語吹替 - 丸山雪野
エイミーの姉。元弁護士。妹のことを一番大事に思っている。物語が進むにつれて攻撃的で自暴自棄になっていくが、メンバーや他の人を思って大胆な行動に出ることもある。
Season1
元々、妹のエイミーとは疎遠であり、関係性を修復するために二人で旅行に出かけていた際にウォーカー出現に遭遇する。エイミーが噛まれて転化した際は、自分の手でトドメを刺す。エイミーの死後、徐々に攻撃的な人格に変化し周りと反発するようになる。CDCが爆発すると分かった際、その場に残って楽に死ぬことを望んだが、共に残ると言い出したデールを死なせないために脱出することを選ぶ。
Season2
CDCで死ぬことを邪魔したデールに対して、当初は恨みを持って接する。身内の死を経てシェーンの在り方に共感し銃の扱いを学んだり、男性陣に混じって警備や戦闘に参加するようになる。その後、シェーンとその場限りの関係を持つ。
ダリルがボロボロになって戻ってきた時、ウォーカーが来たと思い込み、ライフルを持ち出して狙撃してしまう。
ベスが自殺しようと考えていると察した時、彼女の好きにさせる荒療治をしたことで、マギーに恨みを買ってしまう。また、デールが瀕死となった際、取り乱すほど悲しむ。
その後に起きたウォーカーの大襲撃の際にグループと逸れてしまい、孤立してウォーカーに襲われていたところをミショーンに助けられる。
Season3
冬の間をミショーンと共に、移動しながら生活する。メルルに発見され、ウッドベリーに身を寄せる。ガバナーと意気投合し、深い関係になる。リックたちがウッドベリーを襲撃した際、ガバナーを殺そうとしたミショーンと対峙する。捕えられたダリルを見たことにより、ガバナーの敵対者がかつての仲間たちであることを知る。
最後までリックとガバナーの和平を望むもガバナーの狙いがミショーンであること、またガバナーが刑務所を襲撃することを知り、ウッドベリーを離れてリックに知らせようとする。しかし後一歩のところでガバナーによって捕らえられ監禁されてしまう。
監禁室で転化したミルトンにより首元を噛まれてしまう。転化から免れることができないと悟り、助けに来たミショーンに看取られながら銃で自らの頭を撃ち抜く。

キャロル・ペルティエ（Carol Peletier）（生存）
演 - メリッサ・マクブライド、日本語吹替 - 長尾歩
ソフィアの母。エドの妻。敬虔なキリスト教徒。Season1から通して登場している人物の中で、もっとも大きな変化を遂げている。初期の頃は気弱で何もできなかったが、物語が進むにつれて逞しくなりつつ、同時に悲壮さが増しながらもそれを客観性で受け入れるようになる。問題に真っ向から対峙するリックやダリルとは別の、冷静でしたたかな強さを持つようになる。愛銃はコルト・ディテクティブスペシャル。
エドからのDVの影響で、長らくショートヘア（特に初期は坊主頭に近い）であったが、王国に定住してからは髪を伸ばすようになった。
Season1
夫の暴力を受けていた過去を持つ気弱な女性。夫がウォーカーに殺された後、転化する前に自身の手で頭部を破壊する。
Season2
夫の死後、徐々に自己主張するようになる。最後までソフィアの捜索を諦めなかったダリルに対して、信頼を寄せ始める。ソフィアが天国にいるという話を真っ向から否定したカールに、静かに激高する場面もある。ローリのことを「リックの妻ということは、我々の中ではファーストレディ（大統領夫人）」という見解も見せる。
Season3
以前は戦闘に加わることは無かったが、冬の間に銃を扱えるようになっている。ハーシェルから医術を学んでおり、ケガの応急処置や帝王切開についても学んでいる。ローリの出産を控え、もしもの時の処置の練習のために、女性ウォーカーで帝王切開の練習したりもする。逃げた囚人によって引き起こされた刑務所内の混乱により一時行方不明になる。皆に死んだものと思われ墓まで作られたが、実際は独房の中に身を隠しているうちに脱水症状になり動けなくなってしまっただけである。その後、ダリルによって無事に救出される。
Season4
刑務所を運営する委員会の一員となっている。修羅場を潜り抜けてきた結果、銃の腕も確かなものとなり、ウォーカーの集団がいる柵の外へ飛び出して作業するほどの行動力を得る。刑務所内では子供達のために勉強会（勉学だけではなく秘密で戦闘訓練も教えている）を開いている。刑務所内で致死性の疫病が流行した時、死者がウォーカーに転じることを恐れて、病気に感染したタイリースの恋人カレンらを焼き殺す。このことをリックに突き止められ、タイリースに復讐されないように、物資を持たされて刑務所から追放される。
そのため、彼女だけはガバナーの襲撃に遭わずに済む。襲撃後、森の中でウォーカーに襲われていたリジー達を助け、タイリースと合流する。森の奥の一軒家を見つけ定住を考えるも、リジーの凶行を目の当たりにし、彼女を射殺する。そして懺悔に近い形でタイリースにカレンを殺したのが自分であることを告白するも、タイリースに許され、ジュディスと3人で一軒家を後にして「終着駅」を目指す。
Season5
ギャレスの仲間マーティンの無線を聞き、一人で終着駅を襲撃し、逃れてきたリック達と再会。ベスをさらった車を追いかけるダリルと一緒に行動する。車のガソリンが尽きた辺りで、自分が世話になったDV被害者用シェルター施設で夜を明かす。病院から逃げてきたノアを追う巡回警官の車にはねられ、そのまま病院に運び込まれる。
ワシントンD.C.を目指している最中、アーロンに出会い、アレクサンドリア共同体に合流する。共同体で怪しまれないように崩壊前の普通の主婦のように振る舞って見せ、こっそり銃を盗み出す。しかしクッキーが欲しかったジェシーの息子サムに見つかってしまう。
ピートがDVを行っていることにいち早く気付き、リックに彼を殺害するように勧める。リックとの乱闘騒ぎでピートが別居状態になった際は、診察をしない彼をナイフで脅し、彼の自尊心を踏み躙って神経を逆なでしてみせる。思惑通りピートは逆上し刀を持って集会に現れる。
Season6
ウルブズが襲撃してきた際、いち早く異変に気付き行動を開始する。彼らの衣服を奪いWの印を額に描いて成りすまし、素早く武器庫を確保すると、見つけた侵入者を全て殺して排除する。しかしモーガンが相手を殺さずに見逃すことに気付き、意見の食い違いで衝突する。
襲撃後、モーガンがウルフの一人を生かしたまま地下室に匿っている事を知り、ウルフを殺そうとするがモーガンの返り討ちに遭い気を失う。その後、デニースがウルフを引き連れて戻ってきたところを狙撃する。
モーガンとの蟠りは解けぬまま、モーガンに協力したデニースを庇う為に、彼のした事をリックには黙る。ヒルトップとの取引で「救世主」達の掃討作戦に参加するが、マギーと共に敵の別動隊に捕えられてしまう。しかし機転を利かせ、無力で弱い敬虔なクリスチャンを装って隙を突き、自分達を捕まえた連中とその仲間を皆殺しにする。だが、彼らと会話をしたことで彼らもまた必死に生きてきた一人一人の人間だという思いが強くなり、他人を殺す事を嫌がるようになる。
実は殺した人間の数を数えて手帳に記しており、救世主のアジト掃討作戦前の時点で18人、そのうち最近の7人はウルブズのメンバー。
町の住人トビンと良い雰囲気になるが、大事な人ができればその人の為に人を殺さなくてはならない葛藤に追われ、一人でアレクサンドリアから出て行く。しかし10kmほど離れた場所で救世主に襲われ、彼らがアレクサンドリアを標的にしている事を知ると、袖に隠していたマシンガンで一人を残し全滅させるがその際に怪我を負ってしまい、生き残った「救世主」の一人に嬲り殺しにされそうになったところをモーガンに助けられる。
Season7
モーガンと共に「王国」に行き、街はずれの小屋に逼塞する。ダリルに再会するが、グレンとエイブラハムがニーガンに殺されたことは秘密にされる。
後に、モーガンからグレンとエイブラハムの死を聞かされ、復讐のために立ち上がる。
Season8
エゼキエル王率いる「王国」と行動を共にし、「救世主」の基地を攻撃する。「王国」の民のほとんどを殺され自信を失ったエゼキエル王を鼓舞する。「救世主」に捕えられたエゼキエル王を、モーガンと共に救出する。ヒルトップでは「救世主」を撃退する。「救世主」の捕虜を逃がしてしまったヘンリーを探し出し、連れ帰る。
Season9
エゼキエルと恋愛関係になり、ヘンリーの母親となっている。ダリルに代わり、サンクチュアリーの指導者となる。王国へ戻ろうとするが救世主と銃撃戦になる。リックによる橋の爆破を見る。
6年後、髪を長く伸ばした姿になっている。ヘンリーをヒルトップに連れて行く途中、救世主のグループに待ち伏せされて物資を奪われるが、その夜に全員を焼き殺す。ダリルにヘンリーの後見を頼む。王国で共同体間会議を開催するため、ハイウェイマンと呼ばれる略奪者集団との取引を提案して参加者の安全を確保する。ヒルトップの防衛に向かう途中〈囁く者〉に捕まり、帰り道に串刺しにされたヘンリー達の頭を目撃する。数ヶ月が経ち冬が訪れ、王国が崩壊しヒルトップへ向かう。ヘンリーの死で溝のできたエゼキエルと別れ、ダリル、リディア達と共にアレクサンドリアに来る。
Season10
アルファの定めた境界を従順に守る暮らしが嫌で共同体を離れ船旅に出ていたが久しぶりに戻る。境界を越えて山火事を消したのち、アルファを目撃する。薬物に依存し、幻覚を見るようになる。境界を越えた罰としてアルファが共同体の領域を狭め、ヘンリーを殺したことを自慢したために、アルファを殺そうとしてミショーンとダリルに制止される。〈囁く者〉の動きを探るためと称して密かに森に入り、追ってきたダリルと同行する。〈囁く者〉の一人を捕える。アルファがリディアを殺したと〈囁く者〉に嘘をついていたことを知り、リディアを見せて不和を招こうとするが逃げられる。リディアを探す途中アルファを見かけて追いかけ、仲間と共にウォーカーに囲まれ洞窟に閉じ込められる。洞窟を爆破し、コニーとマグナは閉じ込められるも他の一行は脱出する。ヒルトップでエゼキエルと再び結びつき、〈囁く者〉の率いるウォーカーの大群と闘う。密かに脱獄させていたニーガンにアルファの首を渡され、杭に刺してさらす。その後仲間とともに病院に避難し馬車で大群を崖へと誘い落す。自らも飛び降りようとするがリディアに止められる。戻ってきたマギーと折り合いの悪いニーガンを追放する。
Season11
補給のため壊滅したヒルトップに行く。〈囁く者〉の生き残りからコニーが生存し得いると聞き、バージルとコニーを救出する。コモンウェルスに迎えられ、ホーンズビーに頼んでエゼキエルに順番を早めて手術を受けさせる。マーサーとともに、現金を回収しに行かされて窮地に立たされたダリルとロジータを救う。コモンウェルス軍が仲間やニーガンの共同体と戦う中、ニーガンと二人でコモンウェルスの知事の息子セバスチャンを探し出し、知事と取引をして休戦に持ち込む。知事がユージーンに続き仲間たちを捕らえたため、内情を知るホーンズビーをダリルとともに脱獄させ、案内させたのちに殺す。マギーとともにハーシェルを救い出す。コモンウェルスでの蜂起を生き延びる。
ウォーキング・デッド: ダリル・ディクソン
こちらを参照。

## アトランタの生存者2
2シーズン以上に渡り生存して登場している、もしくは生存が確定している人物。
メルル・ディクソン（Merle Dixon）（死亡）
演 - マイケル・ルーカー、日本語吹替 - 藤吉浩二
アメリカ南部出身。ダリルの兄で傍若無人な無法者。元軍人でドラッグディーラー。
Season1
極端な人種差別思想をもつ反社会的人格で、何度も服役している。キャンプのメンバーと共に武器の調達にアトランタに向かった際、デパートの屋上でTドッグと口論し、人種差別発言をする。リックに抑えられ、鉄パイプに手錠でつながれてしまうが、ウォーカーに囲まれたために自ら手首を斬って脱出。その後、行方不明となる。
Season2
ダリルの幻覚として登場する。
Season3
右手にナイフが取り付けられた義手を装着して再登場する。失血死寸前のところをガバナーに助けられ、ウッドベリーに身を寄せている。ガバナーの計画にも携わり、彼の右腕も同然となる。ガバナーに逆らうことはなく、以前より落ち着いた性格になっている。しかし、命令を聞かない仲間を有無を言わさず射殺したり、グレンに激しい拷問を加えるなど、非道なところは依然変わらない。ガバナーの命令でウッドベリーを離脱したミショーン討伐に出るが失敗する。その失敗を誤魔化すため、ガバナーに彼女を始末したと嘘の報告をする。
リック一行のグレンとマギー救出の際、嘘を知り怒りに駆られたガバナーに、捕えられたダリルとともに群集の前で処刑されそうになる。その後、ウッドベリーを脱出して刑務所に身を寄せるが、過去の素行から居場所がないと感じるようになる。ダリルのリックたちへの想いを知ったことによりガバナーの狙いであるミショーンを連れ出して引き渡そうとするが、道中にミショーンに諭され、思いとどまる。しかし、ダリルの居場所を残してやりたいという思いから、ミショーン解放後に単身ウォーカーを引き連れてガバナー暗殺を図る。配下の戦闘要員をほぼ全滅させ、後一歩のところまで追いつめたが失敗、指を噛みちぎられた挙句ガバナーによって射殺される。最後は転化して死体を食い漁っている最中に、メルルを追ってきたダリルの手によってトドメを刺される。

Tドッグ（Theodore "T-Dog" Douglas）（死亡）
演 - アイアン・シングルトン、日本語吹替 - 田尻浩章
巨漢で強面の黒人。外見にそぐわず好人物であり、異変が起きた際には近所の老人の家を全て見回り、避難に手を貸す。困っている者であれば、例え敵対していても助けようとする姿勢を持つ。
Season1
仲間の中では比較的目立たない存在だが、常に周囲に気を配り、いざという時に仲間を助ける頼れる存在。メルルがグループにいた際はしばしば衝突する。アトランタから逃げる際、メルルを解放しようと屋上に走るも寸前のところで転んでしまい、持っていた鍵を側溝の中に落としてしまう。これにより、メルルは放置されることになる。
Season2
当時、グループ唯一の黒人であることからか疎外感を抱いていた様で、怪我で意識が朦朧としている時にその不満をデールに打ち明ける。ダリルからは「兄を見殺しにした」として恨まれていると考えていたが、彼に二度も命を救われている。（一度目はウォーカーの襲撃時に腕に怪我を負ってしまい、血の匂いを隠すために死体を覆い被せられた。二度目は彼の傷が感染症になりつつある際、兄の性病の薬だった抗生物質などを提供してくれた。）
Season3
仲間達と息の合った陣形でウォーカーを撃退する。囚人達を刑務所から追い出そうとする際、彼らにチャンスを与えるべきだと反対する。囚人アンドリューの策略で刑務所がウォーカーの襲撃に合い、ゲートを閉めている際に肩を噛まれてしまう。その後キャロルと避難するも、ウォーカーに追い込まれたため、身を挺してキャロルを逃がす。その後、遺体をウォーカーに貪り食われているところを仲間に発見される。

ソフィア・ペルティエ（Sophia Peletier）（死亡）
演 - マディソン・リンツ、日本語吹替 - 下山田綾華
キャロルの娘。12歳。
Season1
歳の近いカール、モラレスの子供達と一緒に遊ぶことが多い。採石場を発った後は、モラレスの長女イライザから貰った人形をいつも抱いている。
Season2
序盤でウォーカーに襲われ林の中に逃げ込み、行方不明となる。その後ウォーカーになってハーシェルの農家の納屋から現れ、リックによって射殺される。

エイミー・ハリソン（死亡）
演 - エマ・ベル、日本語吹替 - 下山田綾華
アンドレアより12歳年下の妹。大学生。キャンプの襲撃で噛まれたことが原因で死亡し、ウォーカー化して姉にとどめを刺される。
エド・ペルティエ（死亡）
演 - アダム・ミナロヴィッチ、日本語吹替 -
キャロルの夫。暴力的で男尊女卑の性格。問題行動を起こしシェーンに殴られ、養生しているところをウォーカーに襲われキャンプ襲撃時の最初の犠牲者となる。娘のソフィアに邪な心を抱いていた。
ジム（死亡）
演 - アンドリュー・ローゼンバーグ、日本語吹替 -
初期キャンプメンバー。痩身の白人男性。元自動車整備士。感染が拡大し始めた頃、家族と共に行動していたが、ウォーカーの餌食になってしまっている。キャンプがウォーカーに襲われた際に噛まれ、CDCへ移動したが、2日後の道中に自らの意志で下車し林の木の根元で最期を迎える。
ジャッキー（死亡）
演 - ジェリル・プレスコット、日本語吹替 - 戸張美里
初期キャンプメンバー。都市計画に携わっていた黒人女性。ジェンナーと共にCDCに残り爆死した。
モラレス（死亡）
演 - フアン・パレハ、日本語吹替 -
初期キャンプメンバー。太めのヒスパニック系アメリカ人男性。当初のグループでは大事な戦力でもあり、リックやシェーンに別れを惜しまれている。
Season1
グレンたちとともに物資調達をしていた際にリックに遭遇する。ウォーカーの襲撃を家族で生き残る。その後は親族を探すためにリック達と離れ、一家で採石場に残る。
Season8
その後家族を失い、「救世主」に加わってリックの前に姿を現すがダリルに殺される。
イライザ（死亡）
演 - マディー・ロマックス、日本語吹替 -
モラレスの娘。リック達が採石場から立ち去る際、ソフィアに大切にしていた人形をプレゼントした。
ルイス（死亡）
演 - ノア・ロマックス、日本語吹替 -
モラレスの息子。
ミランダ（死亡）
演 - ヴィヴィアナ・チャベス、日本語吹替 -
モラレスの妻。

## グリーン牧場の関係者
ハーシェル・グリーン（Hershel Greene）（死亡）
演 - スコット・ウィルソン、日本語吹替 - 村松康雄
シーズン2から登場。アトランタから逃れてきたリックたちをかくまうことになる農場のオーナー。獣医師でもあり、その医学的な知識を元に仲間の怪我や病気の治療にあたる。Season3以降、温和な性格と前向きな考え方で仲間から頼られる。
Season2
当初はウォーカーを病人として扱い、ウォーカーになってしまった親族や親しい者を農場の納屋に閉じ込めている。後に考えを改め、戦闘にも参加するようになる。一家と自分の所有する土地の主として確固たる責任感を持っていたが、ウォーカーの大襲撃でリックに引きずられるようにして農場を後にすることになる。正義感のあるリックを強く信頼している。
Season3
刑務所内のウォーカーを一掃している最中に、倒したと思われたウォーカーに足を噛まれる。リックのとっさの判断により足を切断され、発症は免れる。松葉杖で生活するものの、順調に回復している。リックがローリの死によって情緒不安定になっている間、彼の代わりにメンバーのまとめ役となり、リックが刑務所に戻ってきた後も彼の良き相談相手として頼りにされている。
Season4
刑務所の運営委員会の一員となり、切断された足に義足をつけている。疫病が流行した際には医学的知識を用いて奮闘し、危険を承知で疫病が蔓延するブロックへと自ら飛び込み、薬草茶と懸命な看護で多くの命を救う。リックに農業を勧め、父親としての生き方を提案する。
ミショーンと共に、刑務所外での活動中にガバナーに捕虜とされ、刑務所を引き渡すための人質とされるが、ガバナーによって首を切断される。その後、首のみでウォーカーになるが、ミショーンによりとどめを刺される。
season4終盤、リック、カールがダリルと再会し、辿り着いた「終着駅」に入るが、度々刑務所での在りし日のビジョンがフラッシュバック的に挿入され、ハーシェルが様々な示唆を込めた言葉を語りかけてくる。
Season9
リックの幻覚として登場する。

マギー・グリーン（リー）（Maggie Greene）（生存）
演 - ローレン・コーハン、日本語吹替 - 下山田綾華
シーズン2から登場。ハーシェルの長女。ベスとは異母姉妹。芯が強く女性陣の中ではキャロルと並び特に戦闘力が高い。グレンと結婚し、やがてリーダーの素質が開花する。
Season2
行動力があり初期からリック達との接触に積極的。ウォーカーの実状などはリック達と出会うまで知らず、物品調達にグレンと薬局に赴いた際にウォーカーに襲われパニックに陥る。その後、グレンと恋人になる。
Season3
刑務所のウォーカー殲滅作戦に参加するなど、相変わらずの行動力で一段とたくましく成長している。防弾ヘルメット装備などウォーカーへの対抗策を見つけ出す。アンドリューによるウォーカー襲撃時、産気づいたローリやカールと共に閉じ込められ、ローリの希望で帝王切開を行う。物資調達中にグレンと共にメルルに誘拐され、仲間の場所を吐かせようとするガバナーの尋問にも耐えるが、グレンを殺されそうになり、口を割ってしまう。刑務所に帰ってからは一時グレンとの関係がギクシャクするが、互いの気持ちを知って更に愛し合うようになる。やがてグレンからのプロポーズを受け、正式に婚約する。
Season4
疫病流行の際、数少ない非感染者として刑務所を守り抜き、疫病にかかったグレンの回復を見届ける。
ガバナーが刑務所を襲った時、刑務所内から回復途上のグレンを助け出し、ウォーカーに席巻されようとする刑務所から脱出するもグレンとはぐれてしまう。その後、サシャとボブと共に行動することになるが、グレンを探すために単独で終着駅を目指そうとする。ボブにより諭されたサシャと再度合流後、終着駅手前のトンネル内でグレンと再会。終着駅に到着するが有蓋貨車内に閉じ込められ、後から来たリック達と再会を果たす。
Season5
キャロルの奇襲によって脱出に成功する。リックと別れ、グレンと共にエイブラハム達と一緒にワシントンを目指すが、ユージーンの嘘が発覚し教会に戻る。ベスが生きていると知り喜びも束の間、再会は叶わずベスは死亡する。
その後、リックと共にワシントンD.C.を目指している最中、アーロンに出会い、アレクサンドリア共同体に合流する。
共同体ではディアナの秘書として働くことになり、ゲイブリエル神父の告げ口を聞いてしまう。
Season6
妊娠が判明。打ち明ける前にグレンが行方不明になり、一人で捜索に向かおうとしたところ、アーロンに助けてもらう。風船でグレンの無事を確信して喜ぶが、壁が破られて足場の上で倒れてしまう。
グレンと共に戻ってきたイーニッドに助けられ、以後彼女とは親しくなる。ヒルトップでの取引交渉をリックに任され、最初はグレゴリーになめられ相手にされないが、「救世主」から守るという条件でヒルトップの物資の半分をもらうという取引を成立させる。
しかしその作戦中、キャロルと共に敵に捕らえられて人質にされてしまう。自身の交渉、決断で救世主との戦いになった事について責任を感じており、生きるか死ぬかの状況でも、逃亡より敵を全滅させる事を優先させる。
その後、妊娠中毒からか体調を崩して高熱を出しヒルトップにいる医師の元に向かうが、その途中でニーガン達に捕えられる。
Season7
目の前でエイブラハム、そしてグレンが殴り殺されるのを見たあと、サシャと共にヒルトップに身を寄せる。グレゴリーに追い出されそうになるがウォーカー撃退に活躍して留まることを許される。グレンの死後、強さを身に着け、やがてヒルトップの人々に指導者として仰がれるようになり、グレゴリーとの間にライバル関係が生じる。ヒルトップの人々を率いてアレクサンドリアと救世主の戦いに参加する。転化したサシャにとどめを刺す。
Season8
ヒルトップの人々を率いて「救世主」の基地「聖域」の包囲戦に加わる。裏切ったグレゴリーと「救世主」の捕虜をヒルトップに受け入れ、鉄条網の中に収容する。脱出した「救世主」に襲われて武装解除され、ヒルトップに戻ってさらなる襲撃に備えさせる。「王国」とアレキサンドリアからの避難民を受け入れるが、食料は不足する。ヒルトップの住民を率いて「救世主」を撃退し、ニーガンを助命したリックに抗議し、機会を待つと漏らす。
Season9
選挙でヒルトップの指導者に選ばれているが、息子の死で恨みを抱き、グレゴリーに挑発された住民アールに襲撃される。グレゴリーを死刑に処す。ダリルとともに、オーシャンサイドが「救世主」を殺していたことを見つけるが見逃す。ニーガンを殺すためにアレクサンドリアへと向かう。ニーガンに会うが、惨めに死を願う姿を見て殺すのを止める。その後、リックを助ける為に橋へ向かい、リックが橋を爆破する姿を見て死んだと思う。
6年後、ヒルトップを離れ、ジョージーのコミュニティーで暮らしている事が明らかになる。
Season10
ジーザス達が〈囁く者〉に殺された事を手紙で知ってアレクサンドリアに戻る途中、大鎌の男と共に病院でゲイブリエルを助ける。仲間の一部を収穫者（リーパー）に殺され、生き残った仲間のイライジャ、コール、そして息子のハーシェルを連れて、ニーガンに恨みを抱きながらもアレキサンドリアに戻る。
Season11
アレキサンドリアで食料が不足したため、かつて属し、リーパーに襲われて全滅したメリディアンの遺した食料を調達するために、ニーガン、ゲイブリエル、ダリルらのグループを率いワシントンに行く。リーパーに襲われて仲間を失い、憎むニーガンと行動を共にする。〈囁く者〉の戦術を用い、人皮をかぶってウォーカーをリーパーの基地内に導く。リア以外のリーパーを皆殺しにし、食料をアレキサンドリアにもたらす。ヒルトップに戻って指導者の地位に戻り、コモンウェルスの併合の提案を退ける。リディア、イライジャとともに、高層アパートの共同体を助けに行き、途中でアーロンに再会する。共同体に参加していたニーガンとその妊娠した妻アニーに会う。息子ハーシェルが密かにトラックに密航してきたことを知る。コモンウェルス軍と戦って倒す。ヒルトップに戻り、ダリルらが加わったホーンズビー軍の共同体追跡調査を受け入れる。ホーンズビーとの対決に備え、ハーシェルをニーガンに預ける。ホーンズビーの兵と戦い、リアに殺されそうになるも、ダリルがリアを殺して救う。セバスチャンの死後に知事の命で捕らえられるが護送中に逃げだす。キャロルとともにハーシェルを救い出す。仲間たちと共にコモンウェルスに入り、知事を殺そうとする中でニーガンに謝罪される。戦いを生き延び、グレンを殺したことを許しはしないながらも、彼の後悔を認め復讐を思いとどまる。
ウォーキング・デッド: デッド・シティ
こちらを参照。

ベス・グリーン（Beth Greene）（死亡）
演 - エミリー・キニー、日本語吹替 - 中嶋アキ
シーズン2から登場。ハーシェルの次女。マギーとは異母姉妹。歌が上手く、よくリクエストされる。
Season2
ウォーカーになってしまった母親に襲われたショックから手首を切り自殺を計るものの、回復する。
Season3
以前とは違い、戦闘にも積極的に参加するようになる。また、年齢の近いカールとは互いに意識し合うようになる。率先してジュディスの面倒をみている。仲間達からの希望で、よく歌を歌っている。
Season4
ボーイフレンドがウォーカーに噛まれ死んだと聞かされるが、感情を表にしない。疫病流行時は主にジュディスの面倒をみる。総督による刑務所襲撃後、ダリルと行動を共にする。刑務所を襲撃されて全てを失ったことに落ち込むダリルに対し、生きることへの前向きさを見せて立ち直らせる。立ち寄った葬儀場でウォーカーの襲撃を受け、ダリルの指示で外に逃げ出したところで謎の車に連れ去られてしまう。
Season5
アトランタのグレイディ記念病院の病室で点滴を受けた状態で目覚める。病院の生存者メンバーリーダー格のドーンは“腐れ人（ウォーカー）に殺されそうなところを助けてあげた、私達へ借りができた”と言い、それを返すまで病院を出られなくなる。
院内で知り合った少年ノアに心許し共に脱出する計画を立てるが、医師スティーブンに利用されギャビン・トレビットを医療ミスで死なせ、更には警官ゴーマンに暴行されそうになり殺害。ノアを病院から逃がすことには成功するが、自身は捕えられ、そこへさらに車にはねられたキャロルが運び込まれてくる。重傷を負ったキャロルを治療するのは物資の無駄という立ち話を聞き、それを否定しようと口を挟むが却下される。しかしドーンに秘密裏に渡された薬品庫の鍵を使い、キャロルに必要な薬を手に入れる。だがその件の立ち話を聞いた警官にドーンと共に脅され、ドーンが襲われたために咄嗟に警官をエレベーターの穴に落として殺す。ベスは、ドーンは自分を利用してドーン自身に都合の悪い人物を始末させていると思う。
その後、巡回警官達をリックが捕え、ベスとキャロルを捕えた警官達と身柄交換の交渉に出る。ドーンは交渉に応じるも、人質交換が終わった後に突然「ノアも引き渡さないと無事に脱出させない」と言い出し、ノアが諦めてドーンの方へ歩み寄るのを抱き締め、隙を突いて懐に隠しておいたハサミでドーンを刺すも致命傷には至らず、即座に反応したドーンに額を撃ち抜かれて死亡する。
タイリースの幻覚の一人として登場し、歌いかける。

オーティス（死亡）
演 - プルイット・テイラー・ヴィンス、日本語吹替 -
農場で働いていた農夫。パトリシアの夫。鹿を撃った際、散弾が鹿を貫通してカールに当たってしまう。カールの手術に必要な薬と医療器具を、シェーンと共に高校の救急車両から調達するがウォーカーに囲まれてしまう。残る弾丸が一発となったところでシェーンに足を撃たれ、ウォーカーへの囮にされて死亡する。
パトリシア（死亡）
演 - ジェーン・マクニール、日本語吹替 -
オーティスの妻で農場に避難している。手術や処置の際、ハーシェルの指示に冷静で的確な行動をとることから、医療従事者であることがうかがえる。農場がウォーカーの群れに襲われた際、脱出時にウォーカーに襲われて死亡する。
ジミー（死亡）
演 - ジェームズ・アレン・マッキューン、日本語吹替 -
農場に避難している17歳の少年。ベスのボーイフレンドで、銃に興味がある。農場がウォーカーの群れに襲われた際、リック達を納屋から助けるためにキャンピングカーで向かうが、リック達が車の屋根に降りている僅かな停車の隙にウォーカーの侵入を許してしまい死亡する。
納屋に閉じ込められていたウォーカー
演 - アンバー・チェイニー（アネット）、トラビス・シャルパンティエ（ショーン）、トニー・ゴーウェル（アーノルド）、他は不明、日本語吹替 -
主にハーシェルの家族達だが、ハーシェルの前妻でマギーの母親ジョセフィーンはかなり昔に亡くなっていて写真のみ。ベスの母親で彼の妻アネット、息子でベスの兄ショーン、甥のアーノルドがいたが、全員転化していて納屋に閉じ込められていた。その他には近所のレイシー、ダンカン、フィッシャー夫妻などがいた。
ルイーズ・ブッシュ
演 - 不明
ハーシェルの隣人で、とうもろこしを栽培していた農婦。週末は近くのバーで働いていた。
森でぬかるみに足をとられていた。ハーシェルはリックに「彼らを病人として扱うことが、農場に住むルールだ」と言い、捕獲を手伝わせた。リックとハーシェルが彼女を捕獲し、納屋に入れようとしたところ、苛立ちで我慢の限界にきていたシェーンが「ウォーカーは病人ではなく、すでに死人であり危険」ということを証明するために、彼女の心臓を8発も撃った。当然だが、彼女は倒れず襲いかかったため、最終的に頭を撃ち抜かれる。
ダグ
演 - ジェイク・ガーバー
ハーシェルの知人。上記のルイーズと一緒に森で捕獲された。シェーンが納屋を解放した際、ついでに撃ち殺した。彼らと、ハーシェルの家族ではない納屋のウォーカーは全員次の日にガソリンで焼却処分され、ハーシェルの家族達は埋葬された。

## 放浪者
ミショーン（Michonne）（生存）
演 - ダナイ・グリラ、日本語吹替 - 棟方真梨子
シーズン2の最終話から登場するドレッドヘアの黒人女性剣士。元弁護士。武器は背中に背負う日本刀。勘が鋭く、予感や懸念がよく的中する。
Season2
最終話にて、ウォーカーに追われて森に逃げ込んだアンドレアを助けた謎の剣士。鎖に繋がれた両腕と顎の無いペットウォーカーを連れている。
Season3
冬の間、アンドレアと共に移動しながら生活している。ウォーカー除けに長い間引き連れていたペットウォーカー2人は、ウッドベリーの者達に発見されそうになった時に自らの手で首を落とし、処理する。その後、メルルに発見されてウッドベリーに身を寄せるものの、ガバナーの危険性に勘づきアンドレアと別れて離脱すると、メルルに捕えられるグレンとマギーを目撃してリックたちと合流する。ガバナーを殺すためにリックたちのウッドベリー襲撃を手引きし、ガバナーの部屋に侵入して彼の秘密を知るが、直後にガバナーと激しい戦闘となる。ガバナーが大事にしていた娘のウォーカーを殺し、彼の片目も潰すことに成功するが、あと一歩のところで駆け付けたアンドレアに制止されてしまう。その後、アンドレアと離れリックたちのいる刑務所に身を寄せる。数々の戦いを通して、カールやリックたちの信頼を得て仲間と認められるようになる。
最後の作戦ではリックとダリルと共にアンドレア救出に向かうもあと一歩のところで間に合わず、その腕の中で彼女の最期を看取る。
Season4
冒頭ではガバナーを殺すため馬に乗って探索を続けているが、やがて諦める。
だが刑務所外でハーシェルと共にガバナーに見つけられ、不意をつかれて人質とされ、刑務所明け渡しの交換条件とされてしまう。ガバナーのグループと刑務所グループの戦闘が始まった時に、縄を切って自由となり、リックを殺そうとするガバナーを日本刀で刺す。襲撃後は転化したハーシェルの生首にとどめを刺して、1人で刑務所を去る。途中でペットウォーカーを作り、森の中を彷徨いながら過去のことを思い返し、自分と重ね合わせて見えたウォーカーを皆殺しにする。その後、リック達を発見して合流に成功。カールの良き理解者となり、自身も過去のことを打ち明け、後先見えない現状を忘れたかのように共に他愛のない話に興じるようになる。終着駅を目指しダリルと合流し、駅に到着するも貨車に閉じ込められてしまう。
Season5
キャロルの奇襲によって脱出に成功する。リック達がベスとキャロルの奪還に向かった際は、教会で子供達や神父を守るために残る。その後、ノアの町がすでに壊滅していたものの、街に留まることを考える。当初のユージーンの目的地だったワシントンD.C.を目指している最中、アレクサンドリア共同体のスカウトマン・アーロンに出会う。
共同体では警官としての仕事を受け、リックがピートとの乱闘騒ぎで暴走した際には、彼を背後から殴り倒す。
Season6
ウォーカー誘導作戦時にはリックと共に行動。
ウォーカーが町に雪崩れ込んだ際にジェシー達と一緒に脱出するが失敗し、その際にリックを殺そうとしたロンを刺殺する。その後、リックとは恋人同士になる。
ダリルがドワイトを追ってアレクサンドリアを飛び出した際に探しに行くが、その途中で「救世主」達に捕えられてしまう。
Season7
目の前でニーガンにエイブラハムとグレンを殺される。密かに復讐を誓い、一度はニーガンに屈服したリックを説得して立ち上がらせ、「救世主」との戦いに参加する。裏切った「清掃人」によって傷を負う。
Season8
負傷のため、「救世主」包囲戦には参加しない。「救世主」が逆襲してアレクサンドリアを襲ったため、脱出して下水管に隠れる。カールが死んだあと、リックと共に「清掃人」に警告しに行くが、「救世主」に全滅させられているのを見る。ヒルトップに来てマギーらと合流し、「救世主」を撃退する。和解を求めるカールのニーガン宛の手紙を見つけ、トランシーバーでニーガンに読み聞かせる。「救世主」を倒したのち、ニーガンを助命して牢の中で萎えさせると言うリックを支持する。
Season9
リックと暮らしている。ニーガンと話し、自分の子供や未来について話す。ニーガンを殺しに来たマギーと話をし、ニーガンに会わせる。リックがウォーカーの群れとともに橋を爆破するのを見て、死んだと思う。
リックの失踪後の妊娠中、ミショーンのかつての友人のジョスリンが現れてアレクサンドリアに受け入れるが、ジュディスら子供達を攫われてしまう。追跡途中に捕らわれてしまい背中にＸ印の焼印を押される。ジョスリンとその配下の子供達を殺してしまい心の傷を負い、以来孤立主義をとる。
6年後、リックとの子供を産んで育てている。アレクサンドリアで警備委員長となっている。ダリルとともにユージーンを探しに行き、〈囁く者〉に囲まれるも逃れてヒルトップに連れて行く。アレクサンドリアに戻り、〈囁く者〉の危険のもとで、王国への救援に反対するが、拒否権は行使しない。ジュディスに説得されて孤立主義を捨て、ダリルの一行と共に王国の会議に来て憲章を成立させる。ヒルトップ防衛に向かう途中〈囁く者〉に捕まり、帰り道に串刺しにされたタラ達の頭を目撃する。冬が訪れ、ダリル達と共にアレクサンドリアへ向かう。ジュディスを助けたニーガンに感謝を述べる。
Season10
ダリルと共に共同体を指導する。境界を越えて山火事を消火した罰として、共同体の領域を狭めるアルファの命令を受け入れる。アルファを襲ったキャロルを抑える。ヒルトップに向かう途中、王国とキャロルを喪失したエゼキエルに会って慰める。リディアが仲間であることがアルファの攻撃を抑えていることに気づき、リディアを守るようダリルに頼む。異変の起きたオーシャンサイドにルーク、ジュディスとともに向かう。途中で島の海軍基地から来たと言うバージルに遭遇し、武器を得るために二人で島に向かう。だが島には武器はなく、バージルに騙されて監禁され薬を盛られ譫妄状態で幻を見る。バージルを圧倒し、他の囚人を解放する。バージルに連れて行かれた倉庫でリックが生きている証拠を発見する。他の囚人たちと本土に戻り、ジュディスと無線で連絡を取り、リックを捜しに旅立つ。大集団からはぐれた二人に出くわす。
Season11
シーズンの最後、生存しリックを探す姿が見られる。
ウォーキング・デッド: ザ・ワンズ・フー・リブ
こちらを参照。
ペットウォーカー（死亡）
演 - マイク（生前：オルディス・ホッジ/転化後：モーセJ.モーズリー）、日本語吹替 - 不明
演 - テリー（生前：ブランドン・フォブス/転化後：Theshay West）、日本語吹替 - 不明
ミショーンが登場時に連れていた顎と腕のないウォーカー。元はミショーンの恋人マイクと友人テリー。なお、生前と転化後で演じている役者が違う。
Season2
ミショーンに鎖に繋がれて登場。
Season3
荷物持ち兼ウォーカー避けとして利用されている。森の中に墜落したヘリコプターを調べていたウッドベリーの者達に発見されそうになった時、ミショーンによって首を切り落とされる。その後ウッドベリーの者達に回収され、体はミルトンにより調査、頭部はガバナーの部屋の水槽に保存される（まだ動いていたため、蠢く音で侵入したミショーンが水槽に気付く）。
Season4
ミショーンの回想で生前のマイク、テリーとして登場。難民キャンプで子供の世話を放って薬物に手を出し、結果として息子のアンドレを死なせたことで怒り狂ったミショーンに殺された後、両腕、顎を切り落とされ首輪をつけられペットウォーカーにされる。ミショーンが彼等をペットウォーカーにしたのは、息子の死の恨みを晴らすために死んでも苦しませるためであり、荷物持ちかつウォーカー避けとして有効だと分かったのは後からのことだった。

ゲスト・キャスト：Season3の刑務所囚人グループ
元薬物中毒のアクセル、不法侵入のオスカー、巨漢のビッグタイニー、ウォーカーを引き入れたアンドリュー、リックを殺そうとしたトーマス。

## ウッドベリーの関係者
ガバナー（総督）（The Governor/Philip Blake）（死亡）
演 - デヴィッド・モリッシー、日本語吹替 - 咲野俊介
シーズン3から登場。ウォーカーたちから隔離された“安全な土地”、ウッドベリーの絶対的統治者。本名はフィリップ・ブレイク。愛銃はステアーAUGA1とニッケル製のベレッタ92SB。ミショーン曰く「ジム・ジョーンズ似のチャーミングな男」。
Season3
表面上は理知的で温和なリーダーを装っているが、その実、自身が作り上げたコミュニティを維持するためには、他集団を騙し討ちで皆殺しにして物資を奪うなどの非常に冷酷な手段も厭わない残酷な性格の持ち主である。
自宅の一室にウォーカーの首を水槽にいれて保管し鑑賞している（ただし、仲間の情報を聴き出すために捕えた州兵の首もあったため、ウォーカーのみがこの収集の対象というわけではない）。また、ウォーカーをバイター（噛みつく者）と呼んでいる。
文明崩壊以前は妻と娘がいたが、妻はアウトブレイク以前に交通事故で亡くし、最愛の娘はウォーカーになってしまう。ウォーカーになった娘を秘密裏に飼って躾けており、ミルトンに治療法を見つけさせるまで保護するつもりだったが、ミショーンに発見されて処理される。また、その後のミショーンとの格闘の末、割れた水槽のガラスで右目を刺され失明する。これらのことに加え、自身の聖域であるウッドベリーが混乱に陥れられたことにより激しい怒りに駆られ、リック達への復讐心に火がつく。
刑務所の襲撃に失敗した際、引き返すように命令するも、従わない者達を一人残らず射殺する。その後、一部の手下を引き連れて行方不明になる。
Season4
手下のマルチネス達に置き去りにされた後、一人さまよう内にある一家に出会い、姉リリー、妹タラ、リリーの娘メーガンの3人と共に行動するようになる。メーガンには自分の娘の影を見出して親しくなる。 マルチネスに再会し、彼がリーダーとなっているキャンプに加わったのち、リーダー格の2人を殺害しキャンプのリーダーの地位を乗っ取ると、即座に人心を操り戦闘部隊を作る。
刑務所の外にいたミショーンとハーシェルを捕まえ、グループを率いて刑務所に向かい、二人と交換に刑務所の引き渡しを要求する。リックの「顔を合わせず共に暮らそう」という必死の説得も空しく、日本刀でハーシェルの首を斬り落とす。戦闘が始まった直後、リリーからメーガンの遺体を差し出されるも、顔色一つ変えず即座にメーガンの頭を拳銃で吹っ飛ばして戦闘に復帰する。戦車で刑務所の防壁を破壊させてウォーカーに席巻させ、リックとの激しい殴り合いを繰り広げ追い詰めるが、ミショーンに背後から刺されて瀕死の重傷を負った後、リリーに額を撃ち抜かれ死亡する。
Season5
タイリースの幻覚に登場。タイリースに対し代償を支払えと責める。ガバナーに見えていたのはウォーカーで、タイリースに襲い掛かる。

ペニー・ブレイク
演 - カイリー・シマンスキー、日本語吹替 - 不明
ガバナーの娘。登場時すでにウォーカー（バイター）化している。ガバナーの部屋で秘密裏に飼われていた。普段はクローゼットの中に鎖で繋がれ、頭全体を隠すように布袋を被せられている。
ミショーンが発見し、ガバナーが娘に手を出さないでくれと懇願する中、口から刀を突っ込まれて始末される。
ミルトン・マメット（死亡）
演 - ダラス・ロバーツ、日本語吹替 - 柳澤健次
ウッドベリーに住む中年の白人男性。メルル同様、ガバナーの右腕である。ガバナーに命令され、ウォーカーの研究をしている。文明崩壊以前は在宅勤務で人と接することなく生活していた。そのため、家族、知人のウォーカーへの転化は見たことがなく、ウォーカーの実態はほとんど知らない。ウッドベリーでの実験で初めて転化する瞬間を目の当りにする。徐々にガバナーに不信感を抱くようになり襲撃用に捕らえていたウォーカー達を燃やし、アンドレアにガバナーの真意を漏らし刑務所に向かうよう提言する。裏切り行為を知ったガバナーに監禁室に閉じ込められ拷問を受ける。忠誠を誓うためにアンドレアを殺せと命じられるもそれを拒否。それによってガバナーに腹を刺され死亡し転化。ウォーカーとなりアンドレアを襲うこととなってしまう。
シーザー・マルチネス（死亡）
演 - ホセ・パブロ・カンティージョ、日本語吹替 - 藤巻大悟
ガバナーの配下の戦闘員。愛銃はH&K MP5K。狙撃兵だが、野球のバットも好んで使う。
Season3
ウッドベリーの殺し合いショーの選手として出場している。ウォーカーに妻子を殺された過去を持つ。メルルが去った後にガバナーの右腕となるが、ガバナーが二度目の襲撃後に彼に反発した住人を皆殺しにしたことに驚愕し、彼に従うと見せかけて置き去りにして逃げた。
Season4
再登場しガバナーと再会するが、ガバナーが正気を取り戻したと思って油断しているところを襲われ、ウォーカーの巣穴に落とされ殺される。
シャンパート（Shumpert）（死亡）
演 - トラビス・ラヴ、日本語吹替 - 不明
ガバナーの配下の巨漢の戦闘員。あまり言葉を発する機会は多くない。弓を扱う。主にマルチネスと行動を共にしている。
Season3
ガバナーが外へ出かける際には、マルチネスらとともに同行する。ダリルが捕えられていた際には、彼から奪ったクロスボウを使っていたが、ダリルの脱出時に取り返されている。刑務所を襲撃した際に、自身も中心となり、戦っていたが、敗戦する。ガバナーが反抗してきた住民たちを殺す様子に驚くも、マルチネスと共に彼と車で移動を始めた。
Season4
3人で一時的にキャンプで生活していたが、マルチネスと一緒にガバナーを置き去りにして逃げた。マルチネスが語った話ではその後自暴自棄となり、ある日ウォーカーを殲滅している最中、マルチネスの目の前でウォーカーを避けようともせず、そのまま食い殺された。
カレン（死亡）
演 - メリッサ・ポンツィオ、日本語吹替 - 長尾歩
ウッドベリーに住む女性。
Season3
壁の警備をしている。刑務所の襲撃に参加したが、ウォーカーの襲撃で苦戦し撤退。ガバナーの民衆大虐殺の場にいたが、死体の下に隠れることで生き延びた。
Season4
冒頭にてタイリースと良い仲になるが疫病に感染し、蔓延を防ごうとしたキャロルによってデイビットと共に焼き殺される。
ウォーレン、ティム、クローリー、ガルジュリオ（死亡）
演 - フィリップ・ダイド（ウォーレン）、ローレンス・カオ（ティム）、アーサー・ブリッジャーズ（クローリー）、デイブ・ランドルフ・メイヘム・デイビス（ガルジュリオ）、日本語吹替 - 不明
ガバナーの配下の戦闘員。物資の調達・略奪・逃亡者の処分などを行う。ウェルズ中尉の仲間の州兵達7名を騙し討ちで皆殺しにした。ティムとクローリーはミショーンに切り殺され、ガルジュリオはメルルの手で殺された。ウォーレンはグレンとマギーの奪還作戦時、マギーにウォーカーの骨で作った槍で刺されて死亡。
ガルジュリオはメルルに名前を憶えてもらえず、ニールと呼ばれていた（再度名前を教えても）。
ヘイリー（死亡）
演 - アレクサ・ニコラス、日本語吹替 - 不明
ガバナーの配下の戦闘員。武器は弓矢。壁の警備をしている女性で、元はアーチェリーのオリンピック選手を目指していた。持っている弓矢は彼女が父親から奪った高価なもの。ガバナーがやらせたディクソン兄弟の殺し合いにヒートアップしていたところ、ダリルを助けにきたリック達に不意打ちで射殺される。
マイケル・コールマン（死亡）
演 - ピーター・クラス、日本語吹替 - 不明
ウッドベリーに住む老人で、前立腺癌を患い余命わずか。死後の体をミルトンのウォーカー実験体として提供した。
リチャード・フォスター（死亡）
演 - 不明、日本語吹替 - 不明
ウッドベリーに住む男性。妻と娘がいる。ウッドベリーに侵入したウォーカーに噛まれ、ガバナーに頭を撃ち抜かれた。
ジョディ（死亡）
演 - タナー・ホランド、日本語吹替 - 不明
ウッドベリーに住む少年。刑務所に攻め込んだ際、一人森に逃げ込みハーシェル達と遭遇、武装を解除するように言われて近付いたところをカールに射殺された。
ウッドベリーの住人達（死亡）
演 - メーガン・キャディ（アイリーン）、ランディ・ウッズ（ジェイコブソン）、シェリー・リチャーズ（ジャネット）、E・ロジャー・ミッチェル（ポール）、日本語吹替 - 不明
ウッドベリーに住む人々。妊婦のアイリーン、スティーブン女医、アンドレア以前のガバナーの愛人ローワン、喘息持ちの少年ノア、関節炎の老女マクラウド夫人、マイケル・コールマンの妻ベティ、その他にエリック、エリン、オーウェン、ジェイコブソン、ジャネット、ポール、リチャードの妻子など。
二度目の襲撃後、刑務所に再度襲撃することを反対した住民達はガバナーの怒りに触れて撃ち殺され、難を逃れた生き残りは刑務所へと避難した。刑務所に逃れたことが確認できるのは金髪少女のエリン、白人少年のオーウェン、マクラウド夫人、黒人男性のジェイコブソン氏、黒人女性のジャネットなど。
なお、刑務所に逃れられなかった者達は二度目の襲撃時かガバナーの粛清で死亡。刑務所に逃れた者達もSeason4であまり出番もないまま疫病と三度目のガバナー襲撃で全滅している。

## タイリースのグループ
タイリース・ウィリアムズ（Tyreese Williams）（死亡）
演 - チャド・コールマン、日本語吹替 - 白熊寛嗣
シーズン3から登場。大柄な黒人男性で元NFL選手。銃の腕前は酷く、主な武器はネイルハンマー。心優しい性格のため、例え敵対していても人間を殺すことに拒否感が強く、困っている人を助けようとするが、それが裏目に出ることも少なくない。ただし大きな体格と腕力は、素手でウォーカーを撃退したり、ドア程度ならタックルで破壊するパワーを秘めている。
Season3
妹のサシャ、アレン、ドナ、ベンと共に20人以上のキャンプで暮らしていたが、ウォーカーの群れに襲われ、仲間を次々と失いながらもリックたちの住む刑務所に逃げてくる。リックたちの役に立って仲間に入れてもらおうと努力するが、幻を見る彼の異常さを恐れ、刑務所を立ち去る。その後、逃げ込んだ先のウッドベリーでガバナーから歓迎される。妹と壁の見張りをしていた際に銃の練習をしていたが才能がなく、4発撃って近くに寄ってきた一体にやっと命中させられる程度。
ガバナーたちの刑務所襲撃の際には見取り図作成を手伝うが、人を殺すのは拒絶してウッドベリーの護衛に回る。のちにガバナーの正体を知り、他の住人達と共に刑務所のグループに戻る。
Season4
ガールフレンドのカレンが疫病にかかり、何者かに焼き殺されたことに激怒し、死を望むかのような行動をとるが奇跡的にウォーカーの手から逃れる。ガバナーの襲撃に際しては応戦する。刑務所襲撃後、子供達（リジーとミカとジュディス）と共に森を彷徨い、ウォーカーに襲われていた生存者達に出会う。助けようとするが時すでに遅く、更には森で待機させていた子供達を助けたキャロルに再会する。襲われていた生存者達のうち噛まれて転化を待つ身となった男から「森は危険だ、線路を進め」という言葉を受け、「生存者が生きる場所」という看板に従い終着駅を目指す。途中で立ち寄った静かな住居に腰を落ち着かせようとするも、リジーの凶行、そしてキャロルの告白を受け、住居を後にして終着駅を目指す。
Season5
キャロルと共に終着駅周辺でマーティンを見つけ、キャロルが終着駅に行っている間見張る。マーティンの言葉に動揺し、小屋をウォーカーに囲まれた際の一瞬の隙を突かれてジュディスを人質に取られ、小屋の外に追い出されるが、素手でウォーカーを撃退し小屋を突き破ってマーティンを殴り倒す。しかしトドメは刺さず、生き延びたマーティンによりギャレス達の襲撃を受ける。ボブが死亡した際、サシャのナイフを取って始末をつける。警官達を捕獲した際も人を無暗に殺さないこと、人を安易に信用してしまうことを、サシャに「自分達が崩壊前と変わってない証拠だ」と前向きに語りかける。ノアも慰め、「常にニュースに耳を傾けて現実を見るのが生き延びる代償だ」と語りかける。その後、ノアの家で崩壊前の平和で幸せな写真に気を取られ、ノアの双子の弟に噛まれる。死の淵でリジー、ミカ、ボブ、マーティン、ベス、ガバナーの幻に語りかけられ、悲痛なニュースが流れ続けるラジオの幻聴を止めてくれと頼み、車内で死去する。

サシャ・ウィリアムズ（Sasha Williams）（死亡）
演 - ソネクア・マーティン＝グリーン、日本語吹替 - 平井祥恵
シーズン3から登場。タイリースの妹。元消防士。兄と比べるとドライな性格をしていて、特に戦闘においては判断力に優れる。
Season3
タイリースと行動を共にし、刑務所の仲間に入ったあと離れ、ウッドベリーに加わるが、再び刑務所に戻る。銃の腕前は兄よりあるらしく、兄がろくに命中させられなかったウォーカーをヘッドショット一発で倒したり、戦闘時もライフルを持って戦う。
Season4
刑務所を運営する委員会の一員となっている。疫病にかかり瀕死となるが、ダリルらの持ち帰った抗生物質で回復する。ガバナーによる刑務所襲撃を受け、ボブとマギーと共に森へと逃げ込んだ。グレンの生存を信じて探そうとするマギーに対し、この場に残ろうと主張するも、それは生存のためではなく仲間達やタイリースの死を確認することへの恐れだとボブに諭される。その後マギーを追って線路を進み、無事にグレン達と再会するも、終着駅で貨車に閉じ込められてしまう。ボブとはキスを受け入れるぐらい親密になる。
Season5
キャロルの奇襲によって脱出に成功する。しかし良い仲になったボブがギャレス達に襲われて片足を食べられ、更にはウォーカーに噛まれていたので兄がトドメを刺す。リック達とベスの奪還に向かった際は、気を許したために人質を逃してしまう。ノアの町で兄、タイリースを失う。
恋仲になったボブを失い、仲間を失い、更に唯一の肉親である兄が死んでしまったことで完全に荒れてしまい、ウォーカーへの憎しみから暴走するようになる。偽りの平穏を謳歌する共同体を受け入れられず、更にはノアに「あんたはすぐ死ぬ」と言ったまま弁解することもできずに死別したことで、自分だけが生き残ったことを後悔するようになり、壁の外ではウォーカーを倒して回り、中にいる際も監視塔から壁に迫るウォーカーを狙撃して退治する。神父に相談をするが酷い罵声を浴びせられて逆上し撃ち殺そうとする。
Season6
ウォーカー誘導作戦ではエイブラハムと一緒に車で誘導するが、途中で謎の連中に襲われてしまいダリルとはぐれてしまう。ダリルと合流するまでにエイブラハムと打ち解け、良い雰囲気になる。
アレクサンドリアに戻ってからは何度か調達でエイブラハムと行動していたが、見張り台の役目に代わり別行動となる。しかしそれを機にエイブラハムがロジータと別れ、サシャと付き合う事になる。
Season7
目の前でグレンとエイブラハムをニーガンに殴り殺された後、マギーに付き添ってヒルトップに行く。追い出されそうになるが、ウォーカーを撃退して留まることを許される。
ヒルトップでロジータと再会し、ニーガンを殺すため二人で救世主の基地に向かう。だがロジータを置き去りにして単身基地に入り、ニーガン暗殺に失敗して捕えられる。戦闘能力を買われて勧誘されるが応じず、捕えられたのち、救世主に溶け込んでいたユージーンから毒薬をもらう。
リックとの対決のため、ニーガンに棺に入れられて運ばれる。中で毒薬を飲んで死んで転化し、棺を開けたニーガンに襲い掛かるも逃げられる。マギーとジーザスによってとどめを刺される。
Season9
リックの幻覚として登場する。

アレン（死亡）
演 - ダニエル・トーマス・メイ、日本語吹替 -
タイリースと一緒に刑務所に逃げてきた男。ドナの夫でベンの父親。ドナがタイリースを頼ることに不満を持っていた。刑務所でカール達に助けられたが、追い出されそうになると殺して奪い取ろうと考える。タイリース達と共に刑務所を出てウッドベリーに移住。刑務所への攻撃に参加するが、ガバナーの怒りに触れて射殺される。
ドナ（死亡）
演 - シェリー・ドヴォルザーク、日本語吹替 -
タイリースと一緒に刑務所に逃げてきた女性。アレンの妻でベンの母親。逃走中、ウォーカーに噛まれてしまっており、刑務所内で死亡する。
ベン（死亡）
演 - タイラー・チェイス、日本語吹替 -
タイリースと一緒に刑務所に逃げてきた少年。アレンとドナの息子。常に父親と行動し、あまり自己主張はしない。タイリース達と共に刑務所を出てウッドベリーに移住。銃撃戦でメルルに撃たれ、のちに転化したメルルに食べられていた。

## 合流者
ボブ・ストゥーキー（Bob Stookey）（死亡）
演 - ラリー・ギリアード・Jr、日本語吹替 - 藤巻大悟
シーズン4から登場。黒人の青年で、過去の出来事に深く悩まされている元陸軍の衛生兵。
Season4
二度目の襲撃後に1人彷徨っていたところをダリル達に発見された元陸軍の衛生兵。何度か生存者グループに出会ってきたが、その度に全滅して自分だけが生き残ってしまっていたことを悔やんでいて、それを紛わすために酒に逃げるようになってしまっている。物資調達に同行するも目の前の酒に目がくらんで手を出し、結果として仲間を死なせてしまう。更には仲間を危険に晒してまで酒を持って帰ろうとし、ダリル達に愛想を尽かされる。刑務所陥落後、サシャ、マギーと一緒に行動し、不安に心揺れるサシャを諭したりしている。
Season5
冒頭でリックと一緒に精肉工場に連れてこられ、なんとかギャレスを説得しようとして失敗する。終着駅襲撃後、サシャとは両想いになり、「不幸中の幸いを見つけるゲーム」に興じる。ゲイブリエル神父の案内で向かったフードバンクでの戦闘時、ウォーカーに噛まれてしまい、それを言い出せずに一人茫然としているところをギャレス達に捕まり、足を切断して食べられてしまう。しかし自分が感染していることも知らず、得意げに自分の足を食べているギャレス達を見て嘲笑する。その後教会前に捨てられ、リック達を誘き出すエサにされる。
最期はリックとジュディスに感謝をし「自分を受け入れてくれたリックは善人だ、悪夢はいつか終わるから自分を変える必要はない」とアドバイスをしてから、サシャと最期の不幸中の幸いゲームをしながら息を引き取る。トドメを刺そうとしたサシャからタイリースがナイフを受け取り、頭を刺す。後にタイリースの幻覚として登場する。

タラ・チャンブラー（Tara Chambler）（死亡）
演 - アラナ・マスターソン、日本語吹替 - 森千晃
シーズン4から登場。リリーの妹。
Season4
襲撃後に1人彷徨っていたガバナーが出会った家族の1人。元々は警察学校に通っていたが、卒業前に世界が崩壊する。父親の死後、姉のリリー、姪のメーガンと共にガバナーと行動を共にする。刑務所襲撃時、戦うことはできずに背を向けてしまう。襲撃後は刑務所のフェンスに囲まれた一角で、一人座り込む。グレンに助けられてマギー捜索の手助けをする。無事にマギー達と再会するも、終着駅で貨車に閉じ込められてしまう。トンネル前でユージーンのアプローチに、自分は同性愛者だと言って断る。
Season5
キャロルの奇襲によって脱出に成功する。グレン、マギーと共にエイブラハム達と一緒にワシントンを目指すが、トラックが故障して横転。ユージーンはタラにだけ自分が車を故障させたと告白する。翌日、ユージーンが科学者だったことが嘘だと分かり、教会に戻る。
リック達と共に当初のユージーンの目的地だったワシントンD.C.を目指している最中、アーロンに出会い、アレクサンドリア共同体に合流する。
共同体ではグレンと共に物資調達の仕事につくが、倉庫での調達作業の際、パニックになったエイデンによる誤爆で頭に重傷を負い、意識不明のまま寝たきりになるが、シーズン最終話で目を覚ます。
Season6
ウルブズ襲撃時、怪我人を治療するデニースを励ました事で、お互い好意を持つようになる。襲撃後、無謀な綱渡りに失敗したスペンサーを助ける為に自ら危険に飛び込んだことでリックに怒られるも、自分の仲間しか信用しないリックに反発し、彼らを助けて共に生きるべきだと諭す。
救世主のアジトを壊滅させた後、しばらく登場していなかったが、後のシーズンでヒースと共に2週間の食料調達の旅に出たというくだりが登場する。
Season7
水に落ちて岸に流れ着き、武器は豊富だが子供と女だけの共同体「オーシャンサイド」に助けられる。共同体の秘密を守る約束をしてアレクサンドリアに戻る。リックら仲間が救世主と戦うために武器を必要としているのを知り、約束を破って仲間をオーシャンサイドに連れて行き、交渉の末に武器を手に入れる。
Season8
「救世主」の基地「聖域」の包囲戦に加わる。ジーザスと共に捕虜をヒルトップに連れ帰る。早期の決着を図るダリルを援護し、「聖域」の壁を破ってウォーカーを招き入れる。「救世主」に逆襲されて炎上したアレキサンドリアからヒルトップに逃げる。「救世主」に攻撃された時、サイモンから守るためにドワイトに矢を射られて軽傷を負うが、転化はしない。「救世主」とヒルトップの最後の戦いではヒルトップにとどまって守る。
Season9
橋の爆破を目撃する。
6年後、ヒルトップで指導者となったジーザスを補佐する。ジーザスが死んだ後は、リーダーとなり、王国で催された共同体間の会議に出席して憲章に署名する。しかし王国に潜んでいたアルファに連れ去られた後、〈囁く者〉に殺されてその頭がさらされる。

エイブラハム・フォード（Abraham Ford）（死亡）
演 - マイケル・カドリッツ、日本語吹替 - 増元拓也
シーズン4から登場。赤毛と口髭が特徴のタフガイ。元陸軍軍曹。
Season4
刑務所を脱出してきたグレンとタラの前に現れる。自称科学者のユージーンをワシントンD.C.に連れて行くという「世界を救うための任務」を遂行している。グレン達がウォーカーとの戦いに慣れていることから、一緒にワシントンを目指そうと誘う。任務優先で高圧的な態度を取っているが、グレン達が真っ暗なトンネルに突入しようとした際に貴重なライトと電池を餞別に渡すなど気前の良い面を見せる。「終着駅」で任務に必要な車と同行者を探しにくるが、貨車に閉じ込められてしまう。
Season5
キャロルの奇襲によって脱出に成功する。ユージーン、ロジータ、グレン、マギー、タラと一緒にワシントンを目指すが、トラックが故障して横転。翌日、無謀とも言える強行突破に出ようとしたところユージーンの「世界が救える」という話が嘘だと分かり、彼を昏倒するまで殴り倒し茫然自失となる。そのまま飲まず食わずで座り込むが、ユージーンが無事に目を覚ますと水をがぶ飲みし、最終的に教会に戻る。
リック達と共に当初のユージーンの目的地だったワシントンD.C.を目指している最中、アーロンに出会い、アレクサンドリア共同体に合流する。
共同体では建築現場での資材運びを手伝うが、現場監督だったトビンが仲間の女性を助けず見捨てた際、彼女を助けウォーカーを殲滅したことで信頼を得て、建築現場のリーダーに抜擢される。
Season6
ウォーカー誘導作戦ではサシャと一緒に車で誘導するが、途中で謎の連中に襲われてしまいダリルとはぐれてしまう。ダリルを探すかどうかでサシャと意見が食い違い、外にある軍用トラックとゾンビからロケットランチャーを見つけ出す。「生きる場所と生きがいを見つけた」と告白し、サシャと打ち解けて良い雰囲気になる。ヒルトップでグレゴリーを殺そうとした男達と争いになり、ロジータにもらったペンダントがはずみで外れ、そのまま置いて行ってしまう。アジト襲撃時にはサシャと行動を共にしていたが、敵に見つかって銃撃戦になってしまう。
襲撃後、ユージーンに連れられて一緒に弾薬作成が可能な作業場まで案内されるが、ウォーカーをまともに倒せないのに強がるユージーンと口論になり、彼を置いて帰ってしまう。そしてユージーンがドワイトに捕まっていたところに現れて助け、彼が必死にドワイトの股間に噛みついて抵抗したのを見てその勇気と行動力を認める。
アレクサンドリアに戻ってからは何度か調達でサシャと行動するが、サシャが調達任務から離れると知り、それを機にロジータに別れを告げ、サシャと付き合う事になる。
マギーをヒルトップに運ぶ途中、森の中でニーガンの一味に捕まってしまう。
Season7
冒頭でニーガンに殴り殺される。また、森での一夜の前のサシャとの会話が最終話で明かされる。遺体はヒルトップに埋葬された。

ユージーン・ポーター（Eugene Porter）（生存）
演 - ジョシュ・マクダーミット、日本語吹替 - 最上嗣生
シーズン4から登場。自称・科学者の小太りな男。化学や工学に詳しい。自身のマレットヘアに美学を持っている。
Season4
刑務所を脱出してきたグレンとタラの前に現れる。自称科学者。ギーク志向で一見身勝手な変人的人物だが、頭脳は明晰である。また、危険なトンネル通過ルートをとったグレン、タラを見捨てない、人間としての矜持も持つ。「ウォーカー達の原因を知っている」「自分がワシントンD.C.に行けばすべてが解決する」と述べており、それがエイブラハムたちの行動動機となっているが、その具体的内容については目的地に着いてからでないと語れないとして口をつぐんでいる。一方、化学的な知識に長けていて応急電池の作り方なども知っているが、銃の扱いは酷く下手でまともに狙うこともできない。グレン達がトンネルに突入した後、彼らを助けるために嘘のナビをして車を出口まで誘導する。「終着駅」で任務に必要な車と同行者を探しにくるが、貨車に閉じ込められてしまう。
Season5
キャロルの奇襲によって脱出に成功する。エイブラハム達と一緒にワシントンを目指すが、トラックが故障して横転。しかしタラに車を自分が故障させたと告白する。翌日、無謀な強行突破をしようとするエイブラハムに恐れをなし、自分が本当は科学者ではないこと、世界を救えることも嘘だと白状する。怒りに任せたエイブラハムに殴りたおされ昏倒するが、何とか意識を回復する。
リック達と共に当初の目的地だったワシントンD.C.を目指している最中、アーロンに出会い、アレクサンドリア共同体に合流する。
共同体では技師として発電機など機械類のメンテナンスや修理を行う。ある日壊れた発電機を直すため、必要な部品が分かる唯一の人間として渋々調達隊に同行。エイデンのミスによる爆発後、重傷で意識を失ったタラを助けるために孤軍奮闘し、更には窮地に立たされたグレンを助けるために自ら囮になってみせる。その後、タラの看病をしている際にエイブラハムと和解する。
Season6
カーターがリックを殺すと仲間に相談しているところを聞いてしまい、見つかって殺されそうになる。
相変わらず戦いには向いておらず、銃やマチェットもまともに扱えないが、民家のカギをピッキングで開くという特技を見せ、そのおかげで窮地から脱出する。
町の外にある作業場へエイブラハムと一緒に向かい、そこで銃弾が製造できる事を明かす。しかしエイブラハムに一人でもウォーカーと戦えると豪語して喧嘩になり、置いて行かれてしまい、その後ドワイトに捕えられる。
ドワイトにダリル達に対する人質に使われるが、一瞬の隙をついてドワイトの股間に噛みつく。腹を撃たれても必死に抵抗した姿を見せ、エイブラハムに自分を認めさせる。
マギーをヒルトップに連れて行く途中で救世主に道を塞がれた際、自分が車で囮になることを申し出て弾薬作成のレシピをリックに渡す。しかし捕らえられ、皆と共にニーガンの前にひざまずかされる。
Season7
目の前でエイブラハムとグレンの死を見る。
アレクサンドリアに戻り、ニーガンを殺すためにロジータに頼まれて弾薬を作る。ロジータが失敗したため、「救世主」の基地「聖域」に連れて行かれる。「聖域」では科学知識を生かして役立ち溶け込む。ニーガンの妻たちに自殺のための毒薬を頼まれて作るが、ニーガン殺しのためだと知り渡さない。基地にやってきたサシャとロジータに脱走を誘われるが断る。捕えられたサシャに毒薬を渡す。
Season8
リックらが率いるグループが「聖域」を包囲した時には、ニーガンの配下となっている。ドワイトの内通に気が付くが見逃し、苦悩の末にニーガンに協力して「救世主」および労働者を救おうとする。ダリルらが「聖域」の壁を破ったことを利用し、ウォーカーたちを誘導して、「救世主」の脱出を助ける。「救世主」のために弾薬を製造する。ゲイブリエルが意図的に欠陥品の弾薬を作っていることに気づいて生産ラインから外す。一時はダリルとロジータに誘拐されるが、逃げ出した後はリックのグループを倒すために積極的に弾薬製造を再開する。だが実は意図的に暴発する不良品の弾薬を製造し、ヒルトップとの戦いで「救世主」が敗れる立役者となる。
Season9
サンクチュアリーに残り、「救世主」の監視役をする。
6年後、アレクサンドリアに住み、髪を短く切り、ウォーカーを簡単に殺せるようになる。アンテナを設置するため、ロジータと塔に向かうがウォーカーの大群に襲われて負傷する。ダリルらに発見され、ダリルらに〈囁く者〉から救われてヒルトップに連れてこられる。ロジータと別れようとするゲイブリエルを引き留める。アレキサンドリアとヒルトップを結ぶ通信機を作る。
Season10
想いを寄せるロジータとセディクの間の子ココの成長を観察する。森に落下した人工衛星から電子機器を回収し、ヒルトップの通信機を改良し見知らぬ女性ステファニーと語り合う。〈囁く者〉率いるウォーカーの大群がヒルトップを襲う直前、ステファニーと対面する約束をする。エゼキエルとユミコ、途中で出会ったプリンセスとともに指定された車両基地に到着するが、白い甲冑の人間達に拉致監禁される。
Season11
コモンウェルスに捕らえられて市民権の審査を受ける。ホーンズビーの部下である偽のステファニーに会い、操られてミルトン知事の息子セバスチャンを殴ってしまい逮捕される。釈放と引き換えにアレキサンドリアの位置を教え、ホーンズビー率いる兵とともにアレキサンドリアに戻って住民をコモンウェルスに迎える。愛するようになった偽のステファニーに失踪されて調査し、彼女の正体を知る。本物のステファニーであるマックス・マーサーに出会う。ロジータやコニー、ケリーから失踪した兵士のリストのことを知らされ、親しくなったマックスに頼んで調査し、記事を公表する。マックスと組み、創立記念日でセバスチャンの音声を公表して知事の嘘を暴く。セバスチャンが死に、知事はユージーンとマックスを追及させる。ユージーンはマックスをかばって自首するが、仲間たちが捕らえられる結果を招く。ユミコの弁護で裁判にかけられて死刑判決を受けるがマーサーに救われる。ウォーカーが壁内に入った中での蜂起の戦いを生き延びる。ロジータを看取る。

ロジータ・エスピノーサ（Rosita Espinosa）（死亡）
演 - クリスチャン・セラトス、日本語吹替 - 三木美
シーズン4から登場。エイブラハム、ユージーンと同行していた女性。
Season4
刑務所を脱出してきたグレンとタラの前に現れる。タラが負い目を感じてグレンの無茶に付き合っていることを察し、強行しようとするグレンに文句を言う。エイブラハム達と共に「終着駅」にくるが、貨車に閉じ込められてしまう。
Season5
キャロルの奇襲によって脱出に成功する。グレン、マギーと共にエイブラハム達と一緒にワシントンを目指すが、トラックが故障して横転。エイブラハムと性行為をしている最中、ユージーンに覗かれていることに気付いている。翌日、ユージーンが科学者だったことが嘘だと分かり、最終的に教会に戻る。
リック達と共に当初のユージーンの目的地だったワシントンD.C.を目指している最中、アーロンに出会い、アレクサンドリア共同体に合流する。
共同体では医療助手として働く。
Season6
ウォーカー誘導作戦で途中の壁を作る作業に参加。また、町の住人達に戦い方を教える。相変わらず腰抜けだったユージーンには呆れて説教する。
ウォーカーが雪崩れ込んだ際にタラ、ユージーンと共に民家に逃げ込むが、エイブラハムが死んだと思い込み戦う気力を失ってしまう。帰ってきたエイブラハムにブレーキランプの破片で作ったペンダントをプレゼントするが、その後別れを切り出される。
その後、デニースが一人で薬の調達に行こうとするのを止め、なし崩し的に同行する。ユージーンを人質に取られてドワイトに殺されそうになるが、エイブラハムによって助けられる。
ドワイトに復讐しようと出て行ったダリルを追いかけ、彼と共にドワイトと戦おうとした矢先、グレンとミショーンを捕えられて、自身も捕まってしまう。
Season7
目の前でエイブラハムとグレンを殺される。屈服したリックをよそに、アレクサンドリアに戻ってからは復讐を謀る。武器弾薬を救世主に奪われるが、銃を拾い、ユージーンに依頼して弾薬を作らせる。だがニーガン暗殺には失敗する。
ヒルトップでサシャと合流し、二人でニーガン暗殺のために「救世主」の基地に向かうが、サシャによって外に取り残される。ドワイトと出会い、ニーガンを殺したいと打ち明けられる。
Season8
「救世主」の基地「聖域」の包囲戦に加わる。逆襲されて炎上したアレキサンドリアからヒルトップに逃げる。「救世主」の攻撃を撃退する。ダリルと共に、「救世主」のための弾薬製造をするユージーンを誘拐するが、嘔吐されて逃げられる。「救世主」との最後の戦いに参加する。「救世主」が敗北する立役者となったユージーンを許すが、嘔吐の仕返しに顔を殴る。
Season9
サンクチュアリーでユージーンの手伝いをしている。
6年後、アレクサンドリアでゲイブリエルと恋愛関係になる。ユージーンと塔に向かうがウォーカーの大群に襲われ、一人ジーザスとアーロンに救われヒルトップに運ばれる。セディクとの子供を身籠る。
Season10
セディクとともにココを育てる。セディクの不在中に病気になる。セディクを殺したダンテを倒す。ガンマを追ってアレクサンドリアに侵入したベータと闘い、ガンマに救われる。ヒルトップで〈囁く者〉の率いるウォーカーの大群と闘う。
Season11
コニーとバージルを救出し、アレキサンドリアに戻る。侵入してきたウォーカーから子供たちを守る。コモンウェルスに迎えられ、兵士となる。。ダリルとともに、知事パメラ・ミルトンの息子セバスチャンに強制されて現金を回収に行く。以前にも多くの兵士が同任務で死んだことを知り、ユージーンに話す。セバスチャンの死後に知事の命で捕らえられるが護送中に逃げだす。仲間とともにコモンウェルスに戻り、ココを救い出す。戦いの後にユージーンに看取られて死ぬ。

ゲスト・キャスト：その他のシーズン4からの合流者など
刑務所からはベスのボーイフレンドのザック、カレンと一緒に焼き殺されたデイビッド、疫病による最初の犠牲者パトリック、ヒゲの男性グレッグ、老人のリチャーズ、カレン達と一緒に作業していた女性クロエ、農作業担当のトーマス、少年のオーウェン、ライアン・サミュエルズとその娘リジーとミカ、医師S、Dブロックの牢獄で死んでいたチャーリー、カレン達と一緒に作業していたヘンリー、ノリスとその息子、ルーク、モリー。
ガバナー側からはリリー・チャンブラーとその娘メーガン、リリーの父ディビッド、マルチネスのキャンプのリーダー格ピートとミッチ、ハワード、元陸軍兵アリーシャ、元米軍ヘリ操縦士ロス。
その他の生存者はジョーと彼の率いる無法者集団（ルー、レン、ダン、ビリー、ハーレー、トニー）、民家に隠れていたサムとアナ。線路の上でウォーカーに襲われていたクリストファー親子。リックを騙したクララ。

## 終着駅とその周辺
ギャレス（Gareth）（死亡）
演 - アンドリュー・J・ウェスト、日本語吹替 - 川島得愛
「終着駅」を運営していた男。
Season4
「終着駅」にいた集団のリーダー。物腰は柔らかいが怪しい人物。リック達を追い詰めて貨車に閉じ込める。
Season5
終着駅でリック達を殺して食べようとするが、キャロルの奇襲を受けて逃走。その後、リック達の後をつけて、単独行動をしていたボブを拿捕し、彼の左足を食べる。その後ボブを囮にしてリック達を誘き出し、教会を襲撃。しかし機転を利かせたリックに背後を取られた後、命乞いをしながら仲間と共に惨殺される。
回想で、最初は純粋に人助けのために終着駅を聖地として運営していたが、他の生存者グループに襲撃されたことで「この世は食うか食われるか」の結論に達し、看板に誘き寄せられた人を殺して食べ始めたことが明らかになる。

メアリー（Mary）（死亡）
演 - デニーズ・クロスビー、日本語吹替 - 長尾歩
「終着駅」にいた女性。ギャレスとアレックスの母親。
Season4
放送装置で呼びかけをしている。リック達に焼いた肉を配る。
Season5
キャロルの奇襲で終着駅が混乱する中、キャロルの背後を取るも不意打ちを受けすぐに形勢逆転され足を撃たれる。トドメを刺すよう促すが、キャロルは撃たずにウォーカーを部屋に呼び込み、メアリーは悲鳴を挙げながら食い殺される。
回想と独白から、過去に襲撃を受けた他の生存者グループから暴行を受けていたことが明らかになっている。

アレックス（Alex）（死亡）
演 - テイト・エリントン、日本語吹替 - 不明
「終着駅」にいた男でギャレスの弟。ギャレスたちとは違い、暴力的な方法はとらない。
Season4
ハーシェルから贈られたグレンの時計を持っていたため、リックに尋問を受け人質にされたが、兄ギャレスにあっさり見捨てられ仲間に撃ち殺される。
Season5
生前の様子は回想などで登場。彼の死体も精肉場で解体されていた。回想の中では彼は終着駅のやり方に嘆いており、死後にマーティン達には無能なバカだと言われている。

ゲイブリエル・ストークス（Gabriel Stokes）（生存）
演 - セス・ギリアム、日本語吹替 - 江藤博樹
終着駅の近くにある聖サラ教会の神父。スキンヘッドの黒人。ユーモアのセンスがなく、空気が読めない。
Season5
終着駅の近くの森でウォーカーに襲われていたところを、リック達に助けられた。「殺したウォーカーの数と人間の数」を聞かれた際、誰も殺していないしウォーカーも倒していないと答え、リックに疑われる。実教会に助けを求めた信者達を見殺しにし、死んだ信者が恨み節を教会の壁に書いたため、それを発見したリックに問い詰められて白状する。リック達と出会うまでは教会に寄付された食料や物資で生活しており、外に出たこともない。
リック達がギャレス達を正当防衛で皆殺しにしたことを受け入れられず拒絶する。そしてリック達から離れようと教会を一人で脱出し、学校の前でギャレスに食われたボブの足と、十字架をつけた子供のウォーカーを見て嘆いたことで反応したウォーカー達に追いかけられ、教会のバリケードを破壊して中に逃げ込む。追い掛けてきた大量のウォーカーから逃れるため、自分が最初に抜け出た穴からカール達と一緒に外へ出て、教会内にウォーカーを閉じ込める。教会の扉を破られそうなところを、間一髪エイブラハム達に助けられる。ワシントンへの道中ではベスを失ったマギーを慰めようとするが、逆にマギーの逆鱗に触れ、自身が信者を見捨てたことを責められる。
アレクサンドリアでは教会の神父を任されるが、それまでの現実とのギャップに苛まれ教会の聖書を破いてしまう。そして自身が信者を見捨てたこと、アレクサンドリアまでリック達が見捨てず守ってくれたことは棚に上げ、ディアナに「リック達は善人じゃない、ここに住む資格はない、彼らは自分たちの命を優先させ、ここのすべてを破壊する」と告げ口する。
リックが夜の集会でピートとの乱闘を問い質される日の昼間、無装備のまま外出する。口笛を吹きながら食事中のウォーカーに近付き、死を受け入れる覚悟ができたように振る舞うが、いざウォーカーが噛みつこうとすると抵抗し、撃退する。そして食われて瀕死になっていた男にもトドメを刺してその場に泣き崩れる。戻ってくるとスペンサーに声を掛けられ、話半分で門を適当に閉めたため、扉が反動で開いてしまうが気付かずに教会に戻る。
教会ではサシャが相談に乗って欲しいと声を掛けるが、逆に苛立ちを見せ罵声を浴びせ、ライフルを奪い合い取っ組み合いになる。そしてライフルを奪い取ったサシャに銃口を向けられ、それを見たマギーが止めると「撃たせてやれ、彼らが死んだのは全て私のせいだ」と泣いて懺悔する。
Season6
ウルブズ襲撃の際も、銃を持つ事を拒否し、モーガンがウルフを縛り上げるのを手伝う。襲撃後も祈りの集会を開く為にビラを撒く。その後監視塔倒壊の混乱の中、リックが採石場へ向かう際にジュディスを預かると申し出て、教会へ向かう。教会にいた住人にジュディスを預け、「神は私達に救いの手をくれた、戦う勇気という武器を」と告げて鉈を持って教会を飛び出す。
これを機に、彼は戦う事から逃げるのをやめ、アジト襲撃時には聖書の慈悲の言葉を説きながら救世主の一人を撃ち殺す。リックに「なんで未だに神父の服を着ているんだ？」という問いかけに「まだ自分は神父だから」と答える。リックが不在の間の守備の指揮を執る事を申し出て、リックもこれを認めた。
Season7
食料をもってアレクサンドリアから姿を消し、後に「清掃人」に捕えられて見つかる。アレクサンドリアに戻り、救世主との戦いに参加する。
Season8
救世主の基地「聖域」の包囲戦に加わる。撤収時にグレゴリーを助けようとして、ウォーカーに囲まれ、ニーガンと同じトレーラーに閉じ込められる。ニーガンの懺悔を聞いた後、協力してウォーカーの群れを突破して「聖域」内の「救世主」の元に戻り、監禁される。群れを突破する際に塗りたくったウォーカーの臓器から感染症にかかり、カーソン医師の元へ運ばれる。その後、裏でユージーンが手引きしたことで、カーソンと共に「聖域」を脱出するが、病気で視力が弱まり、「救世主」に再び捕まる。ユージーンの監督下で弾薬製造をさせられるが、意図的に欠陥品を作ったことが判明して生産ラインから外される。「救世主」と「ヒルトップ」の最後の戦いに連れて行かれるが生き延びる。
Season9
右眼は白く見えなくなっている。髭を剃り帽子を被っている。アン（ジェイディス）と恋愛関係になっている。アンが外部の人間と連絡を取り裏切っていることに気づくが、気絶させられる。
6年後、アレクサンドリアでロジータと恋愛関係になる。再び髭を生やしている。外部の人間との通信を試す。ニーガンの牢の世話をするが、不注意から逃がしてしまう。セディクとの子を妊娠したロジータと別れようとするが、ユージーンに説得されて子供を育てる決意をする。
Season10
牢の中の〈囁く者〉のスパイのダンテを殺す。アレクサンドリア住民とともにウォーカーの大群から逃げ、病院に隠れるも囲まれる。一人残って仲間の脱出を助け、〈囁く者〉に殺されそうになる所を、戻ってきたマギーと鎌を持つ男に助けられる。
Season11
アレキサンドリアで食料が不足したため、マギーに率いられてワシントンに調達に行く。マギーとともにリーパーと戦い、食料を持ち帰る。コモンウェルスに迎えられる。カーソンに率いられ、アーロンとともに高層アパートの共同体の併合交渉に行く。カーソンが指導者を殺したのを見て止めようとして捕らえられ、マギーやニーガンの加わっていた共同体とともにコモンウェルス軍を全滅させる。アーロンとともにとどまってホーンズビー率いる新たなコモンウェルス軍に合流する。ダリル、ゲイブリエルとともにホーンズビーに抹殺されそうになるも生き延びる。セバスチャンの死後に知事の命で捕らえられるが護送中に逃げだす。仲間たちを救い出してコモンウェルスに戻り、戦いを生き延びる。
ウォーキング・デッド: ザ・ワンズ・フー・リブ
こちらを参照。

マーティン（死亡）
演 - クリス・コイ、日本語吹替 - 不明
終着駅近くの小屋で、ウォーカーを遠ざけるための花火を設置していた際、無線で仲間と話していた内容を聞かれてキャロルに拘束される。タイリースにジュディスを連れて逃げることを薦めた。小屋をウォーカーに囲まれた際、ジュディスを人質に取ってタイリースを小屋の外に追いやるも、ウォーカーを撃退してドアを突き破ってきたタイリースのタックルを受け、ボコボコに殴られ首を絞められる。
タイリースはキャロルに「彼を殺した、見る必要はない」と言ったがそれは嘘で生きており、のちに単独行動していたボブを殴り捕まえ、足を切断して食べた。リック達を誘き出してギャレス達と教会を襲撃したが、逆に背後を取られたあとサシャにナイフでメッタ刺しにされて殺された。死後、彼のリュックからミショーンの刀が発見される。
タイリースに話したことが真実かは分からないが、崩壊前は日曜日にサッカーを楽しみ定期的に教会にも通う普通の人間で、タイリースに「善人のままでは必ず死ぬ」と説き、殺せないなら去れとタイリースに自分を殺すよう促した。後にタイリースの幻覚として登場し、自分の言った通りだった、もしちゃんと殺していれば仲間も死なずに済んだかもしれないと語る。
終着駅のメンバー（アルバート、マイク、グレッグ、テレサ、シンシア）（死亡）
演 - 不明、日本語吹替 - 不明
ギャレスの仲間で終着駅のメンバー。キャロルの襲撃の混乱から生き延び、リック達を狙いボブを捕獲して足を食べた。アルバートとマイクは教会を襲撃した際に背後からリックに頭を撃ち抜かれた。グレッグ、テレサは降参したがやはり殺される。マーティンと通信していたシンシアという女性もいるが生死は不明。

## ワシントンD.C.周辺
アレクサンドリア / ヒルトップ / 救世主 / 王国 / オーシャンサイド / 清掃人 / 放浪者 / マグナのグループ / 〈囁く者〉(ウィスパラーズ) / コモンウェルス / リーパー / その他

### アレクサンドリア
アーロン（Aaron）（生存）
演 - ロス・マーカンド、日本語吹替 - 藤翔平
アレクサンドリアのスカウトマン。同性愛者であり、共にスカウトの仕事をするエリックとはNGOで活動していた際に出会い、恋人となった。母親や周囲の人々から冷たい態度を取られたという過去を持つ。
Season5
新しい人材を探し出し、メンバーに勧誘する仕事をしており、リックたちをスカウトした。自分を殴ったリックにも賞賛の意見をあげるなど、非常に気立てと愛想がいいため、リックのように厳しい経験を経た人間には逆に怪しまれる。同性愛者であるがゆえの疎外感を常に感じており、アレクサンドリアの中でも周りと距離を置いている。スカウトが成功した後、エリックが再び危機に陥るのを恐れ、彼のスカウトマンとしての引退を望み、ダリルを後継として選んだ。ダリルとの仕事中に、モーガンに出会い、アレクサンドリアへ連れてくる。
Season6
ウルブズの件により、安全のためスカウト活動を中止する。彼が缶詰工場で落としたリュックが原因で、ウルブズ達にアレクサンドリアの情報が洩れてしまった為、自責の念に駆られる。マギーがグレンを探しに行こうとした際は、彼女と同行して助ける。妊娠したマギーを気遣う。彼女をヒルトップへ連れて行く際も、同行する。
Season7
ニーガンたちよって捕えられ、グレンたちの死を目撃することになる。リックと共に物資を調達する。調達の際に見つけたメモが原因で、アレクサンドリアに戻った時に〈救世主〉に殴られてしまう。
Season8
救世主の基地「聖域」包囲戦でエリックを失う。イーニッドと共にオーシャンサイドに援軍を求めに行き、留まって説得し続ける。そして、オーシャンサイドの者達と一緒にヒルトップの周りにいる〈救世主〉を撃退する。
Season9
グレイシーの父親になる。伐採場でウォーカーの大群に襲われた際、事故で左手を潰し、やむなく切除される。
6年後、左手にメイスの付いた義手を着けている。委員会のメンバーとしても活躍している。
Season10
アレクサンドリアに押し寄せるウォーカーと戦ってホグウィードの影響を受けるが、ニーガンに助けられて信頼を寄せるようになる。森で負傷したガンマに会い包帯を与える。ガンマからアレクサンドリアにいる甥に会いたいと聞かされ、ウォーカーの集結する場所を教えられる。ダリルらと調査に向かい、ウォーカーに囲まれる。ヒルトップで〈囁く者〉の率いるウォーカーの大群と闘う。アレクサンドリアを襲ったベータ率いるウォーカーの大群をアルデンと共に尾行するが、見破られて〈囁く者〉と格闘するが、大鎌の男に助けられる。
Season11
補給のため、壊滅したヒルトップに行く。ウィスパラーズの生き残りを見つけ、仲間の情報を求めて拷問する。コニーの生存を知らされる。アレキサンドリアに戻り、嵐とウォーカーに襲われる中、ジュディスとグレイシーを救う。コモンウェルスに併合されたアレキサンドリアを管理する。カーソンに率いられ、ゲイブリエルとともに高層アパートの共同体の併合交渉に行く。カーソンが指導者を殺したのを見て逃げ、マギーらおよび共同体と組んでコモンウェルス軍を全滅させる。ゲイブリエルと残ってホーンズビー率いる新たなコモンウェルス軍と合流し、マギーらの関与を隠す。ダリル、ゲイブリエルとともにホーンズビーに抹殺されそうになるも生き延びる。コモンウェルスとの取引の後、イライジャ、ジェリー、リディアとともにオーシャンサイドに向かう。途中でルークとジュールズに再会する。コモンウェルスへと向かう兵に率いられたウォーカーの大群に紛れて、壁内に侵入する。戦いを生き延びる。
エリック・ローリー（Eric Raleigh）（死亡）
演 - ジョーダンウッズ・ロビンソン、日本語吹替 - 藤巻大悟
アレクサンドリアのスカウトマン。アーロンの恋人。元々はNGOで働いていた。
Season5
アレクサンドリアのスカウトマン。アーロンとは同じ仕事でかつ恋人同士。アーロンがリックをスカウトしている間にウォーカーの群れに襲われ、足首を骨折してしまう。彼が怪我をしたことで、アーロンがダリルに仕事を勧めるきっかけになった。
Season6
基本的に病室に籠っており、ウルブズ襲撃時にはホリーに輸血の血を提供する。夜のウォーカー退治の際もギブスをつけながらも協力してウォーカーを倒す。
Season7
襲われたアーロンを心配し、外出を止めようとする。オーシャンサイドなどに外出する際は一緒に行動する。〈救世主〉と戦うことを決意する。
Season8
救世主の基地「聖域」包囲戦で傷つき死んでしまい、ウォーカーとなる。
ディアナ・モンロー（Deanna Monroe）（死亡）
演 - トバ・フェルドシュ、日本語吹替 - 高島雅羅
アレクサンドリアのリーダー。元オハイオ州下院議員。夫のレジ、息子のエイデンとスペンサーがいる。
Season5
アレクサンドリアのリーダーで元オハイオ州の下院議員。新しく入ってくる人間にはインタビューをして、映像を保存している。非常に知的で冷静な女性で、リック達のこれまでやってきたことを聞いた上で受け入れた一方、一見アレクサンドリアのメンバーに優劣はつけず平等に扱っているように見えるが、実際には貴重な外科医のDVは黙認している。リックがピートを処刑しなければいけないと主張するも「アレクサンドリアでは誰も処刑しない」と一蹴するが、夫レグがピートに殺された際にはリックにピートの射殺命令を出す。
Season6
夫の死により意気消沈し、リックにリーダーの座を譲る。その後、町の拡大計画を考えてる。ウルブズ襲撃後も生き残っていたが、その後見張り塔の倒壊によるウォーカー流入の際、リックを助けるために背後にいたウォーカーと格闘時に噛まれてしまう。最期に息子スペンサーと町のみんなの未来をリックに託す。転化前に拳銃で自害するつもりだったが、押し寄せるウォーカー達を見て、リック達から注意を逸らせる為か絶叫と共にウォーカーを撃ち殺しながら死亡する。
その後、転化して森の中で彷徨っていたところをスペンサーが探し出し、とどめを刺す。
スペンサー・モンロー（Spencer Monroe）（死亡）
演 - オースティン・ニコルズ、日本語吹替 - 不明
ディアナの息子。長男。監視役などを務める。
Season5
アレクサンドリアでリック達を迎え入れた男。ディアナの息子で、門や監視塔からの見張りを行っている。彼が門の施錠をゲイブリエルに頼んだことで、結果的にウォーカーの侵入を許してしまう。
Season6
父親と弟の死、そしてアレクサンドリアの町が死人と略奪者に蹂躙された事により荒んでくる。同じくリックに反対するカーターに加担しようとする。不安から食料庫を漁る住人達を説得する一方で、酒や缶詰を盗む。それを責めるディアナに、アレクサンドリアが安全だと錯覚させて父と弟を死なせたのはディアナのせいだと逆に責めたてる。外部を監視中、ウォーカーが押し寄せている事に気づき、ロープを伝って外の監視塔に渡るという無茶をして命を危険に晒し、リックに独断で行動するなと怒られる。
監視塔倒壊によるウォーカー流入事故後、転化して森の中を彷徨う母ディアナのウォーカーを探し出し、とどめを刺して決着をつける。エイブラハムと別れたロジータと関係を持つ。
Season7
自身が隠し持っていた銃のせいでオリビアが殺されかけたため、リックに怒られるが、仲間を殺されてニーガンに屈服したリックを責める。ゲイブリエルにリックへの思いを吐露する。アレクサンドリアに来たニーガンとビリヤードをし、リックの代わりにリーダーに着きたいという。だがニーガンに臆病者とののしられ、腹を切り裂かれて死に、転化した後リックにとどめを刺される。
イーニッド（Enid）（死亡）
演 - ケイトリン・ネイコン、日本語吹替 - 平井祥恵
アレクサンドリアに住んでいる少女。両親はウォーカーに殺されてしまった。
Season5
アレクサンドリアで生活している少女。両親を失い彷徨っているところを保護された。オリビアと一緒に住んでいたが、最初の3週間は外でのショックで言葉も話せない。あまり同年代の子供達とは触れ合わず、たまに壁から脱走して外の世界の現実を忘れないようにしている。その考え方からカールとは気が合う。
Season6
監視塔が倒壊した際は壁の外に出ている。放浪中にグレンを発見し、衰弱していた彼に水を与えるがすぐに逃走。グレンが追いかけるも逃げ回り、アレクサンドリアには戻りたくないと言うが、マギーを助ける為にグレンを案内する。町に戻り襲撃されているのを見て、倒れているマギーを助けに向かう。
Season7
カールと共にヒルトップに行き、キスを交わす。一人で救世主の基地に行くというカールを止めようとするが果たせない。後に、アレクサンドリアに戻って救世主との戦いに参加する。
Season8
救世主の基地「聖域」の包囲戦に加わる。アーロンと共にオーシャンサイドに説得に行く。アーロンを襲おうとしたナターニャを殺す。留まって説得を続けるアーロンを残して戻り、ヒルトップに合流する。「救世主」の攻撃を撃退する。
Season9
医療研修医としてセディクに医療について学び、アーロンの左手を切除する。
6年後、ヒルトップで暮らし、アルデンと親しくなっている。〈囁く者〉に捕えられたアルデンと交換するためにリディアを引き渡すよう、ヘンリーを説得する。王国の会議に参加するが、潜んでいたアルファに連れ去られた後、〈囁く者〉に殺されてその頭はさらされる。
ジェシー・アンダーソン（Jessie Anderson）（死亡）
演 - アレクサンドラ・ブレッケンリッジ、日本語吹替 - 石井未紗
アレクサンドリアに住んでいる主婦。夫はピート、二人の息子ロンとサムがいる。
Season5
アレクサンドリアで生活している主婦。来たばかりのリックの散髪をする。リックは彼女に好意的な感情を抱く。しかし彼女は夫ピートに激しい暴力（DV）を受けている。息子サムにも影響は及んでおり、サムが母を守るために拳銃が欲しいとキャロルに申し出たことで、リック達がDVを知ることになる。リックが助けたいと申し出るのに対し、一度目は自分が我慢すれば全ては上手く行くと突っぱねるが、再度の申し出にイエスと答える。
Season6
採石場から溢れてきた大量のウォーカーがダリルたちの誘導を逸れてアレクサンドリアに侵入した際、リック、ミショーン、カール、ロン、サムらとともに臓器を体に塗りつけてウォーカーの大群をくぐり抜けて家から武器庫まで移動する。油断したサムがウォーカーに食い殺され、それに動転して泣き叫んだため、続いてウォーカーに食い殺される。死ぬ間際、カールと繋いでいた手を離さなかった為、リックにより手首を斧で切り落とされる。
ロンとサム (Ron & Sam)　(死亡)
演 - オースティン・エイブラムス（ロン）、メジャー・ドッドソン（サム）、日本語吹替 - 藤巻大悟（ロン）、不明（サム）
アレクサンドリアに住んでいる兄弟。ピート夫妻の息子で兄がロン、弟がサム。
Season5
ロンは来たばかりのカールにマイキーやイーニッドを紹介する。カールはロンのことを良い奴だとイーニッドに話している。サムは母親と共にDVを受けていたが、ロンはピートに不穏な感情を抱いていなかった。サムが母親を守るために拳銃を欲しがったことがDV発覚のきっかけとなる。
Season6
採石場から溢れてきた大量のウォーカーがダリルたちの誘導を逸れてアレクサンドリアに侵入した際、リック、ミショーン、カール、ジェシーらとともに臓器を体に塗りつけてウォーカーの大群をくぐり抜けて家から武器庫まで移動しようと試みるが、サムは道中で怖気付いて油断したためにウォーカーに食い殺される。サムの死に動転したジェシーも続いて食い殺されたため、ロンは憎しみからリックを射殺しようとするが、寸前のところでミショーンに日本刀で斬り殺される。その際に狙いが逸れ、ロンが放った銃弾がカールの右目に命中する。
ニコラス（Nicholas）（死亡）
演 - マイケル・トレイナー、日本語吹替 - 不明
アレクサンドリアに住んでいる男。エイデンと共に物資調達係をしている。マイキーの父親。
Season5
エイデンと共に物資調達係のリーダーを務めているが、統率力も判断力もなく、リック達が来る以前までも自分達のミスで4人の仲間を死なせてしまっている。ノアを連れた倉庫への物資調達の際、エイデンを見捨てて逃げたが逃げ切れず、グレン達と回転ドアに閉じ込められる。パニックになり回転ドアから自分だけ脱出したことでノアが犠牲になり、ユージーンの車を奪おうとしたところグレンに殴られ気絶した。
アレクサンドリアに戻ると保身のためにグレン達を悪者にする嘘を話すが、ディアナには通じず謹慎処分にされる。リックが外に隠しておいた拳銃を盗み壁の外へ脱走し、追い掛けてきたグレンに発砲。森の中で殴り合いとなり、銃を奪われグレンに馬乗りで銃口を突きつけられると命乞いをし、グレンに引きずられながらアレクサンドリアへ戻る。
Season6
森での出来事を経て改心し、悔恨の念からの罪滅ぼしもあってグレンをはじめグループの仲間達の力になりたいと行動するようになる。グレンは最初は認めなかったが、ウォーカーに追い詰められたヒースを助けたことで見直した。
しかし、作戦中にアレクサンドリアが襲撃に遭ったことでウォーカーの群れに追われる事になり、彼とエイデンが仲間を置き去りにしたいわくつきの小さな町で脱出経路を作る為にグレンと2人だけで飼料倉庫へ向かうが、倉庫はすでに全焼している。四方をウォーカーに囲まれ、ダストコンテナの上に逃げるが万事休すと悟り、グレンに最期に「ありがとう」と感謝を告げて自ら頭を撃ち抜いて自殺した。だが皮肉なことに、彼の死体が寄りかかったせいでグレンが一緒にウォーカーの群れの中に落ちてしまう。

トビン（Tobin）（死亡）
演 - ジェイソン・ダグラス、日本語吹替 - 不明
アレクサンドリアに住んでいる男。建築現場の監督。ルールに従い、仲間を見捨てたこともあったが、アレクサンドリアや仲間を思った行動をとることが多い。
Season5
建築現場の指揮を執っている。壁の拡大をする工事の監督をしていたが、ウォーカーに襲われた際に仲間のフランシーンを見捨てて安全な場所に逃げる。エイブラハムにそれを責められた際、そういうルールだと釈明するもフランシーに殴られる。町に戻ったあと、エイブラハムに現場監督の座を譲る。
Season6
ウルブズ襲撃により崩れてた監視塔の付近にいたため、倒れて出血するが、教会に避難しウォーカーの殲滅に協力する。事件後、キャロルと少しずつ良い雰囲気になっていく。しかしキャロルは大事な人が出来れば、その人の為に人殺しをしなければならなくなる事を内心苦しんでいた。
Season7
ゲイブリエルが失踪した事をリックに伝える。
Season8
ヒルトップにサイモン達が襲撃しに来た際に、ウォーカーの血が塗られた武器で攻撃され、ウォーカーに転化してしまい、仲間を襲ってしまう。キャロルの手によって始末される。
ヒース（Heath）（生存）
演 - コーリー・ホーキンズ、日本語吹替 - 不明
アレクサンドリアの住人で、物資調達係。眼鏡にドレッドヘアの黒人青年。争いに不慣れなアレクサンドリアの住人の中では最も戦闘に長けており、作戦にも自主的に参加している。
Season6
物資調達係（スコット、アニー）3人組のリーダー格の青年。リック達が来る以前から数週間、物資調達に出る。リックが危険な場合はミショーン達だけでも生き残れと話していたことを耳にし、ミショーンに仲間を見捨てさせないと断言するも、直後にウォーカーの群れに追われ次々と仲間を見捨てざるをえなくなる。また、ウォーカー退治には慣れていたがグレンと同じく人を殺した事がなかった為、救世主のアジト襲撃時も攻撃を躊躇ってしまう。アジト襲撃後、タラと共に2週間の食料調達の旅に出る。
Season7
タラと調達の際、ウォーカーの大群に襲われてしまい車でその場から逃げる。だがアレクサンドリアには戻っておらず、その後は行方不明。タイヤの痕跡には「PPP」と書かれた紙だけが置かれていた。
スコット（生存）
演 - ケンリック・グリーン、日本語吹替 - 不明
アレクサンドリアの住人で、物資調達係。スキンヘッドの長身の黒人。
Season6
グレンとミショーンのグループに加わり、群れの対処に協力する。森の中でパニックになったスタージェスの誤射により足を負傷し、感染症にかかるも、デニースの治療により、回復する。
Season7
アレクサンドリアに残っていることが多い。オーシャンサイドへ武器調達に行く際には同行している。
Season8
転化したエリックを追おうとするアーロンをとめる。救世主によってアレクサンドリアが攻撃された際、他の住人と共に下水道に避難している。救世主との最終決戦にも参加し、勝利を見届けている。
Season9
救世主のメンバーの子供であったマーカスを養子にしている。放浪していたジョスリンをアレクサンドリアへ連れてくる。
Season10
ヒルトップの倒木の際にミショーンらと共に駆けつけ、処理に協力し、その後はオーシャンサイドへ向かう。病院での戦いでは、ジュディスとレイチェルと共に最後に脱出する。
Season11
嵐の中のアレクサンドリアで戦う。
グレイシー（Gracie）（生存）
演 - Anabelle Holloway(少女時代)、日本語吹替 - 不明
元救世主の娘で、アレクサンドリアに移る。
Season8
実父はリックと揉み合いの末に殺害される。
Season9, Season10
アーロンの養女となり、アレクサンドリアで暮らす。
Season11
ジュディスとともに地下室に閉じ込められるが、アーロンに助けられる。

### ヒルトップ
ジーザス（Jesus）（死亡）
演 - トム・ペイン、日本語吹替 - 岩城泰司
ヒルトップの住人の一人。本名は「ポール・ロビア」（Season9 第15話）。グレゴリーからは「ポール」と呼ばれている。髪も髭も伸びているが、端正に手入れされており、清潔感を保っている。調達役などをしている。好戦的な性格ではないが体術にも長けており、棒術を操るモーガンに対し素手で互角に渡り合えるほどである。
Season6
リックとダリルが飼料や缶詰を乗せたトラックを手に入れた後、背後から突然抱き着いてキーを奪い、爆竹で注意を引きつけてトラックを奪う。こうした知略の一方、一人でリック達二人を相手にするなどかなり戦闘力も高い。緩くとはいえ手足を縛られた状態から瞬時に抜け出しトラックの上に悟られずに登り、拘束され監禁された状態からあっさりと抜け出すなど俊敏さや器用さにも長ける。
最初はリック達を無法者達ではないかと疑っていたが、気絶した自分を置き去りにしなかったリック達の事を信用し、取り引きを持ちかける。
Season7
ヒルトップに来たマギーとサシャを受け入れるようグレゴリーを説得する。グレゴリーの命で、救世主のトラックに隠れて基地の場所を突き止めようとし、カールもまた乗っていることを知る。基地に潜入してダリルを救い出しヒルトップに連れて行く。リックらを「王国」のエゼキエル王に紹介する。
Season8
マギーに従い、救世主の基地「聖域」の包囲戦に加わる。捕虜の処刑を主張するモーガンと争った末、タラとともに捕虜をヒルトップに連れ帰る。マギーと同行中に脱出した「救世主」に襲撃され、武装解除されたのち、ヒルトップに戻る。「救世主」の攻撃を撃退する。捕虜とニーガンを生かすリックに対し、マギーやダリルと共に疑念を抱える。
Season9
6年後、マギーの不在をうけてヒルトップのリーダーになっている。ユージーンを捜しに外へ出るが、墓地で〈囁く者〉の一人に胸を刺され殺されてしまう。ヒルトップに埋葬される。
グレゴリー（Gregory）（死亡）
演 - ザンダー・バークレー、日本語吹替 - 仲野裕
ヒルトップのリーダー。高圧的な性格の自信家。
Season6
ジーザスの案内でリック達と取引について話し合うが、交渉役のマギーに対し上から高圧的に交渉を進めようとして決裂。直後、救世主と取引をして帰ってきたネイサンに刺される。
幸い一命は取り留めるが、今度はマギーに「このままでは全てを奪われて死ぬ」と脅され、物資の半分を明け渡す代わりに救世主討伐の取引に応じる。なお救世主の一味の望みはグレゴリーの首だったので、よく似たウォーカーの首を彼の首に見せかけて持って行く。（鼻が似ていないという仲間の忠告に、リックは殴って鼻をへし折り「抵抗されたから」とごまかす）
Season7
救世主を倒せなかったことに怒り、ヒルトップに来たマギーとサシャを追い返そうとするが、二人がウォーカー撃退に活躍したのを見て受け入れる。住民たちの支持を集めたマギーをライバル視するようになる。救世主と戦うための同盟を求めたリックを拒否し、住民たちに非難される。
Season8
救世主の基地「聖域」がアレクサンドリア、王国、ヒルトップの3グループに包囲された時、ニーガンの傍らに立ってヒルトップの人々にニーガンに味方するよう呼びかけるが無視される。ウォーカーに囲まれ、助けに来たゲイブリエルを置いて逃げ出しヒルトップに戻る。マギーによって他の救世主の捕虜と共に鉄条網の中に閉じ込められる。「救世主」の攻撃の間に逃げ出す。「聖域」に来て、ドワイトからヒルトップ攻撃プランをニックに渡すよう託されて再びヒルトップに戻るが鉄条網の中に閉じ込められる。。
Season9
息子を亡くしたアールを扇動してマギーを襲わせるが失敗し、絞首刑に処される。
ハーラン・カーソン（Harlan Carson）（死亡）
演 - R.キース・ハリス日本語吹替 - 不明
ヒルトップの住人で、医者。元産婦人科医。
Season6
薬の調達のためヒルトップの外に出かけていたが、ウォーカーと遭遇して付近の家に避難していたところをグレンやダリル達に救出される。マギーの出産に協力的な姿勢を示し、お腹の中にいる子どものエコー写真をプレゼントする。
Season7
グレンの死などの悲劇を体験したマギーを診察し、出産までヒルトップに残るよう勧める。ニーガンによって、兄弟で医者のエメットが処刑されたため、代役として、「聖域」に連れていかれる。
Season8
病にかかったゲイブリエルが運ばれてきたため、彼の治療を行う。ユージーンの協力のもと、ゲイブリエルと共に逃げ出すが、「救世主」に見つかり、抵抗したため、殺される。
カル（Kal）（不明）
演 - ジェームズ・チェン、日本語吹替 - 不明
ヒルトップに誠実な兵士。監視役を務める。槍を武器にしている。
Season6
ジーザスが連れて来たリックたち一行に槍を向け、武器を渡すよう要求する。イーサンが殺された際も、リックに槍を向けている。
Season7
救世主の手引きにより、ヒルトップが危機に陥った際には、マギーの指示のもと、門を閉じる。
Season8
グレゴリーがサイモンの元へ向かう際、彼の話を聞き、彼を道中に置いていくことにし、マギーに全てを暴露した。これにより、後にグレゴリーは牢に入れられることとなる。救世主との戦いでは、主にヒルトップの防衛を務めている。
Season9
救世主との戦いを生き延び、人々の訓練教官や、今まで通りの監視を続けている。マギーと共に物資を運ぶ際に、転化したジャスティンを発見する。アルデンとルークの捜索に同行する。王国に向かった後、防衛のためヒルトップへ帰還する。
アール・サットン（Earl Sutton）（死亡）
演 - ジョン・フィン、日本語吹替 - 不明
ヒルトップの鍛冶屋。妻にタミー、息子にケンがいる。ケンがまだ２歳の頃にはアルコール依存症であったが、それ以降20年は禁酒を続けている。
Season9
ケンの死後、グレゴリーに唆されてマギーを襲う。許されるが監視がつく。
6年後、アルデンやヘンリーを見習いに受け入れる。〈囁く者〉に捨てられた赤ん坊のアダムをタミーと共に育てる。王国の会議に参加する。
Season10
アダムの叔母であるメアリーがアダムに会いたがるが、会わせない。ウォーカーの大群を率いてヒルトップを襲う〈囁く者〉と闘う。焼け落ちたヒルトップから子供たちを連れて逃げるが、噛まれてジュディスに始末される。
ゲイジ（Gage）（死亡）
演 - ジャクソン・ペイス、日本語吹替 - 不明
ヒルトップに住む青年。
Season9
ヒルトップにやってきたヘンリーを、ロドニーとアディと共に遊びに誘う。自分たちが捕らえた遊び用のウォーカーをヘンリーに始末されると、彼を置き去りにする。
Season10
ロドニーとアディが囁く者に殺されたため、彼らを恨んでおり、リディアをいじめる。評議会に虚偽の報告を行う。
Season11
マギーの物資調達のメンバーに加わる。途中で行方不明になるも、マギーたちが閉じ込められている車両にたどり着いた。しかし、自身が入ってきドアを閉め忘れたため、大量のウォーカーの侵入を許してしまう。マギーによってリスクの方が大きいと判断され、最期は自らの心臓をナイフで刺し、そのままウォーカーに喰われ、自身もそのウォーカーの一人となった。

### 救世主
ニーガン（Negan）（生存）
演 - ジェフリー・ディーン・モーガン、日本語吹替 - 大塚明夫
救世主のリーダー。ファミリーネームはスミス。周囲の共同体を恐怖で支配するが、残酷な見せしめ処刑以外には人を殺さず、カールやジュディスなど子供とは親しい関係を結ぶ。有刺鉄線が巻かれたバット「ルシール」を愛用する。救世主が敗れたのちに数年間牢に入れられるが、囁く者を倒した功で解放される。
元々は体育教師だったが、暴力事件が原因で解雇されている。
ルシールとはアウトブレイク後に亡くなった妻の名前。
Season6
彼の名前だけは部下の口から語られ、数多くの略奪者達が彼の支配下にいる。彼の取引はシンプルで「持っている物の半分を寄越すか、死ぬか」、部下もこれに従っている。
リック達を捕えると楽しそうに誰を殺すのか選び、最終的に数え歌（どれにしようかな）で選んだリックの仲間を有刺鉄線を巻いたバットのルシールで殴り殺す。
Season7
仲間たちの前でエイブラハムとグレンを殴り殺し、ダリルを基地に連れ去るドワイトと共にダリルを拷問し、屈服させようとして果たせない。逃げようとしたドワイトの顔を焼き、その妻のシェリーを自分の妻のグループに加えたことが分かる。
基地で自分を殺そうとしたカールを捕え、アレクサンドリアに連れていく。リックの代わりにリーダーになりたがったスペンサーを、リックを殺すガッツのない臆病者と罵しって殺す。ロジータが撃った弾丸がそれてルシールに当たる。弾丸を作った人間を呼び出し、誰も名乗り出ないためにオリビアを殺す。名乗り出たユージーンを基地「聖域」に連れ帰る。
基地に忍び込んだサシャを仲間にしようとして果たせず、棺に入れてアレクサンドリアに連れていく。中で毒を飲み転化していたサシャに襲われるが逃げのびる。裏切った「清掃人」とともにアレクサンドリアと戦うが、ヒルトップおよび王国の援軍が来たために後退する。
Season8
アレクサンドリア、王国、ヒルトップのグループに「聖域」を攻撃され、ウォーカーに包囲される。ゲイブリエルと共にトレーラーに閉じ込められるが、協力して脱出して部下の元に戻る。ダリルによって「聖域」の壁が壊されたことを利用して脱出し、アレクサンドリアを襲撃する。リックに協力した「清掃人」の一人だけを殺すことを命令してサイモンを送り出す。ウォーカーの体液を塗った武器を持ち、「救世主」を率いてヒルトップに向かうが、リックに襲われてはぐれる。リックとウォーカーから辛くも逃げ出すが、ジェイディスに捕えられる。縛り上げられてゴミ山に連れられ、仲間をサイモンに皆殺しにされたジェイディスに復讐されようとするが、解放されて「聖域」に戻る。ヒルトップを狙撃者で包囲する偽の計画を作り、ドワイトがグレゴリーを逃がしてリックに渡すよう仕向ける。ドワイトの裏切りを知っていることを明らかにし、計画は罠であるとわかる。ミショーンにトランシーバーで、和解を求めるカールの手紙を読み上げられるが拒否する。ヒルトップ側の軍勢を罠にかけるが、ユージーンの作った弾丸が暴発して敗れ、自らは手に怪我をする。逃げてリックに首を切られて倒れる。命を取り留めるが、生涯牢の中で見せしめにされるとリックに宣告される。
Season9
アレクサンドリアで檻の中に閉じ込められ、髭は伸びきっている。リックに現況を聞かされる。自分を殺しに来たマギーと会い、殺してくれと請うが、生き延びさせられる。
6年後、いまだに囚人であり、リックの娘ジュディスと親しくなっている。ゲイブリエルの不注意に乗じて脱走するが、無人となったサンクチュアリを見た後、自らアレクサンドリアへと戻る。ミショーンに共同体への考えを改めるよう説明する。冬の嵐の中、牢屋を出される。犬を捜しに出て低体温症になったジュディスを助けて、ミショーンに感謝される。
Season10
昼間は牢の外での作業を許されている。ウォーカーとの戦いでアーロンを救い、一定の信頼を得るが、リディアを人々の暴力から救おうとしたはずみでマーゴを殺してしまう。やがて、人々が自分を殺そうとすることを知り、夜に牢から逃げ出す。その後、自分を崇拝する元救世主のブランドンと合流し、暫く行動を共にする。道中、ウォーカーに襲われている親子を助け親しくなる。嬉々として親子を殺したブランドンを石で殴り殺し何処かへ去る。その後、森の中で囁く者たちと遭遇しアルファに忠誠を誓って仲間に入る。ガンマへの疑惑を示した褒美としてアルファとセックスをする。アルファとともにウォーカーの大群を率いる〈囁く者〉としてヒルトップを襲う。リディアを捕えたと嘘をついてアルファをおびき出し殺す。自分を脱獄させたキャロルに頭を渡す。アルファを殺したことで〈囁く者〉の数名に次のアルファと仰がれるが、殺して囚われのダリルを救う。ベータ率いるウォーカーの大群を避けてアレクサンドリアを逃げ出す仲間に加わり、リディアを慰める。病院に隠れ包囲されるも、大群の中に紛れ込み、ダリルとともにベータを殺す。その後はアレクサンドリアの住民の一員として自由を得る。戻ってきたマギーに激しく憎まれたため、一時は追放されるも戻る。
Season11
アレキサンドリアで食料が不足したため、確執の深いマギーに率いられてワシントンに調達に行く。マギーとともにリーパーと戦う。マギーに決して許してもらえないことを悟り、グループを離れる。高層アパートの共同体に参加し、アニーを妻とし妊娠させる。コモンウェルスは共同体がキャラバンを襲い武器を盗んだと考えて全滅させに来るが、マギーらの援軍を得て戦う。コモンウェルスに潜入し、マギーと二人で知事の息子セバスチャンを捕らえて取引をし、休戦に持ち込む。セバスチャンの死後に知事の命で捕らえられて第22基地と改名されたアレキサンドリアへ送られ線路施設の労働をさせられ、アニーに再会する。アニーを救うために犠牲になろうとし他の捕虜たちと感銘を受けた兵士たちそしてダリルらに救われる。列車で仲間たちとコモンウェルスに向かい、蜂起に加わる。マギーとともに知事ミルトンを殺そうとするが断念する。マギーに謝罪し、許されはしないが後悔していることは認められる。

ウォーキング・デッド: デッド・シティ
こちらを参照。

サイモン（Simon）（死亡）
演 - スティーブン・オッグ、日本語吹替 - 不明
救世主のメンバーでニーガンの右腕となっている長身の男。
Season6
救世主のメンバーを率いてリック達の進路を執拗に妨害し、追い詰めたところをニーガンに引き渡す。
Season7
主にヒルトップへ物資を受け取りに行く。グレゴリーに「何かあったら来い」とサンクチュアリーの地図を与える。
Season8
リックに協力した「清掃人」を罰するため、一人だけを殺せとニーガンに命令されるが、ジェイディス以外を全員殺す。ニーガンに率いられてヒルトップに向かう途中、リックにニーガンが襲われて行方不明となり、ニーガンは死んだと宣言して、ウォーカーの体液を塗った武器を使って攻撃するも撃退される。「聖域」に戻り、生きていたニーガンを倒すために仲間を集めるが、ドワイトに裏切られて露見する。一対一でニーガンと格闘して殺され、ウォーカーとなりフェンスに繋がれる。
ウォーキング・デッド: デッド・シティ
こちらを参照。

ドワイト（Dwight）（生存）
演 - オースティン・アメリオ、日本語吹替 - 祐仙勇
救世主のメンバー。グループから逃げて連れ戻され厳罰を得た過去があり、グループを裏切って内通する。
Season6
ダリルが森で出会った3人組の一人。当初はドワイトはDと名乗る。「パティ」という仲間を探しており、森のウォーカーを一掃する為にガソリンを撒いて火をつける。追手から逃げる際にダリルに助けられるが、拳銃でダリルを脅してボウガンとバイクを奪って逃走する。その後程なくして捕まったのか、乗っていったバイクは他の救世主の仲間が逃走に使う。
後に線路上で、奪ったダリルのボウガンでデニースを背後から撃ち殺して姿を現す。以前の話から町へ案内しろと脅すが、隙を突いたユージーンがドワイトの股間に噛みついた為、隠れていたエイブラハムを加えた一斉反撃に遭って逃走する。
Season7
救世主から逃げた罰としてニーガンに顔を焼かれたことが分かる。かつて自分の妻だったシェリーが今はニーガンの妻とされたため、密かにニーガンを憎むが、恐怖のあまり行動に表すことができない。ニーガンと共にダリルを拷問するが屈服させられない。ニーガンと戦いたいとロジータに告白し、ともにアレクサンドラに来るが、疑いの目を向けられる。
Season8
「聖域」に戻り、包囲攻撃される前にダリルと連絡を取り合って内通し、リックらの攻撃を助ける。「救世主」が「聖域」を脱出した後、罠にかけて数名を殺す。アレキサンドリア住民と共にヒルトップに向かう途中、「救世主」の追手を誘導し、アレキサンドリア住民を救う。ふたたび「聖域」に戻る。ヒルトップを襲う「救世主」の一団に加わる。サイモンがタラを狙うのを見て、矢をタラに射て軽傷を負わせるが、タラは転化しない。ニーガンのヒルトップを包囲して狙撃する計画のコピーをとって、グレゴリーに託しニックに届けさせる。ニーガンを倒そうとのサイモンの誘いを裏切ってニーガンに知らせる。だが、アレキサンドリア側について「救世主」を殺したことが露見し、計画は罠であることが分かり、囚われとなる。ヒルトップとの最後の戦いに連れて行かれるが生き延び、妻を探しに旅立つ。
フィアー・ザ・ウォーキング・デッド
こちらを参照。
シェリー（Sherry）（生存）
演 - クリスティーン・エヴァンジェリスタ、日本語吹替 - 石井未紗
救世主のメンバー。ドワイトの元妻。
Season6
ダリルが森で出会った3人組の一人。姉妹のティナのためにインシュリンを盗み、ティナと夫のドワイトと共に救世主から逃げている。助けようとしたダリルからバイクとボウガンを盗んで逃げる。
Season7
逃げた罰として夫のドワイトは顔を焼かれ、自分は夫の命を救うためにニーガンの妻にされる。捕えられたダリルに盗みを謝罪し、ダリルを逃がし、自分も逃げる。
Season8
本編には登場しないが、最終話にて、ドワイトに宛てた手紙が発見される。
フィアー・ザ・ウォーキング・デッド
こちらを参照。
アルデン（Alden）（死亡）
演 - カラン・マッコーリフ、日本語吹替 - 福西勝也
救世主のメンバー。人質としてヒルトップに行き一員となる。歌が得意。
Season8
基地を襲われ、人質としてヒルトップに連れていかれる。最初はマギーと打ち解けようとするもうまくいかないが、次第に手伝いをする。ヒルトップが救世主に囲まれた時、タラと共に戦う事を決意する。
Season9
リック達と共にワシントンD.C.へ調達に行く。リックに救世主が誰もサンクチュアリーに戻っていない事を告げる。
6年後、イーニッドと恋人関係になっている。ルークとともに〈囁く者〉に捕らわれ、リディアと交換されて戻る。
Season10
ガンマをアダムに近づけさせようとしない。ヒルトップで〈囁く者〉の率いるウォーカーの大群と闘う。敗れた後、ケリー、ガンマ、アダムとともに合流場所へ移動し、徐々にガンマとの関係も良化させている。ベータに殺され転化したガンマの頭を射抜く。アレクサンドリアを襲ったベータ率いるウォーカーの大群を尾行するが、見破られて〈囁く者〉と格闘し、大鎌の男に助けられてその後仲間と合流する。
Season11
アレキサンドリアで食料が不足したため、マギーに率いられてワシントンに調達に行く。リーパーに襲われて重傷を負い、自分を置いていくようマギーに頼む。後にマギーが転化した姿を見つける。
ギャビン（Gavin）（死亡）
演 - ジェイソン・ワーナー・スミス、日本語吹替 - 不明
救世主の幹部の一人。他の救世主の幹部やメンバーより凶暴性や残虐性はない。
Season7
王国の供給を取り仕切るリーダーとして現れる。供給の量が不足していた際には、自身の部下であるジャレッドが、リチャードではなくベンジャミンを撃ったため、彼を叱り、ベンジャミンの死を知ると、彼を歩いて帰らせた。
Season8
王国へ襲撃した際、エゼキエルを捕らえる。エゼキエルやベンジャミンについての話をし、エゼキエルに仲間になるよう誘われるも、断る。モーガンとキャロルによって捕えられる。ヘンリーに後ろから首を刺されて死亡する。モーガンの幻覚として現れる。
アラット（Arat） （死亡）
演 - エリザベス・ラッドロー、日本語吹替 - 不明
救世主のメンバー。ニーガンにも信頼されている。
Season7
ニーガンとともにアレクサンドリアに同行し、彼の命令でオリビアを殺す。
Season8
サンクチュアリーで住民が不満を持っている事をサイモンに伝える。
Season9
髪を短髪にしている。リックたちとも協力体制にあり、一部の救世主のメンバーがダリルに攻撃的な態度をとった際には、彼らを落ち着かせた。ロジータと共に爆弾を爆破させる。実は過去にサイモンの命令でオーシャンサイドの男たちを殺しており、オーシャンサイドの住民たちに捕えられる。命乞いをするも、弟を殺されたシンディの恨みは大きく、彼女によって槍で頭を刺されて死亡する。
ローラ（Laura）（死亡）
演 - リンゼイ・レジスター、日本語吹替 - 不明
救世主のメンバー。ニーガンがグループを創立する前からの仲間。現在では「ルシール」と呼ばれるバットをニーガンに渡した。
Season7
アレクサンドリアの供給の際にスペンサーを口説く。「聖域」へやって来たユージーンの部屋を準備する。
Season8
アレクサンドリアを攻撃する。ドワイトの裏切りに遭い、部隊の仲間を全員失い、行方不明になるが、「聖域」に帰る途中のニーガンに出会い、ドワイトについての報告をする。
Season9
伐採場に現れたウォーカーの大群を倒す。救世主のキャンプの代表格の一人であり、ジェッドらが反抗した際には、仲介している。
6年後、アレクサンドリアの住民となっており、信頼関係も築けている。委員のメンバーとしても活動する。
Season10
アレクサンドリアに残り防衛を務めるが、ガンマを取り戻しにきたベータと遭遇する。助けを呼ぶためにガンマを逃すも、格闘の末、殺される。ニーガンのフラッシュバックでは、彼らの出会いも描かれる。
レジーナ（Regina）（死亡）
演 - トレイシー・ディンウィディー、日本語吹替 - 不明
救世主の幹部。
Season8
ユージーンによく反抗する。サンクチュアリーの住民に銃を発砲する。裏切ったユージーンに攻撃しようとするも、ロジータに撃たれる。
Season9
松葉杖を使っている場面も見られる。
6年後、ジェッドの率いるグループの一員となっており、キャロルとヘンリーを襲って物資を奪うも、報復としてキャロルに仲間と共に焼き殺される。
D.J.（死亡）
演 - マット・マンガム、日本語吹替 - 不明
救世主のメンバーの一人で、幹部に近い地位についている。フルネームは不明。
Season8
全面戦争に参加している。行方不明だったニーガンを出迎える。暴れるサイモンを抑える。
Season9
橋を直す手伝いをしている。リックに反抗するジェッドに協力して、リックとキャロルを襲う。
6年後、ジェッドのグループには入っておらず、アレクサンドリアの住人となっており、ミショーンら住民からも信頼を得ている。監視役や警備などにあたり、マグナのグループの移動などにも付き添う。王国の会議の際には、オジーとアレクと共に、王国周辺の警備にあたる。アルファによって連れ去られた仲間たちを発見し、助け出すために襲撃し、奮闘するも敗北し、首を切られ、晒される。その場面は後にセディクのフラッシュバックに現れる。

### 王国
エゼキエル（Ezekiel）（生存）
演 - カリー・ペイトン、日本語吹替 - 宮内敦士
「王国」の王（リーダー）。白髪の混じったドレッドヘアに、威風堂々たる佇まいで、住民から慕われている。アウトブレイク以前は動物園の飼育係であった。
Season7
常に虎のシヴァと行動を共にし、「王国」と呼ぶ共同体を指導する。密かに、ウォーカーを餌にして育てた豚を「救世主」に貢納する。常にシェークスピア劇の口調で話す。
モーガンとキャロルを受け入れる。出て行きたがるキャロルを説得し、外れにある家に住まわせる。
ジーザスに引き合わされたリックに、「救世主」に対抗する同盟を持ち掛けられるが、臣民の命を守るために断る。だが右腕のリチャードが王国を立ち上がらせるために貢納を意識的に減らしたことで部下のベンジャミンが殺され、それを知ったモーガンがリチャードを殺す。エゼキエルは「救世主」と戦うことを決意し、キャロル、モーガン、シヴァや臣民と共にアレクサンドリアに向かい、戦闘に参加する。
Season8
王国の民を率いて、キャロルと共に「救世主」の基地を攻撃するが、重火器によりほとんどの民を殺される。ウォーカーにシヴァを殺され、ジェリー、キャロルと共に王国に戻る。自信を喪失して閉じこもる。「救世主」が王国を襲撃した時は、臣民を脱出させて自分は王国に残り、「救世主」に捕えられる。モーガンとキャロルに救出され、ヒルトップで「救世主」を撃退する。
Season9
キャロルと恋愛関係になっている。
6年後、王国でキャロルと暮らし、ヘンリーを育てる。共同体間で憲章を制定する会議を催し、ハイウェイマンと呼ばれる集団と取引をして通行の安全を確保する。会議では憲章を制定するが、〈囁く者〉にタラやヘンリーを殺される。冬の嵐の中、王国は崩壊し、人々を率いてヒルトップへ移る。ヘンリーの死で溝の生じたキャロルと別れる。
Season10
王国とキャロルを失ったことに苦しむ。甲状腺癌を発する。〈囁く者〉が襲撃する前のヒルトップで再びキャロルと結びつく。ヒルトップで〈囁く者〉の率いるウォーカーの大群と闘う。ステファニーと会いに行くユージーンにユミコとともに同行し、指定された車両基地に到着するが白い甲冑の人間達に拉致監禁されるまれてしまう。
Season11
コモンウェルスに捕らえられて市民権の審査を受ける。キャロルの助力で順番を早められて手術を受ける。貧しい友人の虫垂炎手術をトミに頼む。コモンウェルスがアレキサンドリアを解放した後も、コモンウェルスにとどまることを選ぶ。セバスチャンの死後に知事の命で捕らえられて第22基地と改名されたアレキサンドリアへ送られ線路施設の労働をさせられる。救出され仲間とともにコモンウェルスに戻って蜂起する。戦いを生き延び、1年後には知事となる。
ジェリー（Jerry）（生存）
演 - クーパー・アンドリュース、日本語吹替 - 不明
エゼキエル王の忠実な護衛。人間の上半身を斧で真っ二つにしてしまう程の怪力を持つ。
Season7
温厚でいつも笑顔。斧を主に武器としている。
Season8
救世主の基地を攻撃して王国の民のほとんどが殺された時、キャロルと共にエゼキエル王を守って連れ帰る。エゼキエル王と共に、ヒルトップで「救世主」を撃退する。
Season9
ナビラとの間に子供ができる。ハイウェイマンとの交流のきっかけになる。
Season10
ダリルらと共にウォーカー集結場所を調査しに行き、洞窟でウォーカーに囲まれるも脱出する。ヒルトップで〈囁く者〉の率いるウォーカーの大群と闘う。アレクサンドリアの住民とともに、病院での包囲を生き延びる。
Season11
補給のため壊滅したヒルトップに行く。ナビラとともにコモンウェルスに迎えられる。アーロン、リディア、イライジャとともにオーシャンサイドに向かう途中、足を怪我する。知能の高いウォーカーを目撃する。ウォーカーに咬まれたリディアの腕を切断する。コモンウェルスでの蜂起を生き延びる。
ヘンリー（死亡）
演 - マックセン・リンツ／マット・リンツ、日本語吹替 - 不明／岡野友佑
王国の住民。ベンジャミンの弟。
Season7
モーガンから棒術を教わる。
Season8
救世主のギャビンを殺す。ヒルトップの捕虜を外に出してしまう。
Season9
王国でエゼキエル、キャロルに育てられる。
6年後、王国の補修のため、ヒルトップに来てアールに鍛冶を教わる。騒ぎを起こして牢に入れられ、隣の牢に入ったリディアと親しくなる。アルファに引き渡されたリディアを捜しにヒルトップを去って〈囁く者〉に捕らえられるが、ダリルとコニーによってリディアと共に救出される。アレクサンドリアを経由して王国に来るが、潜んでいたアルファに捕まって殺されその頭は晒される。
Season10
キャロルの幻覚として現れる。

### オーシャンサイド
ナターニャ（Natania）（死亡）
演 - デボラ・メイ、日本語吹替 - 不明
女性と子供だけからなるオーシャンサイドのリーダー。シンディの叔母。
Season7
迷い込んできたタラを歓迎する。リックたちが交渉に来たが、銃は与えるが民は出さないと伝える。
Season8
アーロンを襲おうとするが、イーニッドに撃たれ死亡してしまう。
シンディ（Cindl）（生存）
演 - シドニー・パーク、日本語吹替 - 不明
オーシャンサイド共同体のメンバー。
Season7
迷い込んできたタラを庇い歓迎する。殺されそうになっていたが助ける。交渉の際も戦う気は見せたが参戦しないとタラに告げる。
Season8
ナターニャを殺されアーロンとイーニッドを捕えるが解放する。ナターニャの死後、オーシャンサイドのリーダー的存在となる。残ったアーロンに諭されヒルトップに救援に行き、救世主に火炎瓶を投げつける。
Season9
他の共同体とも良好な関係を築けている。リック達とワシントンD.C.へ物資調達へ行く。復讐のために、仲間とともに、自分たちのグループの男達を殺したサイモンの仲間を秘密裏に殺している。弟を殺したアラットを殺す。
Season10
オーシャンサイドでの訓練に参加する。
Season11
船で物資調達に出ている。
レイチェル・ウォード（Rachel Ward）（生存）
演 - ミミ・カークランド、日本語吹替 - 不明
オーシャンサイドに住む少女。
Season7
タラを殺そうとするがシンディに止められる。
Season8
ヒルトップを囲う救世主に火炎瓶を投げて応戦する。
Season9
アラットの殺害に賛成している。
6年後、成長してオーシャンサイドの代表となっており、王国の会議に参加する。
Season10
オーシャンサイドでの訓練に参加する。衛星落下による火事の消火に向かう。侵入して来たバージルの処刑を望む。病院での戦いでは、弓兵の主力として活躍する。
Season11
オーシャンサイドでホーンズビーと交渉をする。他の共同体と同様にコモンウェルス軍に占拠され、拘束される。
ベアトリス（Beatrice）（死亡）
演 - ブリアナ・エンスカス、日本語吹替 - 木村涼香
オーシャンサイドの住民。
Season7
オーシャンサイドを出るタラを殺そうとするが失敗する。
Season8
救世主との戦いに前向きな姿勢を見せ、ヒルトップを囲う救世主に火炎瓶を投げて応戦する。
Season9
伐採場を襲ってきたウォーカーの大群を倒す。
Season10
ダリルやキャロルなどアレクサンドリア住民とともにウォーカーの大群に包囲された病院からウォーカーの腐肉を纏い脱出しようとして群れに紛れていたウィスパーズの一人に相討ちで刺され出血し周囲のウォーカーに気付かれ喰い殺される。持っていた機材はリディアが回収する。
キャシー（Kathy）（死亡）
演 - ニコール・バレ、日本語吹替 - 不明
オーシャンサイドの住民。
Season7
オーシャンサイドを出るタラを殺そうとするが失敗する。
Season8
ヒルトップを囲う救世主に火炎瓶を投げて応戦する。
Season9
伐採場に現れたウォーカーの大群を倒す。ジェッドら元救世主メンバーとの揉め事の際に撃たれて死亡する。ウォーカーに転化し、リックに処理される。

### 清掃人
ジェイディス/アン（Jadis、Anne）（生存）
演 - ポリアナ・マッキントッシュ、日本語吹替 - 夏川朋子
「清掃人(スカベンジャー)」の指導者である長身の女性。よく絵画や彫刻などを創作している。狡猾に他のグループと交渉し裏切る。
Season7
冷酷で狡猾なリーダー。
ゲイブリエルを誘拐し、捜索するリックらをゴミ処理場に誘い込んで包囲する。救世主との戦いに参加することを求めたリックに、大量の銃を渡すことを条件として要求する。
戦いの日、アレクサンドリアと同盟して「救世主」と戦うふりをするが、ニーガンの側に寝返りリックに銃を突きつける。だが転化したサシャが「救世主」を混乱させ、王国とヒルトップの援軍がアレクサンドリアに加わったため、「救世主」と共に撤退する。
Season8
リックらの連合軍と「救世主」の戦いが膠着し、リックが再び同盟を求めてやってくると監禁する。リックとウォーカーを戦わせた末、リックに脅迫されて説得を受け入れ同盟を結ぶ。だが「聖域」に来て「救世主」が脱出したのを見て再びリックを見捨てる。裏切りに怒った「救世主」のサイモンらに仲間を全員殺される。ウォーカーと化した仲間を罠にかけ機械でひき肉にする。リックに襲われて逃げたニーガンを捕える。仲間の復讐のため、ゴミ山でニーガンを縛り上げるが、結局は解放する。
Season9
アンと呼ばれるようになり、ゲイブリエルと恋愛関係になっている。ヘリコプターに乗る人々と密かに取引をする。川の近くで倒れているリックと共にヘリコプターに乗り込み何処かへ向かう。
ウォーキング・デッド: ワールド・ビヨンド
こちらを参照。
ウォーキング・デッド: ザ・ワンズ・フー・リブ
こちらを参照。

### 放浪者（ワシントンD.C.周辺）
セディク（Siddiq）（死亡）
演 - アビ・ナッシュ、日本語吹替 - 福西勝也
一人で彷徨っていたインド系の男。元医療研修医。カールに助けられる。
Season8
一人で彷徨っていた所をカールに助けられる。カールの死後、ヒルトップで医療研修医として活躍する。
Season9
橋補修のためのキャンプで医療士として活躍し、イーニッドに医療を教える。
6年後、アレクサンドリアで医師として活躍している。ロジータと関係を結んだ時期があり、子供が出来てしまう。王国の会議に参加するが帰り道に〈囁く者〉に捕らえられ、他は殺されるものの生かされて体験を語る。
Season10
ロジータと共に子供のココを育てる。〈囁く者〉に囚われた記憶に苦しむ。ヒルトップでエゼキエルの甲状腺癌を知る。アレクサンドリアに戻り、ロジータら住民が病気になっていることを知り、助手として残していたダンテを責める。ダンテが〈囁く者〉の一人であり、水を汚染していたことに気付くが、絞殺される。

### マグナのグループ
マグナ（Magna）（生存）
演 - ナディア・ヒルカー、日本語吹替 - 木村涼香
小さなグループのリーダー的存在。元ウェイトレスで、従妹を襲った男を殺した元囚人。ユミコの恋人。自身の考えを堂々と言葉や行動に移すことが多い気の強い女性。
Season9
襲われていた所をジュディスに助けられる。当初はアレクサンドリアの人々を信用せず、ナイフを隠し持つ。ミショーンに連れられヒルトップに来て、グループごと受け入れられる。ダリルの一行に加わりユージーンを救い出す。行方不明になったルークを探しに出るが果たせず、ヒルトップに戻る。グループ全体で王国の会議に参加する。王国が崩壊したため、グループ全体でヒルトップに移る。
Season10
コニー、ケリーらとともに密かにヒルトップから物資を盗んで隠す。ダリルらと共にウォーカーの集結場所を調査に出かけ、ウォーカーに囲まれ洞窟に閉じ込められる。抜け出してウォーカーに紛れ、ユミコに再会する。仲間とともに病院で包囲されるが、馬車でウォーカーを誘導して生き延びる。
Season11
コニーとバージルを救出する。コモンウェルスに迎えられてウェイトレスとなる。コモンウェルスに対する蜂起の中で死んだルークの脳を破壊する。蜂起の戦いを生き延びる。
ユミコ・オクムラ（Yumiko Okumuar）（生存）
演 - エレナー・マツウラ、日本語吹替 - 三重野帆貴
グループのメンバー。弓の達人。マグナの恋人。元弁護士。
Season9
マグナとともにダリルの一行に加わりユージーンを救い出す。王国での会議に参加し、ヒルトップ防衛のためにダリルのグループに加わるも〈囁く者〉に捕らえられ、解放された帰り道にはタラ、イーニッドらの晒された頭を目撃する。
Season10
ヒルトップでの義務を誠実に果たし、物資を盗んでいたマグナとの溝が広がる。ヒルトップで〈囁く者〉の率いるウォーカーの大群と闘う。ユージーンがステファニーと会う車両基地に、エゼキエルとともに同行するが、指定された場所に到着すると白い甲冑の人間達に拉致監禁されてしまう。
Season11
コモンウェルスに捕らえられて市民権の審査を受ける。一員となっていた兄トミに再会する。知事にユージーンの裁判で検事になるよう強制されるも、弁護側に回ると記者会見で発表する。ユージーンがマーサーに解放されたのち、コモンウェルスでの蜂起を生き延びる。
コニー（Connie）（生存）
演 - ローレン・リドロフ、日本語吹替 - 不明
グループのメンバー。聾者。ケリーの姉。元ジャーナリスト。武器にスリングショットを使う。
Season9
ウォーカーに襲われそうになっていた〈囁く者〉の赤ん坊を助ける。ダリルと共にヘンリーを捜しに行き、ヘンリーとリディアを助け出す。高層ビルでベータ達を倒し、アレクサンドリアへと向かう。
Season10
ダリルと親しくなる。マグナ、ケリーとともにヒルトップから物資を盗んで秘匿する。洞窟に閉じ込められるが、無事に外へ脱出しバージルと遭遇する。
Season11
バージルとともに獣のごとき狂人たちのいる家に閉じ込められるも、ケリー、キャロル、ロジータ、マグナに救出される。ダリルに再会する。コモンウェルスに迎えられて記者となる。セバスチャンの死後に知事の命で捕らえられて列車で護送されるがダリルらに救出される。コモンウェルスでの蜂起を生き延びる。
ケリー（Kelly）（生存）
演 - エンジェル・セオリー、日本語吹替 - 石川藍
グループのメンバー。コニーの妹。コニーと同じくスリングショットを使う。コニーの通訳となる。感染拡大前はまだ高校生だった。
Season9
他のグループのメンバーとヒルトップへ入る。
Season10
マグナ、コニーとともにヒルトップから物資を盗んで秘匿する。聴覚障害が出始める。ヒルトップで〈囁く者〉の率いるウォーカーの大群と闘う。病院での包囲を生き延びる。マギー、ダリルらとともに、マギーの仲間を殺した収穫者（リーパー）を追ったのち、アレキサンドリアに戻る。
Season11
〈囁く者〉の生き残りの情報でコニーとバージルを救出する。コモンウェルスに迎えられてコニーとともに記者となる。セバスチャンの死後に知事の命で捕らえられ第22基地と改名されたアレキサンドリアへ送られ線路施設の労働をさせられる。コモンウェルスでの蜂起を生き延びる。
ルーク（Luke）（死亡）
演 - ダン・フォグラー、日本語吹替 - 不明
グループのメンバー。元音楽教師。楽器のコレクションが趣味
Season9
アルデンと共に〈囁く者〉に捕らえられるがリディアと交換されヒルトップに戻る。これをきっかけにアルデンと親しくなり、共に演奏会を開く。
Season10
ミショーンと共にオーシャンサイドに向かう。途中の図書館でバージルに救われる。ヒルトップで〈囁く者〉の率いるウォーカーの大群と闘う。病院での包囲を生き延びる。オーシャンサイドのジュールズと恋愛関係になる。
Season11
コモンウェルスに征服されたオーシャンサイドからジュールズとともに脱出し、アーロンらの一行に出くわす。コモンウェルスへと向かう兵に率いられたウォーカーの大群に紛れて、壁内に侵入する。ウォーカーの群れから逃げる際に噛まれ、マグナに脳を破壊される。

### 〈囁く者〉(ウィスパラーズ)
リディア（Lydia）（生存）
演 - キャサディ・マクリンシー、日本語吹替 - 三重野帆貴
〈囁く者〉の一員。
Season9
ダリル達に捕まり、ヒルトップの牢に入れられて尋問される。母親アルファに肉体的精神的虐待を受けて育ったことがわかる。隣の牢にいたヘンリーと親しくなり、その手助けでいったんは脱走するも、フラッシュバックに襲われて牢に戻る。ルーク、アルデンと交換にアルファに引き渡されるが、ダリル達によりヘンリーとともに〈囁く者〉から救出され、アレクサンドリアを経由して王国へと向かう。王国に侵入したアルファを拒否するも、ヘンリーは殺される羽目となる。王国が崩壊したため、冬の嵐の中ダリル達と共にアレクサンドリアに移る。
Season10
囁く者の脅威が増大する中で人々に嫌がらせと暴力を受け、ニーガンに救われる。〈囁く者〉に自分の姿を見せて母の嘘を暴こうとしたキャロルに怒り、姿を消す。戦い合って重傷を負ったダリルとアルファを見つけるが、母を見捨てダリルを救い出す。ヒルトップで〈囁く者〉の率いるウォーカーの大群と闘う。母の死を嘆き、母を殺したニーガンに慰められる。仲間たちとアレクサンドリアを逃げ出し、病院で包囲されるが、マスクを被って大群の中を抜け出し、場所と音楽で大群を誘導する。崖へと誘導して一緒に飛び降りようとするキャロルを助ける。
Season11
補給のため壊滅したヒルトップに行く。マギー、イライジャとともに高層アパートの共同体を助けに行く。ウォーカーの群れを率いてコモンウェルスに行く途中、親しくなったイライジャを救おうとして腕を噛まれ、ジェリーに腕を切断される。
アルファ（Alpha）（死亡）
演 - サマンサ・モートン、日本語吹替 - きそひろこ
死者の顔の皮を被ることでウォーカーの攻撃を避け、囁くことでウォーカーの群れを誘導する〈囁く者〉の冷酷なリーダー。リディアを虐待して育てた母親。
Season9
〈囁く者〉を率いてヒルトップに現れ、捕らえたアルデンとルークを人質に、リディアと交換するよう持ちかける。泣き止まずウォーカーの注意を引いた仲間の赤ん坊を見捨てたり、捕えたヘンリーの前で反対者を処刑する。ベータと共にリディアを試すがウォーカーに邪魔されその場を去る。王国に密かに侵入するもリディアには戻ることを拒否される。ヒルトップ防衛に向かう途中のダリルらのグループを捕え、領域に侵入しないよう脅す。ヘンリー、タラ、イーニッドらを殺してその頭をさらす。自分をさらに強くするよう、ベータに木の棒で腕に鞭を打たれる。
Season10
リディアを殺したと〈囁く者〉に嘘をついていたがベータにばれる。衛星落下による山火事の消火の際に境界を越えたとして、キャロルの前に姿を現す。ニーガンの希望を受け入れ〈囁く者〉に加える。ガンマへの疑惑を示した褒美としてニーガンと性交する。ニーガンと共に、ウォーカーの大群を率いてヒルトップを襲う。ヒルトップを落とすが、リディアを捕えたと言うニーガンに誘い出されて殺される。
ベータ（Beta）（死亡）
演 - ライアン・ハースト、日本語吹替 - 不明
アルファの右腕の大男。〈囁く者〉を組織する前にアルファおよびリディアと出会い、死者の顔の皮を被ることを学ぶ。非常にタフで、ナイフで刺されたり、高所から転落しても物ともしない屈強さを持つ。かつては著名なカントリーシンガー。
Season9
リディアを追ってきたヘンリーを捕らえ、リディアの忠誠を試すようアルファに提案する。ビルでダリルと格闘になり、圧倒する。
Season10
リディアを殺したと言うアルファの嘘を知る。ニーガンを捕え、疑いながらも仲間に入れるための試験を課す。内通を疑ってガンマを追跡し、ダンテの堀ったトンネルを通ってアレクサンドリアに入り、多くの住民を殺すも逃げ出す。ウォーカーの大群を率いてヒルトップを襲う。ガンマを見つけて殺す。アルファの晒し首を見つけ、自分のレコードを大音量で流してウォーカーの大群を引き付け、アルファの顔の皮を被って導く。内なる声を聴くようになり、大群を連れてアレクサンドリアを襲うがもぬけの殻であることを知り、オーシャンサイドに向かう。途中で猫を見かけて向きを変え、アレクサンドリア住民の隠れ家を包囲する。途中ニーガンと遭遇し殺そうとするが、ダリルに目をナイフで刺され、笑顔のままウォーカーの大群に食われる。

### メリディアン
イライジャ（Elijah）（生存）
演 - Okea Ema-Akwari、日本語吹替 - 不明
マギーと行動を共にしている仲間。メリディアンの一員。仮面をつけて行動することもある。鎌の使い手であり、かなりの強者。
Season10
マギーとともにアーロンやアルデン、ゲイブリエルらを救い、アレクサンドリアに合流する。
Season11
マギーたちと共に物資調達に向かい、負傷するが生き延びる。マギーとともにヒルトップに残る。高層アパートの共同体を助けに行く。リディアと親しくなる。アーロンらとウォーカーの群れに潜んでコモンウェルス軍をやり過ごそうとするが、流れにのまれてはぐれる。コモンウェルスへ群れとともに辿り着き、群れの壊滅に協力する。
コール（Cole）（死亡）
演 - James Devoti、日本語吹替 - 不明
メリディアンの一員。高身長で、ナイフの使い手である男。
Season10
マギー、イライジャとともにアレクサンドリアへ合流する。
Season11
生きていた複数人のメリディアンの仲間を連れて来る。マギーの物資調達に参加する。リーパーに奇襲された際に負傷し、逃走中に喉を切られて死亡する。

### コモンウェルス
マイケル・マーサー（Michae Mercer）（生存）
演 - マイケル・ジェームズ・ショー
コモンウェルスの一員で兵士の指導者。赤い甲冑を着る元軍人。
Season11
ユージーン、ユミコ、エゼキエル、プリンセスを捕らえて市民権の審査の尋問を行う。妹マックスが規則を破って密かにユージーンと通信したことを隠す。セバスチャンに強制されて現金を回収しに行ったダリルとロジータを救い、セバスチャンに従った兵士を殺す。プリンセスと親しくなる。セバスチャンが死んだため、知事の指示でマックスとユージーンを追及する。プリンセスやロジータに、ユージーンが正当な裁判を受けられないことを訴えられて心が揺らぎ、ユージーンを処刑から救って知事に対して反乱を起こす。逮捕されるもプリンセスとマックスに解放される。ウォーカーが壁内に入った際、貧困地区の市民を犠牲にしようとした知事と対決し、兵の支持を得る。1年後には副知事となる。
ステファニー（Stephanie）（マックス Max Mercer）（生存）
演 - マーゴット・ビンガム
コモンウェルスの一員。パメラ・ミルトン知事の秘書。マーサーの妹マックスが、無線でユージーンと話した際に母の名ステファニーを名乗ったもの。
Season11
規則に反して密かにユージーンと通信したことを兄にとがめられて秘密にする。ホーンズビーがアレキサンドリアを併合したのち、ユージーンに正体を明かす。ユージーンと親しくなり、頼まれて失踪した兵士のリストを調べる。知事の息子セバスチャンが兵士たちの死を招いたことを知り、ユージーンと協力してセバスチャンが罪を認める音声を公開し、混乱の中でセバスチャンは死ぬ。身を隠すも知事の指示で兄に逮捕される。ユージーンにかばわれて解放されたのち、反乱を起こして逮捕された兄を救出する。蜂起を生き延びる。
ランス・ホーンズビー（Lance Hornsby） （死亡）
演 - ジョシュ・ハミルトン
コモンウェルスの運営責任者。パメラに仕える。野心的な拡張主義者。
Season11
積極的に他の共同体を併合する。部下にステファニーを装わせてユージーンを操り、アレキサンドリアの位置を聞きだした後、兵を率い、ユージーンの道案内でアレキサンドリアに来て併合する。高層アパートの共同体にコモンウェルスのキャラバンを全滅させられ武器を奪われたとして、カールソンに命じ併合交渉を装って全滅を図る。ダリルを含む新たな軍を率いて高層アパートに行き、ゲイブリエルとアーロン以外が全滅したのを知る。ヒルトップの関与を疑って調べる。キャラバンを襲い武器を奪ったリアを探し出し、マギーを殺させようとするも失敗する。ダリル、アーロン、ゲイブリエルの裏切りを察知して抹殺しようとして失敗する。オーシャンサイドに併合を強制する。だが、キャロルとニーガンが知事と結んだ取引により、知事の息子セバスチャンが犯した罪を着せられて失脚し、牢に入れられる。忠実な手下を使い、創立記念日にウォーカーを街に解き放つ。キャロルとダリルに脱獄させられて仲間たちの拘束場所を教えた後、キャロルに殺される。
パメラ・ミルトン（Pamela Milton）（生存）
演 - ライラ・ロビンス
コモンウェルスの知事。
Season11
コモンウェルスを創立した父の跡を継ぎ、息子を後継にしようとする。ホーンズビーとは異なり、他の共同体併合には慎重な姿勢をとる。息子セバスチャンの無思慮な行動に悩まされる。キャロルとニーガンにセバスチャンの身を確保され、二人の仲間たちとの休戦をする取引をする。息子の犯した罪をホーンズビーに着せる。ユージーンとマックスに息子が罪を認める音声を公開され、混乱の中で息子が殺されたために、マーサーに命じて二人を逮捕させ、ユージーンを裁判にかける。ユージーンの仲間たちを逮捕し、第22基地と改名されたアレキサンドリアに送り込み、線路建設の労働を課す。解放された彼らが戻り、マーサーが反乱を起こした混乱の中で、自身が送り込んだ結果壁内に侵入してしまったウォーカーの大群を貧困地区に封じ込め、民を犠牲にして生き延びようとして兵の支持を失い逮捕される。
セバスチャン・ミルトン (Sebastian Milton) （死亡）
演 - Teo Rapp-Olsson
パメラの無思慮な息子。
Season11
母親に小遣いの限度額を下げられたため、ダリルとロジータを脅してウォーカーの巣に現金を回収に行かせ、その結果多くが死ぬ。ユージーンらに罪を公表されて身を隠すも、キャロルとニーガンに見つけられる。休戦の取引で解放されるも、ユージーンとマックスに罪を認める音声を公開される。マックスを追う途中、ウォーカーに殺される。

### リーパー
リア・ショウ (Leah Shaw) （死亡）
演 - リン・コリンズ、日本語吹替 - 不明
ドッグの前の飼い主の女性。
Season10
5年前に森の中の小屋で出会い、ドッグを託して去ったことをダリルが回想する。
Season11
リーパーの一員として食糧確保に来たダリルに再会し、捕らえさせて一員とするための試練を課す。基地に侵入したウォーカーを仲間もろとも殺そうとした指導者の"教祖"を殺し、ダリルに罪を着せて指導者の地位を引き継ぐ。リーパーを率いてアレキサンドリアのグループと戦うも敗れ、マギーに仲間を皆殺しにされ、一人だけダリルに見逃してもらう。コモンウェルスのキャラバンを襲って武器を奪う。ホーンズビーの示唆でマギーを殺して復讐しようとするも、ダリルに殺される。

### その他
プリンセス (Princess)（生存）
演 - パオラ・ラサロ、日本語吹替 - 石井未紗
陽気で孤独な生存者の女性。本名はジュアニータ・サンチェス。
Season10
街に1人で住み、ステファニーに会いに出かけたユージーン、エゼキエル、ユミコに出会う。誤って彼らの馬を追い払ってしまい、寂しさから地雷原に誘導して堂々巡りさせる。馬の代わりに自転車を与え、仲間に加えられる。指定された場所に着くと白い甲冑の人間達に攫われ尋問される。
Season11
コモンウェルスに捕らえられて市民権の審査を受ける。マーサーと親しくなる。市民による蜂起の最中に、知事に背いて逮捕されたマーサーを解放する。蜂起の戦いを生き延びる。

## ゲスト（Season1）
1シーズンのみの登場、もしくは1〜2話だけの再登場やほぼ台詞や出番もなくすぐ退場する人物。赤文字は初登場からウォーカーの者。

### 病院〜リックの家周辺
テディベアの少女
演 - アッディ・ミラー、日本語吹替 - 不明
ドラマの第一話「目覚めの朝」の冒頭に登場したウォーカーの少女。転化していながら、道に落ちていたテディベアを拾い上げるという非常に珍しい行動を取った。リックが生存者と思い声を掛けるが、ウォーカーだった為に額を撃ち抜いた。通称「テディベアガール」と呼ばれ、グッズ展開もされており、ウォーキングデッドの代表的ウォーカーの一人。
保安官事務所の仲間達（不明）
演 - ジム・R・コールマン（ランバート）、リンズ・エドワーズ（リオン）、日本語吹替 - 不明
リックが撃たれる直前の事件に同行していた保安官仲間達。太めの黒人がランバートで、崩壊後は行方不明。口髭の白人がリオンで、崩壊後に警察署のフェンス越しに現れリックが最初に撃ち殺したウォーカー。登場はしないが他にも入院中のリックに花を贈った（シェーンが持ってきた）リンダとダイアンという同僚がいる。
ポーラ（不明）
演 - ケリー・デイヴィス、日本語吹替 - 不明
ローリの友人。世界崩壊以前、ローリと一緒に子供達が学校から帰ってくるのを待っていた。トムという夫と子供がいるが、シェーンがローリを迎えに来たあとの行方は不明。
デュエイン・ジョーンズ（死亡）
演 - エイドリアン・カリー・ターナー、日本語吹替 -
モーガンの息子。
Season1
カールと見間違えたリックをウォーカーと勘違いして殴り倒す。
Season3
直接の登場はないが、リックが町から立ち去ったあとで母親に噛まれてウォーカーとなったことがモーガンから語られている。
ジェニー・ジョーンズ
演 - Keisha Tillis、日本語吹替 -
モーガンの妻。登場時はすでに転化している。他のウォーカーに比べてかなり人間らしい風貌をしている。また、ウォーカーのはずだがドアのノブを回すという珍しい行動を示した。
ハンナ
演 - リリ・バーゼル、日本語吹替 -
リックが自転車を手に入れた時に近くにいた、上半身だけの女性のウォーカー。警察署で装備を整えたリックは、わざわざ戻ってきて彼女を処理した。webisodes（Web限定公開短編）の第一幕「Torn Apart」では生前の彼女（ハンナ）が主人公。通称「Bicycle Girl」と呼ばれ、グッズ展開もされており、ウォーキングデッドの代表的ウォーカーの一人。
ウェイン・ダンラップ
演 - 不明、日本語吹替 -
アトランタで徘徊していた市民ウォーカー。デパートを脱出するために、リック達は彼を倒してその腐敗した血と内臓を体中に塗りたくってカモフラージュをした。解体前に身元を調べた際、彼はドナーカードに登録した臓器提供希望者であり、財布に28ドルとレイチェルという少女の絵を所持していたことが明らかになっている。

### 市街地の生存者グループ
ギレルモ（死亡）
演 - ニール・ブラウンJr.、日本語吹替 -
老人達を保護している市街地メンバーのリーダー。元守衛。仲間達からは"G"と呼ばれている。没にされたエピソードではアジトの老人ホームが襲撃され、彼らが全滅したシーンが描かれている。
フェリペ（死亡）
演 - ノエル・グーリーエミー、日本語吹替 -
老人達を保護している市街地メンバーの一人。スキンヘッドで太めに髭の男。元老人ホームの介護職員。
ジョージ（死亡）
演 - James Gonzaba、日本語吹替 -
ギレルモの仲間でバンダナを巻いた男。カバンの奪い合いで乱闘を起こし、グレンを捕まえた。
ミゲル（死亡）
演 - Anthony Guajardo、日本語吹替 -
ギレルモの仲間の少年。フェリペの従兄弟。リック達に捕まり人質となった。
アブエラ（スペイン語で「祖母」の意味）（死亡）
演 - ジーナ・モレッリ、日本語吹替 -
老人ホームにいる年配の女性。リックが保安官だと知り、ギレルモ達ギャングの少年はみんな良い子だと説明した。
ジルベルト（死亡）
演 - 不明、日本語吹替 -
老人ホームにいる初老の男性。肺を患って喘息に苦しんでいる。

### アトランタCDC
エドウィン・ジェンナー博士（死亡）
演 - ノア・エメリッヒ、日本語吹替 - 最上嗣生
たった一人残ったアトランタCDCの研究員。感染したために研究の献体TS-19となった妻・キャンディスとの約束を果たそうと孤軍奮闘をしていたが、施設の最高責任者だった優秀な妻ならともかく、自分では無理だと世界に悲観して自らの意志でCDCと共に自爆する。
Vi（消滅）
演 - ジュディ・M・デュラン（声のみ）、日本語吹替 - 不明
CDCのスーパーコンピューター。音声認識で会話しながら操作できる。電源と燃料が切れたことで機密情報を守るために施設ごと自爆した。施設は堅牢な扉と防弾強化ガラスで守られており、施設内の設備は全シリーズでも最高の環境を保っていた。

## ゲスト（Season2）
1シーズンのみの登場、もしくは1〜2話だけの再登場やほぼ台詞や出番もなくすぐ退場する人物。赤文字は初登場からウォーカーの者。

### フィラデルフィア生存者グループ
デイヴ（死亡）
演 - マイケル・レイモンド＝ジェームズ、日本語吹替 -
農場近くの街で出会ったフィラデルフィアからやってきた、約30人ほどの生存者グループの男。軽口で軽薄だが、大胆不敵。リックを脅して農場のことを聞き出そうとしたが、逆に殺されてしまう。
トニー（死亡）
演 - アーロン・ムニョス、日本語吹替 -
農場近くの街で出会ったフィラデルフィアからやってきた、約30人ほどの生存者グループの男。髭面でハンチング帽を被った太めの男。リックを脅して農場のことを聞き出そうとしたが、逆に殺されてしまう。大学に2年"も"通っていた。
ネイト、ショーン（不明）
演 - フィリップ・デヴォナ（ネイト）、日本語吹替 -
農場近くの街で出会った生存者グループの男達。デイヴとトニーを探しに来て、リックと銃撃戦になってしまう。
ランダル（死亡）
演 - マイケル・ゼゲン、日本語吹替 - 布施川一寛
農場近くの街で出会った生存者グループの少年。以前マギーと同じ学校に通っていて、農場やハーシェル達のことも知っている。シェーンのリック殺害計画に利用され、首を折られて殺される。死後、ウォーカーに転化。彼が噛まれていないのに転化したことで、リックが隠していた感染の事実が明らかになる。

### 農場周辺
南部バプテスト教会のウォーカー達
演 - スティーブン・ウォーレン、ジャック・バード、女性は不明
ソフィアを探して見つけた教会にいた男女3人のゾンビ。鐘の音がスピーカーから大音量で流れているにも関わらず、姿勢よくきちんと椅子に着席しているという珍しい行動がみられた。
井戸のウォーカー
演 - ブライアン・ヒラード
ハーシェルの農場にある井戸で発見された、ぶくぶくに膨れた水死体ウォーカー。水の汚染を懸念して、グレンを囮にロープで釣り上げたが、つっかえた部分から半分に千切れ、下半身が井戸に落ちてしまった。通称「Well Walker」と呼ばれ、グッズ展開もされており、ウォーキングデッドの代表的ウォーカーの一人。
沼のウォーカー
演 - ケビン・ガルブレイス
農場近くの森の中で沼にはまっていたウォーカー。銃を手にしたカールが試し撃ちをしようとしたが、近付かれそうになり怖くなって逃げ出してしまう。カールに近付こうとしたことで森を抜け出し、夜に単独行動したデールを食い殺す。カールはデールの死のきっかけを作ってしまったことに責任を感じていた。

## ゲスト（Season3）
1シーズンのみの登場、もしくは1〜2話だけの再登場やほぼ台詞や出番もなくすぐ退場する人物。赤文字は初登場からウォーカーの者。

### 刑務所の囚人グループ
アクセル（死亡）
演 - リュー・テンプル、日本語吹替 - 不明
リック達が安全な場所として見つけた刑務所で生存していた囚人達の一人で金髪の長髪に髭面の薬物中毒者。性格は人当たりが良く温厚で臆病。銃を持ったこともなく、水鉄砲で強盗しようとしたことがあり、翌日に兄の家で逮捕され、そこに銃があったため武装強盗として扱われた。
トーマス裏切り後、ダリルの脅しにひたすら命乞いをし、トーマスの件での不信感からリック達とは離れた場所での生活を余儀なくされた。アンドリューが刑務所のゲートを開けてウォーカーを誘い込んだ際は、オスカーと共にリック達と協力した。
タイリースたちがやって来た際には、普通の服に着替えており、彼らに料理を振る舞っている。
キャロルとの談笑中、報復にきたウッドベリーの連中の不意打ちで射殺されてしまう。囚人達の中では最も長く生き延びており、唯一の囚人服以外の服装をすることがあった。
オスカー（死亡）
演 - ヴィンセント・ウォード、日本語吹替 - 不明
リック達が安全な場所として見つけた刑務所で生存していた囚人達の一人で大柄な黒人。不法侵入の罪で刑務所に入っていた。勇敢で誇り高く冷静な人物で、もともとは妻子や親友もいたと語っている。
トーマス裏切り後、ダリル達の脅しにも命乞いはせず、アクセルと共にリック達と離れた場所で生活を余儀なくされた。アンドリューが刑務所のゲートを開けてウォーカーを誘い込んだ際は、発電所でアンドリューに「刑務所を取り戻そう」と誘われるが彼を射殺した。
グレン達がウッドベリーに攫われた際にリック達と共に救出に向かい、彼らを助け出すことに成功するも撤退中に射殺されてしまう。死後、マギーが悲しみながらオスカーの頭を撃ち抜いた。
アンドリュー（死亡）
演 - マーキス・ムーア、日本語吹替 - 不明
リック達が安全な場所として見つけた刑務所で生存していた囚人達の一人で黒人男性。裏切ったトーマスが殺されたのを見て逃げ出し、運動場へ締め出されて見殺しにされる。しかし生き残っており、ゲートを開けて鹿の死骸でウォーカー達を刑務所内に誘い込みリック達を襲わせ、T-ドックとローリの死を招く。オスカーに協力を仰ぐが、射殺される。
トーマス（死亡）
演 - ニック・ゴメス、日本語吹替 - 不明
リック達が安全な場所として見つけた刑務所で生存していた囚人達の一人で長髪黒髪の危ない目をした男。囚人達の中ではリーダー格で、唯一拳銃を所持。非常に暴力的な性格をしている。独房棟での一掃作戦の際、リック達を裏切りウォーカーをけしかけるも失敗、リックによって殺される。
ビッグ・タイニー（死亡）
演 - テオダス・クレーン、日本語吹替 - 不明
リック達が安全な場所として見つけた刑務所で生存していた囚人達の一人で巨漢に髭面の黒人。15年の刑期に服しているが、現状を知った時は一番に母親の心配をしたり、平和的な解決を考えたりする気の優しい大男。独房棟での一掃作戦の際、ウォーカーの骨で怪我をしてしまう。リック達に助からないと言われて大丈夫だと訴えるが、トーマスによって不意打ちで惨殺される。

### 州兵グループ
ウェルズ中尉（死亡）
演 - フリオ・セサール・セディージョ、日本語吹替 - 不明
州兵。墜落したヘリのパイロット。メルル達ウッドベリーの住人に救助され、軍の仲間の居場所を教えて死亡する。死後、首を切られガバナーの部屋の水槽に飾られた。
ショーン（死亡）
演 - トロイ・ファルーク、日本語吹替 - 不明
州兵。墜落したヘリに乗っていて、ローターで真っ二つにされて死亡。その後復活するも、ウッドベリーの捜索隊の手で処理された。
フランクリン（死亡）
演 - ミケ・メイホール、日本語吹替 - 不明
州兵。墜落したヘリに乗っていて、機体に挟まれて死亡。その後、ウッドベリーの捜索隊の手で処理された。
州兵達（ブラッド伍長、ウィルソン、その他5名の州兵）（死亡）
演 - ゲイリー・ウィークス(ブラッド)、マシュー・オースティン・マレー(ウィルソン)、日本語吹替 - 不明
ウェルズ中尉達の仲間の州兵達。ウッドベリーの戦闘員達による騙し討ちで皆殺しにされる。

### その他（Season3）
満腹ウォーカー
演 - アレックス・ウェイン
ローリの遺体を探していたリックが発見したウォーカー。ローリが出産した部屋に彼女の遺体はなく、代わりに血だまりの中で大きな腹を晒して座り込んでいるこのウォーカーを見つけ、リックは逆上してナイフで内臓をえぐり出した。
世捨て人の男（死亡）
演 - 不明
リック達がウッドベリーを目指している途中で見つけた小屋に住んでいた男。世界が崩壊したことを知らないのか、リック達に不法侵入で警察に通報すると騒いでいた。最終的にミショーンに刺された挙句、群がってきたウォーカーの囮に使われる。
放浪していた男（死亡）
演 - 不明
リック達が武器調達のため最初の街に戻ろうとしていた際に助けを求めてきた男。リック達は無視して通り過ぎたが、車がスタックした際に追い付いてきたため再び無視して出発する。帰り際、男が背負っていた荷物が路上に転がっていたのをリック達が見つけて拾う。リック達と会った直後、ウォーカーに襲われたものと思われる。

## ゲスト（Season4）
1シーズンのみの登場、もしくは1〜2話だけの再登場やほぼ台詞や出番もなくすぐ退場する人物。赤文字は初登場からウォーカーの者。

### 新たに刑務所にやってきたグループ
ザック（死亡）
演 - カイル・ガルナー、日本語吹替 - 藤翔平
二度目のガバナー襲撃後に刑務所に合流した男性。ベスとは良い仲で、物資調達係をやっている。ダリルが崩壊前の世界で何の仕事をしていたか当てるゲームをやっていた。ボブが物資調達中に酒に目が眩んで棚を倒してしまい、それを助けようとしてウォーカーに襲われる。そして生きたまま食われながら、店の屋根に墜落していたヘリコプターが天井ごと崩れて落下し、その下敷きになって死亡する。
デイビッド（死亡）
演 - ブランドン・キャロル、日本語吹替 - 不明
二度目のガバナー襲撃後に刑務所に合流した男性。疫病に感染し、蔓延を防ごうとしたキャロルによってカレン共々焼き殺される。カレンと並んでフェンス越しにウォーカーを刺し殺す作業をしていた。
パトリック（死亡）
演 - ヴィンセント・マーテラ、日本語吹替 - 藤巻大悟
二度目のガバナー襲撃後に刑務所に合流した少年。太めの黒縁メガネをかけている。カールの友人で、ダリルに憧れている。疫病による最初の犠牲者となり、死亡後転化して同じブロックの住人に襲い掛かった。リックの回想では、カールに与えたレゴブロックで遊んでいる。
パトリックに殺されたDブロックの住人達（死亡）)
演 - 不明、日本語吹替 - 不明
二度目のガバナー襲撃後に刑務所に合流した人々。Dブロックに住んでいた。就寝中、転化したパトリックに襲われ死亡する。かなりの数がいたが名前が判明しているのはヒゲの男性グレッグ、老人のリチャーズ、カレン達と一緒に作業していた女性クロエ、農作業担当のトーマス、少年のオーウェン（オーウェンはSeason3にも一瞬登場）。
ライアン・サミュエルズ（死亡）
演 - ビクター・マッケイ、日本語吹替 - 不明
二度目のガバナー襲撃後に刑務所に合流した男性。リジーとミカの父親で、Dブロックに住んでいた。就寝中、転化したパトリックに襲われて腕を噛まれたために腕を切断したが、首筋も噛まれていたことが判明し、キャロルに娘達を託して死亡する。
リジー・サミュエルズ（死亡）
演 - ブライトン・シャービノ、日本語吹替 - 三木美
二度目のガバナー襲撃後に刑務所に合流した少女。ライアンの娘。愛銃はワルサーP22。
刑務所フェンス外のウォーカーたちに夜間生きたネズミを給餌したり、所内でウサギを解体し張り付けにしたりと異常な行為をしていた謎の人物は当初、カレンおよびデイビッド焼殺犯と同一とみられていたがそうではなく、正体は彼女であった。
精神・認知機能の異常が認められ、人とウォーカーの違いを理解していない。むしろウォーカーを「お友達」と認識しており、自分を殺しに襲いかかってくるウォーカーを「遊んでるだけ」だと言い張る。刑務所ではフェンスの向こうにいるウォーカーに名前をつけたり餌を与えたりしており、ウォーカーが始末されるとまるで人が殺されたかのようにショックを受ける。逆に、人間が死ぬことについては肉親であろうと深く考えておらず、刑務所への三度目の襲撃時、バスに乗らずに他の子供達に戦うことを提案して刑務所に戻ると、タイリースに銃を突き付けていたガバナーの部下二人を射殺した。刑務所脱出後、妹のミカ、タイリース、ジュディスと共に森に逃げ込んだ際は、タイリースが目を離している時、ジュディスの泣き声を静めようとして窒息のおそれもいとわず彼女の口を塞いだ。人間がウォーカーに転化することは良いことだと思っており、自身の転化を望んだりする様子も見られた。転化させるために妹を殺し、ジュディスも手にかけようとしたことで、最終的にキャロルによって殺される。リジーの精神障害はずっと以前からのものであり、それに気づいてあげられず射殺のやむなきに至ったことを、キャロルは悔恨した。後にSeason5でタイリースの幻覚として登場する。
ミカ・サミュエルズ（死亡）
演 - カイラ・ケンディー、日本語吹替 - 平井祥恵
二度目のガバナー襲撃後に刑務所に合流した少女。ライアンの娘。ガバナーの三度目の襲撃時、バスに乗らずにリジーと共に刑務所に戻って、タイリースと合流した。刑務所脱出後は姉のリジー、タイリース、ジュディスと共に森に逃げ込む。ウォーカーを倒すことはできるが、人や動物には危害を加えることができない。化学が好きで、煙の色で火元が消えてるかどうかを言い当てたりした。タイリースとキャロルが目を離している隙にリジーに刺殺されてしまう。直接の描写はないが、キャロルのナイフでとどめを刺されたと思われる。後にSeason5でタイリースの幻覚として登場する。
ニック
演 - 不明、日本語吹替 - 不明
刑務所の外にいたウォーカー。「ニック」という名札から子供達に名前で呼ばれていた。特にリジーは彼を可愛がっていて、ネズミを餌に与えていたりしていた。リジーの父親が死んだ時、すでに処理されていたニックを見たリジーは「彼は特別な人だったのに死んでしまった」と嘆いていた。キャロルは父親のことを言っているのだと思っていたが、妹のミカはすでにリジーの本性を看破している様子をみせる。
ケイレブ・スブラマニアン（死亡）
演 - サンクリシュ・バラ、日本語吹替 - 藤翔平
二度目のガバナー襲撃後に刑務所に合流した男性。医師Sとも呼ばれる。医師としてAブロックに住んでいる。疫病の疑いが出始めた頃、呼びに来たサシャが発見した時にはすでに疫病に感染してしまっていた。発病して自分が衰弱死を待つ身になりながらも、他の患者のために点滴を作ったり、ハーシェルに対し自分よりも助かる可能性のある者に手を尽くしてくれと頼んだりしていた。疫病により死亡し転化したため、ハーシェルによって処理される。
疫病によって死亡した住人達（死亡）
演 - 不明、日本語吹替 - 不明
二度目のガバナー襲撃後に刑務所に合流した人々。主にAブロックに住んでいた。疫病が悪化したことにより死亡する。かなりの数がいたが名前が判明しているのは上述のパトリック、Dブロックの牢獄で死んでいたチャーリー、カレン達と一緒に作業していたヘンリー。名前は分からないがノリスの息子（ノリスは病死した息子に噛み殺された）。その他、恐らくウッドベリーの元住人達も含まれている。
ルーク、モリー（死亡？）
演 - ルーク・ドナルドソン(ルーク)、ケネディ・ブライス(モリー)、日本語吹替 - 不明
二度目のガバナー襲撃後に刑務所に合流した子供達。巻き毛の少年がルーク、ヘアバンドをしている少女がモリー。ガバナーの三度目の襲撃時、バスに乗らずにリジーと共に刑務所に戻った。その後消息は不明だったが、ベスとダリルが2人の足跡らしき物を発見して後を追うと、線路でウォーカー達に食べられていた死体の傍らに子供の靴を発見する。（ただし彼らであるとは確定していない）

### ガバナーと合流したグループ
リリー・チャンブラー（死亡）
演 - オードリー・マリー・アンダーソン、日本語吹替 - 不明
襲撃後に1人彷徨っていたガバナーが出会った家族の1人。元看護士。父親の死後、妹のタラ、娘のメーガンと共にガバナーと行動を共にする。家族の希望を叶えてくれたガバナーに惹かれている。刑務所襲撃時はキャンプで待機していたが、地中に埋まっていたウォーカーに娘が襲われて死んでしまう。メーガンの遺体を抱きかかえてガバナーのところにやってきたが、ガバナーが娘の頭を撃ち抜く様を目の当たりにして茫然自失となる。ミショーンに背後から斬られ瀕死になったガバナーの額を撃ち抜いてとどめを刺した。その後、ウォーカーにその身を差し出すようにして自殺したことをタラが目撃している。
メーガン・チャンブラー（死亡）
演 - メイリック・マーフィー、日本語吹替 - 平井祥恵
襲撃後に1人彷徨っていたガバナーが出会った家族の1人。リリーの娘。祖父ディビッドの死後、リリーとタラと共にガバナーと行動を共にする。ガバナーが刑務所を襲撃している時、キャンプの近くの川で遊んでいたところ、地中に埋まっていたウォーカーに襲われて命を落とす。その後に遺体はリリーに抱えられてガバナーの元に運ばれるも、ガバナーの手によって頭を撃ち抜かれる。
ディビッド・チャンブラー（死亡）
演 - ダニー・ヴィンソン、日本語吹替 - 長克巳
襲撃後に1人彷徨っていたガバナーが出会った家族の1人。リリーとタラの父親。元食品トラックの運転手で、末期の肺がんを患っており、酸素ボンベがなくては生きていけない状態。病死後、タラに襲い掛かったところをガバナーによって処理された。
ピート（死亡）
演 - エンヴェア・ジョカイ、日本語吹替 - 藤翔平
マルチネスのキャンプにいたメンバー。元フォートベニングの兵士でキャンプのリーダー格の1人。ミッチとは兄弟。倫理性を重んじていて、他のキャンプを襲うことを反対した。そのため、ガバナーに邪魔者と判断されて殺され、転化したまま池に沈められた。（処理されていないため、水中でウォーカー化したままもがき続けている）
ミッチ（死亡）
演 - カーク・アセヴェド、日本語吹替 - 不明
マルチネスのキャンプにいたメンバー。元アイスクリーム販売車の運転手で、その後軍に合流し戦車の操縦士をしていた。キャンプのリーダー格の1人。ピートとは兄弟。他のキャンプを襲って物資を強奪することを提案した。ピート殺害後のガバナーに認められて共に刑務所を襲う。M60パットン戦車に乗って砲撃で刑務所を破壊していたが、ダリルが手榴弾を砲身に入れたことで戦車は内部から爆破された。間一髪で飛び降り、命乞いをしようとした直後に問答無用でダリルのクロスボウに胸を射抜かれ死亡した。
マルチネスのキャンプメンバー（死亡）
演 - ジュリアナ・ハーカヴィ（アリーシャ）、日本語吹替 - 長尾歩
上記の2人以外でマルチネスのキャンプにいたメンバー。かなりの数がいたが名前が分かっているのは老年のハワード、元陸軍兵の女性アリーシャ、元米軍ヘリ操縦士のロス。アリーシャはリジーに額を撃ち抜かれた。リジーに射殺された左利きの男性はミショーンのペットウォーカーになったが結局始末された。Season4後半ではタラを残して全滅している。

### その他（Season4）
クララ（死亡）
演 - ケリー・コンドン、日本語吹替 -
リックが森の中で出会った生存者の女性。夫のエディと共にアトランタ空港から逃げてきている。しかしすでにエディは転化しており、リックをエディの餌にするべく誘導するが見破られ、最終的に夫と共にウォーカーにして見逃して欲しいと願いながら自分の腹をナイフで刺して自殺する。リックは願いを拒否していたが、転化後に陥落した刑務所に到達した。
サム（死亡）
演 - ロビン・ロード・テイラー、日本語吹替 - 藤翔平
リックとキャロルが物資調達に向かった民家に隠れていた青年。ウォーカーを“水を差す奴ら”と呼んでいる。
Season4
生存者グループと2週間前にはぐれ、肩を脱臼していて、アナと一緒に民家の2階に隠れていた。物資調達の手伝いを指示された後、消息を絶つ。
Season5
その後は行方不明だったが、後にSeason5冒頭、終着駅の精肉工場でリック達と拘束された状態で再会、その直後に首を切られ殺される。
アナ（死亡）
演 - ブリーナ・パレンシア、日本語吹替 - 不明
リックとキャロルが物資調達に向かった民家に隠れていた少女。ウォーカーを“皮を食う者たち”と呼んでいる。火事が起きた難民センターから脱出し、足を負傷していて、サムと一緒に民家の2階に隠れていた。物資調達を指示されて桃を収穫している時にウォーカーに襲われ、リック達が見つけた時は足を食い千切られて体を貪り食われている。
クリストファー親子（死亡）
演 - キャメロン・ディーン・スチュワート、日本語吹替 - 不明
タイリースが悲鳴を聞いて助けに向かった線路で、ウォーカー達に襲われていた生存者達の親子。父の名前は不明。息子クリストファーは食われながらもバットで必死に応戦した。息子を助けようとして父も首を噛まれる。タイリース達に目的地を告げ、その後父は転化して森に入りダリルとベスに襲い掛かる。
ジョー（死亡）
演 - ジェフ・コーバー、日本語吹替 - 宝亀克寿
ダリルが一時的に合流した無法者達の集団のリーダー。リック達が仮の拠点にしていた食料品店に物資調達に訪れ、ポーチで食事をしていた。リックが無法者達の危険性を察して脱出した際に殺した仲間（ルー）の敵討ちのためにリック達を追跡した。ダリルがリック達を解放するように説得すると嘘吐きと呼び、仲間達にリンチさせる。仲間達を皆殺しにしてから最後に殺してやるとリックを嘲笑うが、追い詰められたリックに首を噛み千切られて殺される。外伝『レッド・マチェーテ』にも登場し、リックがギャレスを殺す際に使用した赤い柄のマチェーテの先代所有者の一人であった事が明かされた。
ジョーの率いる無法者集団（死亡）
演 - スコット・デール（ルー）、マーカス・ヘスター（レン）、キース・ブルックス（ダン）、エリック・メンデンホール（ビリー）、JD・エバーモア（ハーレー）、ダヴィ・ジェイ（トニー）、日本語吹替 - 不明
ダリルが一時的に合流した無法者の男達。仲間を殺したリックを追跡し追い詰めるも、追い詰められたリック達に逆に皆殺しにされた。メンバーはトイレに入っていてリックに殺されたルー、ダリルと反発していた弓使いのレン、カールに馬乗りになった太めの男がダン、ニット帽のビリー、髭面のハーレー、バンダナのトニー。女性物の下着を見つけて即レイプを計画したり、ルール通りに権利を得たはずの仲間の物を首を絞め落として奪ったり、ルール違反を犯したとはいえ仲間を集団リンチで殴り殺した上にその辺に捨てたり、見つけた獲物をなぶり殺しにしようとしたりと、凡そ倫理観が欠如している。ルーのウージーはタラ、ハーレーの銃剣付きモシン・ナガンM44はマギーに受け継がれた。『レッド・マチェーテ』にもトニーの他名無しのメンバー4名が登場する。
アンドレ（死亡）
演 - 不明、日本語吹替 - 不明
ミショーンの息子。当時3歳。難民キャンプに逃げ延びていたが、保護者であるはずの父のマイクとテリーが薬物で意識を飛ばしている間にウォーカーに襲われ殺された。

## ゲスト（Season5）

### エイブラハムの家族
エレン（死亡）
演 - アンドレア・ムーア、日本語吹替 - 不明
エイブラハムの妻。エイブラハムのフラッシュバックに登場する。他の生存者グループを殺したエイブラハムを見て、子供たちを連れて去ろうとしたが、ウォーカーに襲われ、死亡する。
A.J.（死亡）
演 - ドイレク・イーサン・ライト、日本語吹替 - 不明
エイブラハムの息子。エイブラハムのフラッシュバックに登場する。ウォーカーに喰われて死亡する。
ベッカ（死亡）
演 - 不明、日本語吹替 - 不明
エイブラハムの娘。エイブラハムのフラッシュバックに登場する。ウォーカーに喰われて死亡する。

### グレイディ記念病院のグループ
ドーン・ラーナー（死亡）
演 - クリスティン・ウッズ、日本語吹替 - 槇原千夏
グレイディ記念病院のリーダー。病院内をシステマティックに管理し、秩序を保ち体裁の平和を維持しようとしている。物資の無駄を省くため、回復の見込みのない患者の治療を止めることもある。仲間の警官や院内にいる者達からは信頼されておらず、良く思われていない。自身もそれを自覚しており、他者を利用して自分への反旗を翻しそうな不穏分子を処理していた。ベス達と仲間の警官で人質交換になった際、自身のカリスマ性を保つため（自身の強さを誇示して保身するため）に、リック達を脅して脱走者のノアを強制的に奪い取ろうとし、それを許せなかったベスに隠し持ったハサミで刺される。しかし致命傷には至らず、逆に反射的にベスを射殺。瞬時に弁解しようと両手を上げるがダリルにより撃ち殺された。
スティーブン・エドワーズ（不明）
演 - エリック・ジェンセン、日本語吹替 - 不明
グレイディ記念病院の医師。医師という重要なポストにいるため、それなりに良い待遇で生活している。しかしベスを助手にしたことでゴーマンから恨みを買い、同時に重傷を負った同僚の優秀な医師ギャビン・トレビットが回復してしまったら、ドーンから医師としての地位を外され、ゴーマンに殺されてしまうかもしれないと考え、ベスに違う薬（クロナゼパムではなくクロザピン）を投与させてギャビンを始末する。かつて死にかけの少年を保護する際、ハンソン達を治療することを交換条件に受けた。
ギャビン・トレビット（死亡）
演 - ティモシー・スコット、日本語吹替 - 不明
グレイディ記念病院にいた医師。元聖イグナチオ病院で働いていた優秀な腫瘍医だった。ウォーカーに追われて転落して重傷を負い、なんとか助け出されたが、元同僚のスティーブンによる意図的な医療ミスで殺されてしまう。ドーンは彼に信頼を置いていた。死亡後、ドーンにこめかみをハサミで刺されて処理される。
ゴーマン（死亡）
演 - カレン・モス、日本語吹替 - 不明
ドーンの同僚の警察官。太目の巨漢で高圧的な性格、病院に運び込まれてきた女性をレイプしている。ウォーカーに襲われていたベスを助けたと言っている。ベスがノアからもらったキャンディーを、盗み取られた物だと暗に脅迫しながら自分の舐めたキャンディーをベスに無理矢理舐めさせた。
ベスがノアと脱出しようとドーンのオフィスに忍び込んだ際、それをネタに脅迫してレイプしようとする。しかしベスにキャンディーのビンで頭を殴られ、倒れたところを死んで転化したジョーンにより噛まれて死亡する。
ジョーン（死亡）
演 - ケイシャ・キャッスル＝ヒューズ、日本語吹替 - 不明
病院に運び込まれた女性で、ゴーマンに繰り返しレイプをされていた。それを苦に逃げ出すも外でウォーカーに噛まれ、病院に再度送り戻されて噛まれた腕を切断される。ドーンのオフィスで腕の傷口をハサミを開いて失血自殺しており、その後転化してゴーマンを食い殺した。
ノア（死亡）
演 - タイラージェームズ・ウィリアムズ、日本語吹替 - 不明
病院にいた黒人の少年。一年ほど病院に隔離されており、バージニア州リッチモンドにある家に帰りたいと願っている。ベスの手伝いにより何とか脱出するが、ベスは捕まってしまう。その後、キャロルとダリルを脅して武器や物資を奪うも、ウォーカーに襲われて棚の下敷きになってしまう。ダリルは見捨てようとするがキャロルの願いで助けられ、その結果ベスの居所をダリル達が知ることになった。
かつて父親と共に大怪我を負っていたところを救助されたものの、強かった父親は病院の脅威になると判断されてドーンに見捨てられた。
人質交換の際にドーンの計略で病院に戻れと言われ、リック達のためにそれを受け入れて戻ろうとした。ベスの死後、正式にリック達の仲間になる。
リック達に連れて行ってもらい自分のいた町に戻ったが、すでに町は崩壊して母と双子の弟達も死んでいた。
共同体ではレグに将来のために建築のことを学びたいと申し出ていたが、その日の物資調達に参加した際に回転式ドアに閉じ込められ、パニックになったニコラスが自分だけ助かろうとドアを回したせいでウォーカーの群れに捕まり、グレンの目の前で食い殺された。
ハンソン警部（死亡）
演 - 不明、日本語吹替 - 不明
登場時はすでに故人で写真のみ。当初はドーン達を率いてみんなをバトラー・パークに移動させるように指示していたが、状況が悪化しアトランタが爆撃を受けて壊滅、人々の面倒を看ていたが物資不足と危機的状況から、物資の無駄になる患者を間引くようにさせようとし、最終的に周囲の人間やドーンに見捨てられて死んだ。
警官達（ラムソン、リカーリ、シェパード、ジェフリーズ、オドネル、アルバラード、田中、ベロ、マギンリー、フランコ）（不明）
演 - 不明、日本語吹替 - 不明
リカーリはリック達に捕えられたラムソンとシェパードを助け出し、ダリルと抗戦。ラムソンはリックの立ち振る舞いから元警官だと見抜き、サシャを言葉巧みにだまして脱走するがリックに車ではねられた後射殺される。女性警官シェパードはベスとドーンの死でもう殺し合いは終わりにしてくれと叫んだ。
ジェフリーズは転化したジョーンに不意打ちを受けて感染、ドーンに始末された。オドネルはキャロルの治療を資源の無駄だと言ったり老人をいじめたりしていて、その後ドーンとベスの立ち話を聞いてドーンを脅すが返り討ちに遭ってエレベーターの穴に落とされた。アルバラードはオドネルと一緒に巡回中、キャロルをはねた運転手。田中とベロは襲われていたジョーンを保護した警官。マギンリーとフランコはリックの人質交換の話を連絡した巡回警官。
パーシー（不明）
演 - 不明、日本語吹替 - 不明
オドネルにいじめられていた老人。ベスにイチゴをいくつかもらう代わりに、彼女が薬を盗み出す際、警備の田中とアルバラードの注意を惹くために激しく咳き込んで見せた。

### アレクサンドリア共同体のグループ
ピート・アンダーソン（死亡）
演 - コーリー・ブリル、日本語吹替 - 不明
共同体に住んでいる外科医。表面は愛想良いが、裏では妻ジェシーと息子サムにDVを行っている。キャロルがサムの話からDVに気付き、そこからリックが調査したことで殴り合いの乱闘になる。乱闘時に首を絞められて気絶した後、自宅とは別の家に謹慎処分を受けるが、酒を飲み、夜の集会にミショーンの刀を持って現れ、仲裁に入ったレジの首を切り裂き殺す。その後エイブラハムに抑えつけられ、ディアナの命令を受けたリックに射殺された。
エイデン・モンロー（死亡）
演 - ダニエル・ボンジュール、日本語吹替 - 不明
ディアナの息子。予備役将校訓練課程を受け、尉官候補にもなったことがある。ニコラスと共に物資調達係のリーダーを務めているが、統率力も判断力もなく、リック達が来る以前までも自分達のミスで仲間を死なせてしまっているが、それをニコラスと隠蔽していた。ウォーカーに対して行動にも問題があり、グレンに責められる。ノアを連れた倉庫への物資調達の際、グレンの話も聞かずパニックになり乱射し、軍人ウォーカーの腰についていた手榴弾の留め金に当たったことで爆発に巻き込まれ、鉄柵に体が突き刺さった。死んだと思ったニコラスに見捨てられ、グレン達の健闘も空しくウォーカーの餌食となる。
レジ・モンロー（死亡）
演 - スティーブ・コールター、日本語吹替 - 不明
共同体のリーダーであるディアナの夫で、建築学の教授をしていた。建築中のショッピングモールから資材を運び込んで共同体の壁を作った人物で、ノアも彼に建築学を学ぼうと思っていた。ディアナに比べて物腰が柔らかく、温厚な人物。リックのことを話し合うための夜の集会に現れたピートに刀で喉元を切り裂かれ殺される。
オリビア（死亡）
演 - アン・マホーニー、日本語吹替 - 不明
共同体の受付事務と物資管理担当。かなり恰幅の良い女性。身寄りのないイーニッドと暮らしている。元コーヒーショップの店員。
Season5
リックたちのグループの武器を回収し、保管庫へ入れる。
Season6
食料の量に不満を抱いていた住民達に食料を要求されるが、スペンサーに解決してもらう。
Season7
武器の量が記載より足りていないことが判明し、救世主たちに脅される。再度訪問したニーガンに侮辱され、平手打ちをする。ルシールを傷つけられて激怒したニーガンに命令されたアラットに射殺される。
ブルース（死亡）
演 - テッド・ハッカビー、日本語吹替 - 不明
建設担当のメンバーの一人。家族がいる。
Season5
建設作業中にウォーカーの群れに追われる。群れに追い込まれたフランシーンを助けようとするエイブラハムの援護を行う。
Season6
誘導作戦に参加する。オリビアの制止にも関わらず、食糧を手に入れようとする。
Season7
アレクサンドリアに残っていることが多い。
Season8
ヒルトップを襲った救世主との戦いにより、汚染された武器での攻撃を受けてしまい、自分を殺すよう頼む。その後の描写はないが、解決策もなかったため、何らかの形で死を迎えた可能性が高い。
フランシーン（死亡）
演 - ダリア・レガルト、日本語吹替 - 不明
建設担当メンバーの一人で、監視役を務めている。
Season5
建設作業中に襲撃してきたウォーカーの群れに取り残されるも、エイブラハムによって助けられる。助けられた後、自分を見捨てようとしたトビンを殴る。
Season6
カーターのリックへの反抗意思を聞くが、反対しており、その後もリックの考えに協力する。
Season7
オーシャンサイドへ武器の調達に向かうメンバーの一人となり、逃げてきた住民達に銃を向ける。
Season8
救世主との戦いで、撃たれて死亡する。
マイキー（死亡）
演 - イライジャ・マルカーノ、日本語吹替 - 不明
カールと同年代の若者。ニコラスの息子。
Season5
ロンとともにカールを街に歓迎する。
Season8
救世主がグレネードで街に襲撃した際に、死亡している。
ミラー夫妻（死亡）
演 - カーティス・ジャクソン（ボブ）、ヘレン・ジャクソン（ナタリー）、日本語吹替 - 不明
夫ボブ、妻ナタリーの夫婦。5人の子供と12人の孫がいた。散歩中のカールとジュディスと交流する。ウルブズ襲撃で、ナタリーは逃走中に殺され、ボブは救世主との戦い後、年齢により死を迎える。
バーバラ（生存）
演 - マンディ・クリスティン・カー、日本語吹替 - 不明
アレクサンドリアの住人。負傷者の手当てや、戦いに向かうメンバーの赤ん坊の世話などを務めることが多い。
Season5
リック達への歓迎パーティに出席している。
Season6
街へやってきた大量のウォーカーの処理に協力する。
Season7
Season8
アレクサンドリアが攻撃された際にはジュディスを連れてヒルトップへ移る。
Season9
Season10
寒さをしのぐため、暖炉がある自身の家を避難場所の一つとして提供する。
ケント（死亡）
演 - デビット・マーシャル・シルバーマン、日本語吹替 - 不明
アレクサンドリアの住人。
Season5
リックたちへの歓迎パーティに参加する。
Season6
ブルースらと共に食糧を手に入れようとする。
Season7
救世主と裏切った清掃人との乱戦中に死亡する。
その他の住人（不明）
演 - 不明、日本語吹替 - 不明
アンナ、マヤ、名前が出ていない者が数名。

### ウルブズ
オーウェン（死亡）
演 - ベネディクト・サミュエル、日本語吹替 - 益山武明
ウルブズの構成員。
Season5
最終話より登場。森の中で食事をしていたモーガンに話しかけた。オオカミについて語ったのち、モーガンから全てを奪い、殺すと予告した。拒むモーガンをもう一人の仲間と殺そうとしたが、返り討ちに遭い失神する。その隙にモーガンが乗ってきた車に入れられて放置された。作中に名前は登場しない。
Season6
襲撃後、モーガンにより殺されずに地下室に監禁されていたが、モーガンとキャロルの争いと監視塔倒壊による混乱に乗じて、デニースを人質にして逃走する。ウォーカーの大群に阻まれたデニースを助け、ウォーカーに噛まれた。治療のため診療所に入ったが、そんな事情を知らないキャロルにより撃たれ、デニースをかばって死ぬ。転化後、モーガンに殺された。
→Season6ゲスト（Season6）へ

## ゲスト（Season6）

### アレクサンドリア（Season6）
カーター（死亡）
演 - イーサン・エンブリー、日本語吹替 - 不明
アレクサンドリアの壁をレジと共に作った者の一人であり、建築の知識がある。リックがウォーカーを街から遠ざける為の作戦に対し反対しており、実戦訓練としてウォーカーと対峙させられたりしたことでリックに対し反感を持つ。仲間達と共にクーデターを起こそうと相談していたがユージーンに聞かれ、彼を始末しようとしたところをリックに見つかり脅される。その後ウォーカーの脅威を目の当たりにし、リックの作戦が必要なものだった事を認め、リックに協力するようになったが、直後にウォーカーに襲われて顔の一部を食いちぎられた。彼が悲鳴を上げた事で作戦が失敗しそうになり、リックが彼を黙らせようとしたが無理だった為、どうしようもなくなったリックに首を刺されて死亡する。
デニース・クロイド（死亡）
演 - メリット・ウェヴァー、日本語吹替 - 不明
女医。精神科医だがピートがいなくなった為、急きょ共同体の医療担当を任された。パニック発作の持病を抱えている。ウルブズ襲撃後、励ましてくれたタラと恋人同士のようになる。モーガンが秘密裏に生かしていたウルフの一人を治療するが、人質にされてしまう。ロンに右目を撃たれたカールの治療を成功させた。その後、自身が世界崩壊後の世界から目を背けてきた事などの後ろめたさから、ダリル達に無理やり頼んで薬局へ連れて行ってもらう。その帰り道、車中のウォーカーを一人で相手した事でダリル達に責められ、溜まっていた鬱憤を晴らすように喚き散らしていたところを、ドワイトにボーガンで後頭部から目を射抜かれて死亡する。
ウルブズ襲撃時に共同体にいたグループ（リチャード、シェリー、ホリィ、エリン）（死亡）
演 - 不明、日本語吹替 - 不明
リチャードは監視塔で見張りをしていたが、襲撃と同時に火炎瓶を投げつけられ火だるまになりながら落下して死亡。シェリーは外でタバコを吸っている最中に背後からウルブズに襲われ死亡。ホリィはウルブズに襲われて負傷し、デニスが手術しようと試みるが大腿動脈から出血して失血死した。エリンは逃走中にウルブズに襲われ死亡。
バーンズ（死亡）
演 - Justin Miles、日本語吹替 - 不明
グレンとミショーンのグループに所属している。ミショーンに対し、リックのことについての文句を言っていたが、リックたちが少し目を離した際にウォーカーに襲われてのどを食いちぎられて死亡した。
スタージェス（死亡）
演 - Jonathan Kleitman、日本語吹替 - 不明
アレクサンドリアで庭師を務める住人。よく帽子を被っている。作業中にカーターと共にウォーカーに襲われる。誘導作戦ではグレンとミショーンのグループに所属するも、森の中でウォーカーに襲われた際に銃を乱射し、流れ弾がスコットの足に当ててそのまま錯乱して遁走するが、その後小さな町で食い殺されている姿が発見された。
アニー（死亡）
演 - Beth Keener、日本語吹替 - 不明
ヒース、スコットとともに物資調達係を務める女性。誘導作戦ではグレンとミショーンのグループに所属するが、森の中で足を挫き、スコットと共に足手まといになることを危惧し、自分たちを置いていけと願った。その後ペットショップから逃げ出す際に転倒し、そのままウォーカーの餌食になる。
デイビッド（死亡）
演 - ジェイ・ヒューグリー、日本語吹替 - 不明
ベッツィの夫。グレンとミショーンのグループに所属する。肩をウォーカーに噛まれてしまい、死ぬ前に妻ベッツィにさよならが言いたいといっていたが、フェンスをよじ登る際にウォーカーに引き摺り下ろされて食い殺される。包帯に妻への最期の手紙を記していた。
ベッツィ（死亡）
演 - Jasmine Kaur、日本語吹替 - 不明
デイビッドの妻。ウルブズ襲撃を生き残るもデイビッドが死んだ事を知った後で自殺しており、ジェシーが発見して始末した。
ウィル
演 - 不明、日本語吹替 - 不明
かつては共同体の仲間だった19歳の少年。潰れた車に足を挟まれたままニコラスが置き去りにした。

### ヒルトップ（Season6）
アンディ（死亡）
演 - ジェレミー・パルコ、日本語吹替 - 不明
ヒルトップに住んでいる青年。救世主のアジトに物資を運ぶ仕事をしている為、アジトの内部にそれなりに詳しい。
Season6
救世主によってネイサンの弟のクレイグが捕えられたため、グレゴリーを殺そうとするネイサンに加担する。エイブラハムにタックルされるも、逆に馬乗りになり、首を絞めるが、ダリルに腕を折られて倒れる。リックらとともに救世主の基地を攻撃する作戦に参加し、クレイグが救出されると、彼を連れてヒルトップに戻る。
Season7
アレクサンドリアと共に救世主と戦うことに賛成する。
Season8
救世主を連合軍が攻撃した際に、モーガンと共に敵を待ち伏せするも、銃で撃たれて殺される。
ネイサン（死亡）
演 - ジャスティン・ククスライン、日本語吹替 - 不明
ヒルトップに住んでいる男。物資に不満を抱いたニーガンの部下に弟のクレイグを人質にとられ、グレゴリーを殺せと命じられた。グレゴリーを刺した後、止めに入ったリックに殺される。
クレイグ（不明）
演 - Myke Holmes、日本語吹替 - 不明
ネイサンの弟。救世主のアジトに監禁されていたが、リック達によって助け出された。
エドゥアルド（生存）
演 - ピーター・ジマーマン、日本語吹替 - 不明
ヒルトップの住人。ヒルトップでは門番や警備を務めている。
Season6
ネイサンを殺したリックに槍を向ける。
Season7
妊娠しているマギーに気遣いができないグレゴリーに怒る。マギーに農業を教えてもらい、彼女を「ボス」と呼ぶ。アレクサンドリアを襲った救世主の退治にも参加し、戦いが終わった後にはゲイブリエルと周辺を巡回する。
Season8
衛星基地への攻撃に参加する。タラとともに、捕虜となった救世主の処理について話す。終戦後、聖域へガラスを届ける。
バーティ（生存）
演 - カレン・シーセイ、日本語吹替 - 不明
ヒルトップの住人。
Season6
ハーランと共に調達へ出かけ、リックらに助けられる。
Season7
アレクサンドリアへの救援として駆けつける。
Season8
ヒルトップに残って防衛を務める事が多い。
Season9
6年後、ヒルトップの館で書類を処理する仕事をしている。
Season10
〈囁く者〉による攻撃を生き延び、アレクサンドリアへ移る。
ニール（死亡）
演 - カール・ファンク、日本語吹替 - 不明
ヒルトップの住人。ヒルトップでは木こりを務めている。
Season6
ネイサンを殺したリックを驚いた表情で見つめている。
Season7
Season8
マギーらと共に移動していた最中に、サイモンら救世主に遭遇し、殺される。マギーはヒルトップに戻り、ニールを殺された報復として、捕虜として捕えていた救世主のディーンを殺した。

### 救世主（Season6）
バド（死亡）
演 - クリストファー・ベリー、日本語吹替 - 不明
作中で初めてニーガンの名を口にした救世主の男。バイクに乗ったグループを率いている。ダリルたちの前に現れ、彼らを殺そうとするが、グレネードランチャーで粉々にされる。
バドの仲間（死亡）
演 - ブライアン・ランカー（ティミー）、日本語吹替 - 不明
バドの率いる、バイクに乗った救世主の男たち。トラックの裏でダリルに殺されたティミーの他、数人の仲間がいるが、ダリルにグレネードランチャーで粉々にされる。
プリモ（死亡）
演 - Jimmy Gonzales、日本語吹替 - 不明
クレイグを監禁していた救世主の一人。ダリルがドワイトに奪われたバイクで逃走しようとして捕えられる。怪我の治療ができる程度には医学や医術に精通している。
ポーラ達からキャロルとマギーを救出した後、ニーガンについて問われ「俺もニーガンだ、面白い話があるんだ」と言ったところでリックに射殺された。
ポーラ（死亡）
演 - アリシア・ウィット、日本語吹替 - 不明
クレイグが監禁されていた救世主のアジトの仲間。リーダー格の女性。元秘書で、文明崩壊前は夫と4人の子供がいた。リックに人質交換に応じるふりをして、無線の状況から近くに潜伏していると考え逆に迎え撃つ。
モリーが殺されているのを発見し、怒りで拳銃を乱射しながらキャロル達を追うが、見つけたところで弾切れになる。殺したくないキャロルは逃げてと懇願したが、それには応じなかった。
しかしウォーカーを撃った流れ弾が当たってしまい、仲間を皆殺しにされた恨み辛みを語りながら、キャロルに「その強さで何がそんなに怖いのか」という問い掛けの答え替わりにウォーカーの餌にされた。
モリー（死亡）
演 - Jill Jane Clements、日本語吹替 - 不明
クレイグが監禁されていた救世主のアジトの仲間。恰幅な女性。愛煙家で、すでに重度に肺を患っており喀血している。ドニーに噛まれた隙を突かれてマギーに殴り殺された。
ミシェル（死亡）
演 - ジーナン・グーセン、日本語吹替 - 不明
クレイグが監禁されていた救世主のアジトの仲間。仲間を殺したリック達を悪人どもと呼ぶ。以前ガソリンを盗もうとした罰で救世主に小指を切り落とされた。流産の経験がある。
ポーラと対峙しているマギーを発見しナイフで切りかかったが、キャロルに射殺される。
ドニー（死亡）
演 - Rus Blackwell、日本語吹替 - 不明
キャロルに腕を撃たれた男。腕の傷の恨みでキャロルを殺そうとしたが仲間に止められ、逆上してポーラに殴りかかるが逆に殴られ気絶した後、腕の傷が悪化しそのまま死亡、転化してモリーを襲った。
ポーラの仲間（死亡）
演 - 不明、日本語吹替 - 不明
ポーラが無線で連絡を取っていた仲間で、恐らく同じ救世主。リック達を迎え撃つ為にポーラのいる屠殺場に来たが、キャロルに騙されて家畜処理室で全員焼き殺される。
ヒロのグループ（死亡）
演 - 不明、日本語吹替 - 不明
キャロルがアレクサンドリアから出て行った直後に出会った救世主達。走行中のキャロルの車を破壊し、アレクサンドリアの情報を聞き出そうとするが、キャロルに殲滅された。
名前が分かっているのはキャロルと話をしていたリーダー格のヒロ、唯一生き残ったがモーガンに射殺されたローマン。

### 王国（Season6）
ダニエル（死亡）
演 - ダニエル・ニューマン、日本語吹替 - 不明
王国の住民。兵士。
Season6
馬を探している最中にリックとモーガンに出会うが、走り去る。負傷したキャロルの手当てに協力し、モーガンとキャロルを王国へ連れて行く。
Season7
王国に使える兵士として活躍する。
Season8
救世主の基地への攻撃に参加する。重火器の攻撃からエゼキエルを守るために、自ら盾になり死亡してしまう。転化してエゼキエルを襲うが、アルヴァロによって始末される。

### その他（Season6）
イーストマン（死亡）
演 - ジョン・キャロル・リンチ、日本語吹替 - 中村浩太郎
アトランタ近くの山小屋に住んでいる男性。合気道の使い手で棒術を操るアトランタ出身の元司法精神医学者。雌ヤギのタバサを飼っている。クライトン・ダラス・ウィルトンというサイコパス凶悪犯の正体を見破ったことで彼に殺されかけ、更には逆恨みで妻子を殺された。その後クライトンを捕まえて山小屋の監獄に閉じ込め、飢え死にするまでの47日間を見届けた後、逮捕される為にアトランタに戻った際にようやく世界が崩壊した事を知る。重度のPTSDとなっていたモーガンを助け彼の心を救ったが、モーガンが茫然としてウォーカーに噛まれそうになったところを助けて代わりに噛まれてしまう。最期に娘からもらったという幸運のウサギの足のお守りをモーガンに授けた。
ウルブズ（Wolves）（不明）
演 - 不明、日本語吹替 - 不明
額にWの印をつけた「オオカミ」を名乗る略奪者集団。ウォーカー誘導作戦で主要メンバーが出払っていたアレクサンドリアに奇襲をかけた。Season5の最終話でも出ており、ダリル達が見つけた異常な死体や缶詰工場の罠も彼らの仕業で、その際にアーロンが落とした荷物をもとに襲撃を仕掛けてきた。モーガンにより追い払われて生き延びた構成員もいる。
ティナ（死亡）
演 - 不明、日本語吹替 - 不明
ダリルが森で出会ったドワイトが連れていた女性の一人。重度の糖尿病でインスリン注射が必要。「パティ」という仲間を探そうと森のウォーカーを一掃する為にガソリンを撒いて火をつけたが、そのせいで昔の知り合いの子達を死なせてしまう。花を手向けようと近づいたところ転化していた為、襲われて殺された。
ウェイド（死亡）
演 - 不明、日本語吹替 - 不明
ドワイト達が元々いたグループの男。ドワイト達を追ってきた。
カーラ、デリー
演 - 不明、日本語吹替 - 不明
ドワイト達の昔の仲間。ティナが昔、子守をしていたことがある女の子達で、ドワイト達が起こした火災により温室の中でガラスの下敷きになり焼け焦げて横たわっていた。しかし死んだ事で転化しており、花を手向けようと近づいたティナに噛みついた。
パティ
演 - ？、日本語吹替 - ？
ドワイト達が探していた“仲間”。恐らくA.A.パトリック燃料社のトラックPATTY002の事。駐車場に着いた際、ドワイトは「she is gone（彼女はもういない）」と言っており、シェリーもゾンビを見ながら「多分あれよ」とつぶやいているが、これらはミスリードさせる為と思われる。

## ゲスト（Season7）

### 救世主（Season7）
ジョセフ（死亡）
演 - ジョシュア・フーバー、日本語吹替 - 不明
救世主のメンバー。太っている。ダリルが逃げる際に遭遇してしまい、鉄パイプで殴り殺される。また、リックの愛銃を所持していた。
エメット・カーソン（死亡）
演 - ティム・パラチ、日本語吹替 - 福西勝也
ハーランの兄。サンクチュアリーの医師。シェリーを逃がしたとドワイトに嘘をつかれ、ニーガンに焼き殺される。
ジャレッド（死亡）
演 - ジョシュア・マイケル、日本語吹替 - 不明
救世主のメンバー。ギャビンの部下。
Season7
王国との供給の際、リチャードと揉める。供給の量が足りていなかったため、ベンジャミンを撃つ。後日、ベンジャミンが亡くなったことを知らされ、ギャビンによって歩いて帰らされた。
Season8
マギーたちの部隊に敗れ、ヒルトップにて捕虜となる。混乱に乗じて逃げ出すが、モーガンとの格闘の際にウォーカーに食い殺される。
ゲイリー（死亡）
演 - マイク・シール、日本語吹替 - 不明
救世主のメンバー。
Season7
アレクサンドリアの供給の際、アーロンに殴りや蹴りをいれる。
Season8
清掃人の一掃を図ったサイモンに同行し、死んだふりをしているジェイディスに唾を吐いた。ニーガンを裏切りサイモン側に付くが、別の救世主に撃たれ死亡する。
デイビッド（死亡）
演 - マルチネス、日本語吹替 - 不明
救世主のメンバー。サシャをレイプしようとした所をニーガンに見られ、首にナイフを刺されて死亡する。
ゴードン（死亡）
演 - マイケル・シャラバ、日本語吹替 - 不明
サンクチュアリーの住民。ドワイトに頭を撃たれ死亡する。ウォーカーとしてサンクチュアリーの前に繋がれる。
イザベラ（死亡）
演 - エアリー・オースティン、日本語吹替 - 不明
救世主のメンバー。ミショーンにサンクチュアリーの道を教える。そして自分を殺す為の武器の場所を教え殺される。
マーク（生存）
演 - グリフィン・フリーマン、日本語吹替 - 不明
救世主のメンバー。アンバーの元恋人。
Season7
アンバーの件で職務を怠った為、顔を焼かれる。
Season8
サンクチュアリーに留まりウォーカーの対策をする。
アンバー（生存）
演 - オータム・ダイアル、日本語吹替 - 不明
ニーガンの妻の一人。マークの元恋人。
Season7
マークと関係を結びニーガンを裏切る。その後よく酒を飲むようになる。
Season8
ニーガンの妻として行動する。
ターニャ（生存）
演 - クロエ・アクタス、日本語吹替 - 不明
ニーガンの妻の一人。
Season7
ユージーンの元へ行き、安楽死させる薬を作るよう頼む。
Season8
ユージーンの弾薬工場で行動する。聖域にやって来たタラたちを迎える。
フランキー（死亡）
演 - エリーズ・ニコール・ドゥフォー、日本語吹替 - 不明
ニーガンの妻の一人。元マッサージ師。
Season7
ユージーンの元へ行き、安楽死させる薬を作るよう頼む。
Season8
ユージーンの補佐などを務める。全面戦争後、サンクチュアリーで作物を育てようとする。
Season9
アレクサンドリアの住民として暮らしており、他の救世主のメンバーの娘であるアリスを養子に迎える。王国に潜んでいたアルファに捕まり、殺されてしまう。

### ヒルトップ（Season7）
オスカー（死亡）
演-アンソニー・ロペス、日本語吹替-不明
ヒルトップの住人。
Season7
Season8
ヒルトップのメンバーと、救世主の基地への攻撃に加わる。
Season9
ヒルトップで農業をしている。王国へ向かう部隊を護衛する。
Season10
〈囁く者〉による攻撃で、ヒルトップから避難する。ウォーカーを隔離させるための作戦に護衛として参加するも、道中に〈囁く者〉の攻撃を受け、ナイフで刺されて死亡する。

### 王国（Season7）
リチャード（死亡）
演 - カール・マキネン、日本語吹替 - 藤井隼
王国の住民。エゼキエルの右腕的存在。救世主を憎み、王国を立ち上がらせるために、貢納品をわざと減らす。そのことでベンジャミンが殺され、これを咎めたモーガンに殺される。
ベンジャミン（死亡）
演 - ローガン・ミラー、日本語吹替 - 駒田航
王国の住民。エゼキエルに仕える若い兵士。ヘンリーの兄。リチャードの策略の結果、救世主のジャレッドに撃たれる。キャロルの隠れ家に運び込まれ手当てを受けるが、命を落とす。
ダイアン（生存）
演 - ケリー・カーヒル、日本語吹替 - 不明
王国の住民。弓使い。
Season7
兵士として活躍している。弓の腕はとても高い。
Season8
救世主の基地の見張りを弓矢で殺す。
Season9
伐採場を襲うウォーカーの大群を弓矢で倒す。
6年後、ヒルトップで生活している。ヒルトップへやってきたキャロルとともに王国へ帰還する。
Season11
コモンウェルスへの併合を拒否するマギーに逆らい、コモンウェルスに加わる。
アルヴァーロ（死亡）
演 - カルロス・ナバーロ、日本語吹替 - 不明
王国の住民。兵士。
Season7
王国に仕える兵士として活躍する。
Season8
重火器で負傷したエゼキエルを助けるが、後ろから救世主の一人に撃たれ死亡する。
ナビラ（生存）
演 - ネイディーン・マリッサ、日本語吹替 - 不明
王国の住民。ムスリム風のスカーフを纏う恰幅の良い女性。
Season7
作物に異常が出た事をエゼキエルに報告する。シヴァが怖い。
Season8
王国を襲撃した救世主の一人を殴り倒し、銃を奪う。
Season9
ジェリーと恋愛関係になり、子供ができる。

### 清掃人（Season7）
ブリオン（死亡）
演 - トーマス・フランシス・マーフィー、日本語吹替 - 不明
ジェイディスの右腕的存在の男。
Season7
表情を変えず、あまり喋らない。ゲイブリエルにナイフを奪われる。
Season8
激昂したサイモンに撃たれて死亡する。
タミエル（死亡）
演 - サブリナ・ジェナリーノ、日本語吹替 - 不明
ジェイディスの右腕的存在。
Season7
アレクサンドリアからゲイブリエルを誘拐する。
Season8
激昂したサイモンに撃たれて死亡する。
ファーロン（死亡）
演 - アーニャ・アクスティン、日本語吹替 - 不明
清掃人の一員。建物の屋上でミショーンと格闘するが落とされて死亡する。

## ゲスト（Season8）

### アレクサンドリア（Season8）
ラス（死亡）
演 - 不明、日本語吹替 - 不明
アレクサンドリアの住人。
Season8
連合の兵士の一人として、敵地に向かう。
Season9
ジョスリンのグループによって殺される。

### 救世主（Season8）
マラ（死亡）
演 - リンジー・ギャレット、日本語吹替 - 不明
救世主の一員。前哨基地のリーダー的存在。アーロン達と応戦するが、転化した救世主のウォーカーに首を食い千切られ死亡する。
ディーン（死亡）
演 - アダム・フリストー、日本語吹替 - 不明
救世主の一員。衛星基地のメンバー。タラとジーザスを騙そうとするが、失敗する。マギーにニーガンへの見せしめで銃で撃たれ死亡する。
ガンター（死亡）
演 - ホウィットマー・トーマス、日本語吹替 - 不明
救世主の一員。エゼキエルを捕え、サンクチュアリーに連れていこうとするが、ジェリーに斧で体を真っ二つにされ死亡する。
ヤゴ（死亡）
演 - チャールズ・ハルフォード、日本語吹替 - 不明
救世主の一員。車で重火器を運ぶ途中、リックに腹を刺され死亡する。
トッド（死亡）
演 - リー・ノリス、日本語吹替 - 不明
救世主の一員。リックに重火器がある場所を教えるが、直後にダリルに頭を撃たれ死亡する。
ジア（死亡）
演 - シエラ・ペイトン、日本語吹替 - 不明
救世主の一員。巨大スピーカーから音楽を流して車で走るが、ダリルが乗ったトラックに追突されそのまま撃たれて死亡する。
レオ（死亡）
演 - アダム・クロナン、日本語吹替 - 不明
救世主の一員。ロジータにロケットランチャーで撃たれて死亡する。
ノリス（死亡）
演 - アーロン・ファーブ、日本語吹替 - 不明
救世主の一員。
Season8
アレクサンドリア襲撃に参加し、D.J.と共にカールを捜すが逃げられる。
Season9
橋を直す手伝いをしている。ジェッドら反抗派に加担するも、揉み合いの際に殺され転化し、後にリックに仕留められる。
ライリー（死亡）
演 - レーン・ミラー、日本語吹替 - 不明
救世主の一員。ヒルトップにて捕虜となり、騒動の間に逃げ出す。リックとモーガンを解放するも、裏切られ、リックに斧で攻撃される。瀕死状態になったところ、リックに射殺される。
エヴァン（死亡）
演 - マーク・アシュワース、日本語吹替 - 不明
救世主の一員。ヒルトップにて捕虜となり、騒動の間に逃げ出す。リックと協力しようとするが、群れの方へ押されて喰われて死亡する。
ポッター（生存）
演 - ジョン・アイズ、日本語吹替 - 不明
サンクチュアリーの住人。
Season8
「聖域」周辺にウォーカーが押し寄せたことによる弊害をサイモンら幹部に訴える。
Season9
ダリルの担当する「聖域」で仕事を続けている。リックらを快く受け入れる住人の一人。
ランス（死亡）
演 - コリン・デナード、日本語吹替 - 不明
救世主の一員。髪色は青色。リックらを誘導するために、ニーガンに囮として使われ、リックらに殺される。

### 王国（Season8）
ダナ（死亡）
演 - ペギー・シェフィールド、日本語吹替 - 不明
王国の医師。ヒルトップにて、サディクと共に怪我人の治療にあたっている。救世主の武器によって感染して転化したトビンによって喰われ、転化する。

### 訪問者（Season8）
ジョージー（生存）
演 - ジェイン・アトキンソン、日本語吹替 - 不明
マギーに未来の為の知識をもたらす謎の女性。
Season8
マギーに物資と「未来へのカギ」と表された本を与える。
Season9
マギーと連絡をしている事が明らかになる。
ヒルダ（生存）
演 - キム・オーミストン、日本語吹替 - 不明
ジョージーの側近。ジョージーと共に行動している。
ミッジ（生存）
演 - ミスティー・オーミストン、日本語吹替 - 不明
ジョージーの側近。ジョージーと共に行動している。

## ゲスト（Season9）

### 救世主（Season9）
ジャスティン（死亡）
演 - ザック・マッゴーワン、日本語吹替 - 不明
救世主のメンバー。水を配りに来たヘンリーに暴力を振るい、ダリルと殴り合いになる。アーロンの負傷を招いて追放される。その後酒を飲み放浪している所を、オーシャンサイド住民によって密かに殺害される。
ジェッド（死亡）
演 - ライズ・コイロ、日本語吹替 - 不明
救世主のメンバー。不可解な仲間の死などからリックたちに抵抗する。夜に捜索に出ていたリックたちを襲い、キャロルを殺そうとするが失敗する。6年後、数名の反対派の救世主メンバーを集め、グループを形成している。キャロルから物資を奪いヘンリーを傷つけるが、報復に焼き殺される。

### ヒルトップ（Season9）
ハーシェル・リー（生存）
演 - ペイトン・ロックリッジ、日本語吹替 - 不明
マギーとグレンの息子。マギーの父親である「祖父の名前」を受け継ぐ。
Season9
ヒルトップ、後にジョージーのコミュニティでマギーに育てられる。
Season10
マギーとともにアレクサンドリアへ入る。
Season11
高層アパートの共同体を助けに行くマギー、イライジャ、リディアの乗るトラックに密航し、父を殺したニーガンに初めて会う。
ウォーキング・デッド: デッド・シティ
こちらを参照。
ケン（死亡）
演 - アージ・アチンガー、日本語吹替 - 不明
ヒルトップの若者。本名はケネス。アールとタミーの息子。博物館への物資調達に同行する。馬を助けようとしてウォーカーに噛まれ応急処置として腕を切断されるも、出血多量でそのまま死亡する。
マルコ（死亡）
演 - グスタボ・ゴメス、日本語吹替 - 不明
ヒルトップに住む若者。ケンの友人。
Season9
博物館への物資調達に参加する。ケンの最期に付き添い、葬式に出席する。
6年後、ヒルトップで捜索などの任務に同行する。王国のフェスティバルに参加する。
Season10
オーシャンサイドへの増援として派遣される。ヒルトップに戻り、〈囁く者〉と戦うも、敗戦し、病院へ避難する。馬車に乗り、ウォーカーの誘導を行う。
Season11
長髪から髪型を変えている。イライジャと仲良くなる。マギー、イライジャ、リディアとともにヒルトップに侵入したリアの部隊に対抗するが、リアに頭を撃たれて死亡する。
タミー・ローズ・サットン（死亡）
演 - ブルット・バトラー、日本語吹替 - 不明
ケンの母親。王国の会議に参加するが、中に潜んでいたアルファに捕まり、殺されてしまう。
ロイ （死亡）
演 - C・トーマス・ハウエル、日本語吹替 - 不明
ヒルトップの警備兵。
Season9
ヒルトップに近づいたミショーンらにロジータの怪我を報告する。その後、アレクサンドリアに向かう。
Season10
Season11
マギーの物資調達に参加する。ウォーカーの処理中に、ゲイジと共に姿を消してしまう。トンネルの奥で、ゲイジとはぐれ、負傷したところをダリルに発見される。手当を受け、他のメンバーと合流するも、収穫者に奇襲され、殺される。
アディ（死亡）
演 - ケリー・マック、日本語吹替 - 不明
ヒルトップの住民。アディは愛称で、本名はアデリーン。ゲイジらと仲が良い。ゲイジたちがウォーカーで遊び出した際には、何も言わずに帰っている。ヘンリーとリディアがいなくなった際には、イーニッドを隠れ家の小屋へ案内する。王国のフェスティバルに参加するも、アルファによって連れ去られ、殺される。
ロドニー（死亡）
演 - ジョー・アンド・ハーシュ、日本語吹替 - 不明
ヒルトップの住民。ゲイジらと仲が良い。自分たちで捕らえたウォーカーに小便をかける。王国のフェスティバルに参加するも、アルファによって連れ去られ、殺される。
パパ・ベア（生存）
演 - ジャメル・ヴォーン、日本語吹替 - 不明
ヒルトップの住人。
Season9
ヒルトップの警備などを務め、王国のフェスティバルに参加する。
Season10
ヒルトップで起きた問題の解決に協力する。
Season11
ダイアンと共にコモンウェルスに入る。
ヒルデ（死亡）
演 - キャロライン・ダンカン、日本語吹替 - 不明
ヒルトップの住人。夫マイルズとともにヒルトップへやって来る。木を使ったヒルトップのシンボルコインを作る。王国のフェスティバルに向かうが、道中にアルファの襲撃に遭い、殺されて衣服や髪は変装に利用される。
マイルズ（死亡）
演 - ブライアン・シェパード、日本語吹替 - 不明
ヒルトップの住人。ヒルデの夫。ヒルデと共に王国へ向かう最中にアルファに殺される。

### アレクサンドリア（Season9）
ノラ（生存）
演 - タマラ・オースティン、日本語吹替 - 木村涼香
アレクサンドリアの住民。
Season9
ミショーンに現状とニーガンについて伝える。
6年後、アレクサンドリアの委員として活躍している。
Season10
マーゴを殺したニーガンの処罰に対する会議に出席する。

### アルファとリディアの家族（Season9）
フランク（死亡）
演 - スティーブ・カジー、日本語吹替 - 不明
アルファの夫でリディアの父親。アルファと意見が合わずに殺される。

### 放浪者（Season9）
ジョスリン（死亡）
演 - ルティナ・ウェスリー、日本語吹替 - 不明
ミショーンの前の世界からの親友。グループを率い、アレクサンドリアでミショーンと再会し迎えられるが、ジュディスら子供たちを攫って逃げる。子供達には残酷さを教え、ダリルとミショーンに焼き印を押させる。ミショーンに刀で刺され死亡する。
ジョスリンの仲間たち（不明）
演 - 不明、日本語吹替 - 不明
ミッチェル、ウィニー、P.J.、ジーナ、ライナスなど、ジョスリンによって残酷さを教えられた子供達。ミショーンらを襲ったため、ミショーンにやむを得ず殺された者が多いが、ウィニーなど逃げた者もいる。

### 〈囁く者〉（Season9）
フランシス（死亡）
演 - エミリー・レイン（Season9）、ジュリエット・ブレット（Season10）、日本語吹替 - 不明
メアリーの妹で、アダムの母。
Season9
ヒルトップへやってきた際、アダムが泣き出し、ウォーカーを引き寄せたため、アルファの命令により、彼を捨てる。
Season10
アダムを捨てたことに後悔を感じている。群れと行動してる際に泣き出し、ベータに殺されそうになるも、アルファが励ます。ウォーカーの収集中に再びアダムを思い出し、アルファを襲うも、メアリーによって群れに投げ飛ばされ、そのまま喰われる。
アダム・サットン（生存）
演 - 不明、日本語吹替 - 不明
フランシスの子。アールとタミーの養子。
Season9
群れが近づく中、泣き出したため、フランシスに捨てられる。ケリーらの活躍によって、救われ、ヒルトップに移住する。アールとタミーの養子となる。
Season10
アールの死後、アルデンによって育てられる。

### ハイウェイマン（Season9）
オジー（Ozzie）（死亡）
演 - アンガス・サンプソン、日本語吹替 - 不明
カウボーイハットが特徴的な、略奪者集団ハイウェイマンのリーダー。王国周辺に現れて物資を盗むが殺人は犯さない。仲間達からの信頼も厚い。ジェリーとダイアンを襲い、装備を奪う。共同体会議のために安全な通行を図るキャロルらの取引に応じ、会議に参加する共同体代表を護衛する。交渉内容の一つである映画鑑賞を楽しみにしている。〈囁く者〉によって納屋に囚われた仲間を救う為に、D.J.やアレクと共に襲撃するが、奮闘虚しく惨殺される。
アレク（死亡）
演 - ジェイソン・カークパトリック、日本語吹替 - 不明
オジー、D.J.とともに王国周辺の警備にあたり、〈囁く者〉に攫われた仲間を助けに行くが、殺される。

### その他（Season9）
カーム・エルシック（生存）
演 - ケビン・ノッツ、日本語吹替 - 不明
市民共同体軍（CRM）の中佐。
Season9
アンの要請に応え、ヘリコプターで迎えに来る。負傷したリックとアンを市民共同体軍へ連れて行く。
ウォーキング・デッド: ザ・ワンズ・フー・リブ
こちらを参照。登場はしないが、書類にて名前が明らかになる。

## ゲスト（Season10）

### 〈囁く者〉（Season10）
ダンテ（死亡）
演 - Juan Javier Cardenas、日本語吹替 - 不明
アレクサンドリアに潜入する〈囁く者〉のスパイ。セディクの医療助手となる。セディクの不在中、水を汚染して住民を病気にする。キャロルに捕らえられた〈囁く者〉を殺して口を封じる。自身の患者を枕で窒息死させる。自分の正体に気づいたセディクを絞殺する。ロジータに倒され、尋問されて〈囁く者〉のことを話し、牢の中でゲイブリエルに殺される。
ガンマ（gamma）（死亡）
演 - ソーラ・バーチ、日本語吹替 - 不明
アルファに忠実な〈囁く者〉の女。本名はメアリー。かつて息子をアレクサンドリアに捨てられたことを恨んでアルファを襲った妹を殺し、アルファの信頼を得て腹心となりガンマの名を得る。森で負傷しアーロンから包帯をもらう。アルファの命令でアーロンと交流して情報を得ようとし、アレクサンドリアにいる甥のことを気にかける。死んだと聞かされていたリディアの姿を見て驚愕して去る。甥に会いたいと言い、ウォーカーの集結する場所を教える。
アルファの策略でダリルら一行がウォーカーに囲まれて洞窟に落ちたことを、アレクサンドリアに来て教えるが、信頼されず捕らえられる。侵入したベータに見つかるもロジータを守る。ヒルトップで甥と再会するが、〈囁く者〉の率いるウォーカーの大群に襲われる。甥、アルデン、ケリーをウォーカーからかばい、ベータに殺される。

### オーシャンサイド（Season10）
ジュールズ（死亡）
演 - Alex Sgambati 、日本語吹替 - 不明
オーシャンサイドの住民。
Season10
ルークと恋愛関係を持つ。
Season11
ルークとともに、オーシャンサイドに行く途中のアーロン一行に出会う。コモンウェルス内でウォーカーに殺される。

### ハイウェイマン（Season10）
マーゴ（死亡）
演 - ジェリー・タッブス、日本語吹替 - 不明
アレクサンドリアへ移住したハイウェイマンのメンバー。仲間を殺されたため、〈囁く者〉に対して強い恨みを持っている。〈囁く者〉のメンバーであったリディアと共に過ごすことに否定的であり、ゲイジとアルフレッドと共に彼女に嫌がらせを行うが、彼女を救いにきたニーガンによって壁に投げつけられ、即死する。
アルフレッド（死亡）
演 - デヴィッド・シェア、日本語吹替 - 不明
アレクサンドリアへ移住したハイウェイマンのメンバー。マーゴ、ゲイジと共にリディアに嫌がらせをし、マーゴが死んだ際には評議会に虚偽報告をした。アレクサンドリアに侵入したベータによって、腹を裂かれて死亡する。

### アレクサンドリア　(Season10)
ブランドン(死亡)
演 - Blaine Kern III、日本語吹替 - 不明
アレクサンドリアの住人。両親は救世主のメンバーだったが、ともに死亡している。アレクサンドリアに養子として迎えられる。6年後には、ニーガンに強く惹かれており、彼の監視役となる。彼が脱走すると、彼に同行する。隠し持っていた異常性からニーガンに否定される。道中で助けたアメリア親子を殺すことが自分に与えられた試練だと思い、彼女たちを殺すが、それによってニーガンに殺される。

### ブルーズワース島（Season10）
バージル（生存）
演 - ケビン・キャロル、日本語吹替 - 不明
離島から来た男
Season10
離島の研究施設に勤務していたが妻子を失って正気を失い、同僚たちを監禁する。本土に来て、オーシャンサイドに行く途中のルークをウォーカーから救う。家族のもとに帰るため、オーシャンサイドから船を盗もうとして捕らえられる。島の海軍基地には武器があると嘘をつき、〈囁く者〉と戦うための武器を欲するミショーンによって解放され、島に同行する。島ではミショーンを騙して監禁するが、圧倒されて他の囚人も解放される。ミショーンを倉庫に連れてゆき、リックの持ち物を見つけさせる。ミショーンと他の囚人たちが去る中、1人で島に残る。その後オーシャンサイドに向かい、洞窟から脱出したコニーと遭遇する。
Season11
コニーとともに狂人のいる家に閉じ込められるが、ケリーらに救出されてアレキサンドリアに来る。
セレステ（生存）
演 - イヴ・ゴードン、日本語吹替 - 不明
バージルの元共同研究者。彼によって檻に囚われている。ミショーンの活躍によって脱出し、島から離れる。
ジェレマイア（生存）
演 - タイラー・ニコラス、日本語吹替 - 不明
バージルの元共同研究者。彼によって檻に囚われている。ミショーンの活躍によって脱出し、島から離れる。
ルーシー（生存）
演 - Olivia Stambouliah、日本語吹替 - 不明
バージルの元助手。彼によって檻に囚われている。ミショーンの活躍によって脱出する。逃げたバージルを気絶させる。その後、島から離れる。
バージルの家族
演 - 不明、日本語吹替 - 不明
妻リサや、他にも子供達がいた。島で騒動が起きた際、バージルのミスによって死亡する。

### メリディアン（Season10）
エインズリー（死亡）
演 - Haley Leary、日本語吹替 - 不明
メリディアンの一員。森の中でマギーと再会するが、リーパーのメンバーによって殺される。
マヤ（死亡）
演 - Brianna Butler、日本語吹替 - 不明
メリディアンの一員。森の中でマギーと再会する。リーパーのメンバーによって撃たれ、相手の位置を知らせてから死亡する。
ガス（死亡）
演 - David Atkinson、日本語吹替 - 不明
メリディアンの一員。森の中でマギーと再会した後、リーパーのメンバーの急襲によって死亡する。
キム（生存）
演 - Gloria DeWeese、日本語吹替 - 不明
メリディアンの一員。
Season10
ハーシェルを連れてリーパーの襲撃を生き延び、アレクサンドリアへ移る。
Season11
アレクサンドリア、ヒルトップの復興を手伝う。

### コモンウェルス（Season10）
タイラー・デイヴィス (Tyler Davis)（死亡）
演 - Cameron Roberts、日本語吹替 - 不明
コモンウェルスの若い兵士。
Season10
プリンセスの乗る貨物に入った際に殴られる。
Season11
ウェイトレスとしてパーティに潜入し、マックスを人質に取り、コモンウェルスの腐敗を訴える。逮捕され、精神的な問題を抱えていたと世間には公表される。アレクサンドリアに送られ、労働させられる。コモンウェルスの蜂起に参加するが、急襲され、死亡する。

### その他（Season10）
アメリア（死亡）
演 - Virginia Newcomb、日本語吹替 - 不明
生存者グループに所属していたが、そのグループが壊滅したため、息子のマイロと二人で行動している。ウォーカーに追われていたところをニーガンとブランドンに救われる。ニーガンが不在の間に、ブランドンに殺される。
マイロ（死亡）
演 - 不明、日本語吹替 - 不明
アメリアの息子。アメリアとともにニーガンたちに救われる。ニーガンと仲良くなるも、ブランドンによって殺される。
メイズ（死亡）
演 - ロバート・パトリック、日本語吹替 - 不明
ゲイブリエルとアーロンが調達中に出くわした狂気の男。兄をその家族の死体とともに監禁する。二人を捕らえ、ロシアンルーレットを強制した後にゲイブリエルに殺される。
メイズの兄（死亡）
演 - 不明、日本語吹替 - 不明
メイズによって監禁されていたメイズの兄。ゲイブリエルとアーロンが発見するも、拳銃で自殺する。
ルシール（死亡）
演 - ヒラリー・バートン、日本語吹替 - 不明
ニーガンの亡妻。12年前の姿がニーガンによって回想される。文明崩壊の置き始めたころ、無職のニーガンが浮気をしている間に癌の告知を受ける。7か月後、文明が崩壊した中、ニーガンによって懸命の治療を受ける。薬を取りに行ったニーガンが監禁されて戻らない中、自殺を選ぶ。
クレイヴン（死亡）
演 - ロドニー・ローランド、日本語吹替 - 不明
ニーガンがフランクリンを捜していた地域のギャング。ニーガンの回想に登場する。ニーガンにフランクリンの情報を吐かせ、彼らを拉致する。戻ってきたニーガンに殺される。
フランクリン（不明）
演 - マイルズ・マッセンデン、日本語吹替 - 不明
ローラの養父。医者。ニーガンの回想に登場する。医療品を多く所持しており、娘たちと各地を転々としている。ニーガンを助けた後、ギャングに捕まり、暴行を受けるが、ニーガンによって救われる。

## ゲスト（Season11）

### メリディアン（Season11）
フロスト (Frost) （死亡）
演 - Glenn Stanton、日本語吹替 - 不明
アレクサンドリアに合流したメリディアンの一員。物資調達に参加する。リーパーの襲撃を受けた際、一人で逃走するも拉致され、拷問を受ける。運ばれた監獄でダリルと再会する。厳しい拷問の果てに殺される。
アガサ (Agatha) （死亡）
演 - ローリー・フォーティア、日本語吹替 - 不明
アレクサンドリアに合流したメリディアンの一員。物資調達に参加する。リーパーの襲撃を受け重傷を負ったダンカンと共に逃走する。マギーらと合流するも、ウォーカーに喰われる。死体はリーパーに回収される。
ダンカン (Duncan) （死亡）
演 - Marcus Lewis、日本語吹替 - 不明
アレクサンドリアに合流したメリディアンの一員。グループ屈指の怪力を誇る。物資調達に参加する。リーパーの襲撃で重傷を負い、最期にマギーと話して死亡する。

### リーパー（Season11）
教祖 (Pope) （死亡）
演 - Ritchie Coster、日本語吹替 - 不明
リーパーの狂信的な指導者で元軍人。かつてマギーが属した共同体メリディアンを全滅させる。マギーが基地に導きいれたウォーカーを仲間もろとも殺そうとしたために、リアに殺される。

### コモンウェルス（Season11）
トミ (Tomi)（生存）
演 - イアン・アンソニー・デイル、日本語吹替 - 不明
ユミコの兄。元外科医。コモンウェルスの一員として、外科医の経歴を隠してケーキ屋となり、ユミコに再会する。外科医に戻る。エゼキエルの貧しい友人の虫垂炎手術を密かに行う。コモンウェルスに対する蜂起の中で撃たれたジュディスを治療する。
メイ (Mei)（生存）
演 - Chiara Misawa、日本語吹替 - 不明
コモンウェルスに住む少女。ジュディスと友達になり、アルバムをプレゼントした。
ジェシー (Jesse)（死亡）
演 - Connor Hammond、日本語吹替 - 不明
コモンウェルスに住む若者。アーロン、ゲイブリエル、トビーとともにアパートで交渉する。トビーの行動に恐怖し、逃げ出すが、兵士に撃たれる。ニーガンに教えられたヒルトップに辿り着き、死亡する。
トビー・カーソン (Toby Carlson) （死亡）
演 - ジェイソン・バトラー・ハーナー、日本語吹替 - 不明
ホーンズビーの部下。元CIA。ホーンズビーの意を受けて、併合交渉を装って高層アパートの共同体の全滅を図るが、その非道な行為を見かねたアーロンらによって部隊が全滅し自身もアーロンによってアパートから突き落とされ、動けなくなったところを同じように自分が転落死させた共同体の住人達が転化し喰い殺される。

### 〈囁く者〉 （Season11）
キース (Keith) （生存）
演 - Brad Fleischer、日本語吹替 - 不明
〈囁く者〉の生き残り。複数人の仲間とともにヒルトップに残っていた。アーロンとジェリーに拷問され、手を噛まれる。キャロルに助けられ、手を切断し、コニーに関する情報を渡す。

### その他（Season11）
モト (Moto)（不明）
演 - William Mark McCullough、日本語吹替 - 不明
コモンウェルスと取引しているグループのリーダー。アヘンを栽培している。仲間に対する悪質な態度などをキャロルに見破られ、拘束される。
アニー (Annie)（生存）
演 - Medina Senghore、日本語吹替 - 不明
高層アパートの共同体の一員。ニーガンの妻。ニーガンの子を身ごもる。コモンウェルスに捕らえられて線路建設労働をさせられ、ニーガンに再会する。

## ゲスト（その他）

### Webisodes1『Torn Apart』 2011年
2011年10月3日よりAMCの公式ウェブサイトにて公開された全6話のウェブシリーズ。第1話に登場したウォーカーである「Bicycle Girl」ことハンナを描いている。日本語吹き替え版はない。
ハンナ
演 - リリ・バーゼル
第1話に登場した上半身だけの女性ウォーカーの生前。ビリーとジェイミーという二人の子供の母親。交通事故で気を失い、目覚めたところから物語が始まる。子供達を探していてウォーカーに追いかけられ自宅へ逃げ込むと、元夫のアンドリューや子供達と再会。転化して子供達に襲い掛かった後妻のジュディを斧で撃退し家から脱出後、車を取りに行って戻らなかった夫を待たずに救助のヘリが待つ公園を目指すが、車の中で隠れていたウォーカーに噛まれる。助からないと確信し、子供達を逃がすためにウォーカーに食い殺される。
アンドリュー
演 - リック・オットー
ハンナの元夫。犬のマックスを「処理」するためにマイクの家に銃を盗みに入った。その後、マイクから「頼みごと」と交換に銃を貰い、転化していた犬と後妻のジュディを撃ち殺す。しかしジュディは脳が無事なために復活し、更には車のキーを取りに戻ったマイクの家でマイクとの約束を果たさなかったがために帰らぬ人となる。（皮肉にも子供達が「いつも約束を破っていた」と話していた後だった）
ビリー
演 - グリフィン・クリーヴランド
ハンナの息子。犬のマックスを心配している。
ジェイミー
演 - マディソン・レスリー
ハンナの娘。「みんな死ぬ」と達観したようなことを言うが、肉親の死を悟って涙する普通の女の子。
ジュディ
演 - ダニエラ・ブルジオ
アンドリューの後妻。転化しており、マイクの銃を持ち帰ったアンドリューに撃たれて絨毯に包まれていたが、脳が無事だったために再び起き上がりビリーとジェイミーに襲い掛かる。
マイク・ポマー
演 - レックス・リン、日本語吹替 - 不明
アンドリューの隣の家に住む男性。当日は50歳の誕生日だった。足を噛まれており、転化した妻を撃ち殺したが子供達は撃てず、アンドリューに子供達と自分の「処理」を頼んだ。

### Webisodes2『Cold Storage』（恐怖の倉庫） 2012年
2012年10月1日(米国)に公開された全4話のウェビソードシリーズ。チェイスという名の若者が倉庫施設に逃げ込み、そこでB.J.という従業員と出会う物語である。日本では2013年3月8日よりFOX JAPANのウェブサイトで吹き替え版が公開された。
チェイス
演 - ジョシュ・スチュワート、日本語吹替 - 藤原啓治
本エピソードの主人公。はぐれた妹を探してアトランタのどこかの建物で目を覚ましたところから物語が始まる。貸倉庫に逃げ込もうとして助けられたB.J.の頼みを聞き、トラックと交換にウォーカーだらけの暗闇にある発電機を操作しに行き、更に死体を捨てに外に行かされ、そこでB.J.の裏切りに遭い頭を撃たれる。しかし辛うじて生きており倉庫に戻ると、B.J.がある部屋から出てくるのを監視モニターで発見する。出てきた部屋に行くと縛られたケリーと出会い、2人で逃げ出すもB.J.に見つかる。銃を向け合って膠着状態になるも、ケリーの奇襲で決着がつき、トラックを奪って2人で脱出した。
ハリス
演 - クリストファー・アレン・ネルソン、日本語吹替 - 山内健嗣
チェイスと一緒に屋上に隠れていた男。宝くじが当たっていたことを愚痴っている。貸倉庫を見つけて逃げ出そうとしていたところを食い殺された。
B.J.
演 - ダニエル・ローバック、日本語吹替 - 宝亀克寿
貸倉庫の管理人。「仕事」をさせるためにチェイスを助けた。倉庫の物資を独り占めにし、監視カメラで生存者がウォーカーに食い殺されるのを笑って観賞したり、仕事が終わったチェイスを裏切って殺そうとしたり、ケリーをレイプしたりとやりたい放題だった。最終的にはケリーに鉈で首を切断され、生首のまま転化して机に放置される。
ケリー
演 - セリーナ・ヴィンセント、日本語吹替 - 川﨑芽衣子
B.J.の倉庫に監禁されていた女性。B.J.にレイプされていた。チェイスに自分を差し出すからB.J.を殺すよう言い、チェイスに気を取られたB.J.に背後から鉈で襲い掛かり、首を切り落とした。

### Webisodes3『THE OATH』（誓い） 2013年
2013年10月1日に公式公開された計3話のウェビソードシリーズ。日本では未公開。ポールとカリーナが襲撃され荒れ果てたキャンプを逃れるところから物語は始まる。
カリーナ
演 - アシュリー・ベル
襲撃されたキャンプの生き残り。仲間を抱きかかえたまま呆然としていたところをポールに救われた。だんだん容体が悪くなっていくポールのために、治療のできる医療施設を探すが、どこも壊滅していた。そんな中、唯一中に入れた病院内で襲われ、マコネス医師に助けられる。しかしマコネス医師によりポールが死んだと聞かされると、一人ぼっちになったことで取り乱し自殺しようとする。その様子を見たマコネスに致死薬での静かな死を提案され実行に移すが、脱出して生還したポールに再会し、喜びも束の間に薬により死亡した。死後転化し、抜歯・拘束されてポールと共に外へ出た。
ポール
演 - ワイアット・ラッセル
襲撃されたキャンプの生き残り。逃走中に右脇腹に重傷を負ってしまい、次第に容体が悪くなっていき意識を失ってしまう。マコネスに応急処置を施されるが見放され、担架に縛り付けられたままウォーカーだらけの部屋に送り込まれた。食われる前に意識を取り戻し、九死に一生を得て脱出してカリーナを探すが、見つけた時にはカリーナが致死薬によって死ぬ瞬間だった。薬を打ったマコネス医師に詰問し、彼女を拳銃で射殺する。その後、ウォーカーだらけの部屋を鎖で封鎖して警告文を書き、転化したカリーナの歯を全て抜いた上で患者用の拘束着を着せて連れ出し、病院を後にした。（ポールがスプレーで書いた警告文から、この部屋がシーズン1でリックが見かけた部屋だと思われる）
マコネスの診断では内臓は無事なものの出血多量で脈も弱く助かる見込みがないほどの重傷だったが、病院を後にする頃（カリーナの状態から考えて1〜3日程度）には特に問題がなさそうなほど回復している。
マコネス医師
演 - エレン・グリーン
医療施設にいた女医で、ハリソン記念病院（シーズン1でリックが入院していた病院）で働いていた。愛称はゲイル。施設内でウォーカーに襲われていたカリーナを助ける。この病院では政府からの物資供給が絶たれた後、大規模なウォーカーの襲撃により増大した患者が、医療品の奪い合いで殺し合い、最終的に彼女だけが残った。助かる見込みのないポールを死んだと診断し、転化しないうちに手を縛りつけ、彼をウォーカーだらけの部屋に閉じ込める。ポールの死を聞かされて取り乱すカリーナに、致死薬により静かに死ねる方法を提案し実行した。そこへ奇跡的に生還したポールになぜ彼女を殺したのか問い詰められると、「生きるために戦って結果的に一人で死ぬよりも、最も非暴力的で平和的な解決法を提供した」と主張。最終的にポールに向けられた銃口を、彼女は喜んで受け入れた。
シリーズには企画者のフランク・ダラボンと以前共同で仕事をしたローリー・ホールデン、ジェフリー・デマン、メリッサ・マクブライドらが出演している。3人とも2007年の彼の映画『ミスト』でトーマス・ジェーンと共演している。ジェーンもまた本作にゲスト出演するためにダラボンと協議を進めている。